# Rétromobile
Rétromobile est un salon annuel consacré aux voitures anciennes traitant de l'ensemble des thèmes de la voiture de collection, qui se tient au parc des expositions de la Porte de Versailles à Paris. Il est le second plus grand salon européen consacré à l'automobile de collection et ses accessoires après le Techno Classica Essen en Allemagne. Suivent le Retro Classics allemand de Stuttgart qui est le plus grand en termes de surface (130 000 m2 d'exposition), et l'Auto-Retro espagnol de Barcelone.

## Historique

### Préambule

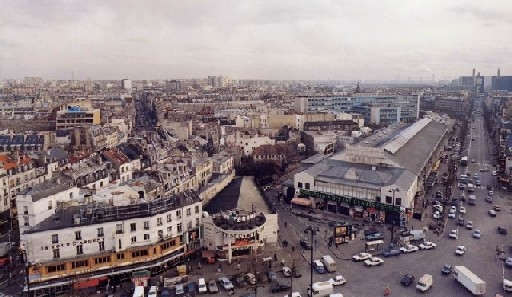
Gare de la Bastille.

C'est en 1974 que les Éditions Atlas décident de faire une exposition éphémère de voitures anciennes à l'occasion du lancement de « la grande encyclopédie de l'automobile » nommée « Alpha Auto », qui donna son nom à cette exposition ponctuelle. Celle-ci s'est déroulée dans l'ancienne gare de Vincennes, place de la Bastille à Paris aussi appelée gare de la Bastille. C'est à l'occasion de cet événement que Jean-Pierre Jouët, organisateur de l'exposition Alpha Auto, confie à Marc Nicolosi, ancien restaurateur de voitures anciennes, la charge de trouver les automobiles. Le succès de cet événement leur donna l'idée de la création d'un marché de la pièce détachée et d'accessoires consacré aux transports anciens et dont le nom, « Rétromobile » (« rétro » pour ancien et « mobile » pour les transports), était tout trouvé.

### Histoire

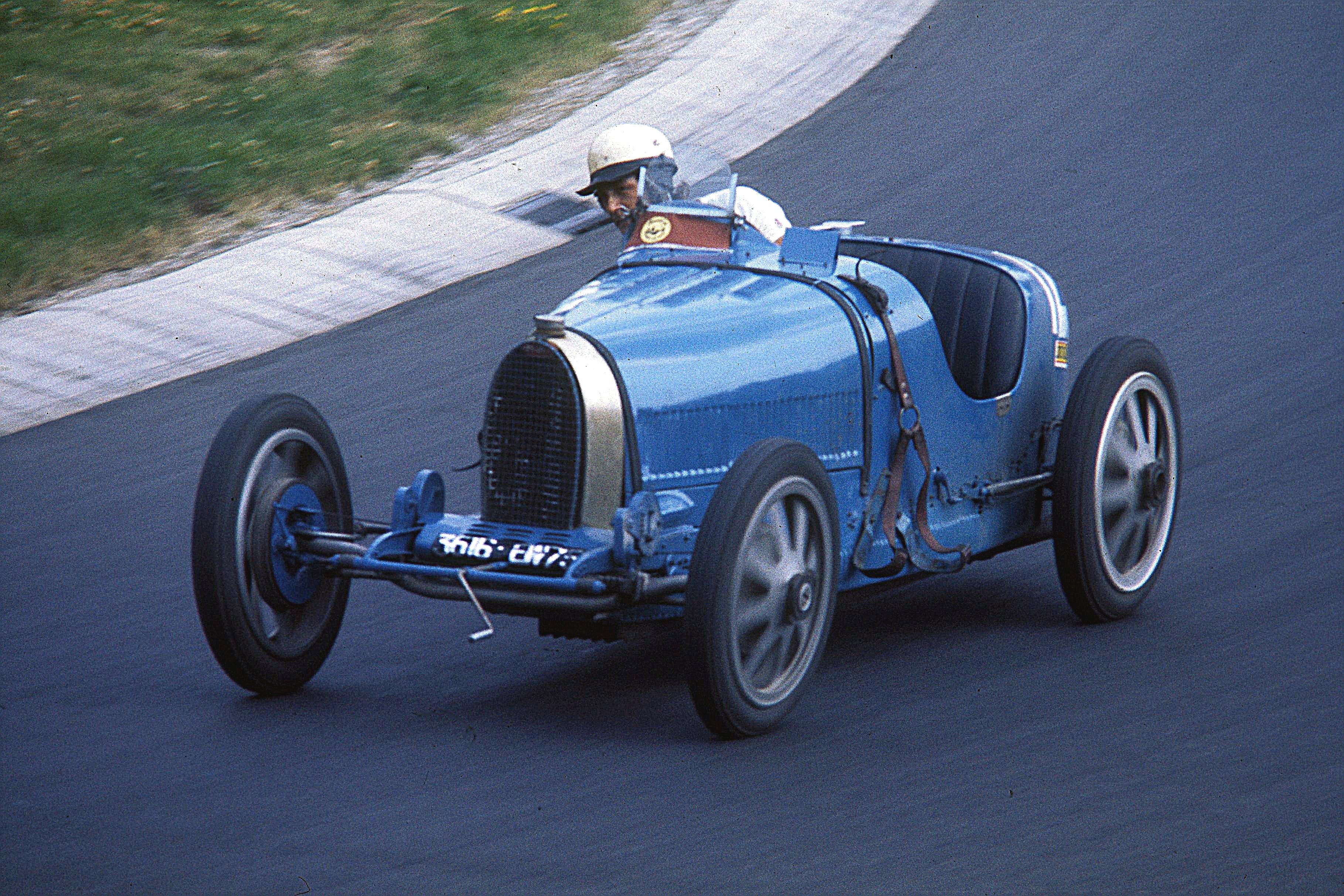
Marc Nicolosi en 1976, au volant d'une Bugatti 30.

C'est ainsi que le 14 février 1976, Marc Nicolosi et Jean-Pierre Jouët lancèrent le premier salon Rétromobile sur le même site désaffecté de la Gare de Paris-Bastille. Le salon se déroule pendant neuf jours (14 au 22 février 1976), et de nombreuses voitures sont exposées dont une partie est fournie par l'ASAVÉ (Association sportive automobile des véhicules d'époque) fondée par son ami Serge Pozzoli (grand collectionneur d'automobiles anciennes). Sur l'affiche de l'événement de 1976, une Rolls-Royce tient l'affiche et au-dessus, en médaillon, une locomotive, un avion un vélo et un bateau sont imprimés symbolisant les transports consacrés durant la manifestation. Dès la première édition, le succès est au rendez-vous avec 3 000 visiteurs venus découvrir les véhicules de collection.
En 1977, Marc Nicolosi est rejoint par François Melcion, qui tenait un stand pour le Cercle Pégase Amilcar lors de la première édition. Devant la réussite du premier rendez-vous, ils entreprennent une seconde édition plus orientée vers leur domaine de prédilection : l'automobile de collection. Ils vont réunir tous les acteurs de l'automobile, de la mécanique, de la pièce détachée, de la revue technique automobile, les brocanteurs, les clubs et fédérations en passant par les médias et les ventes aux enchères. L'architecture de Rétromobile est ainsi fondée dès la deuxième édition. Les deux premières éditions sont organisées par la société OIP (Organisation Idée Promotion de Jean-Pierre Jouët), puis à partir de 1978, Nicolosi et Melcion organisent eux-mêmes le salon jusqu'en 1980.

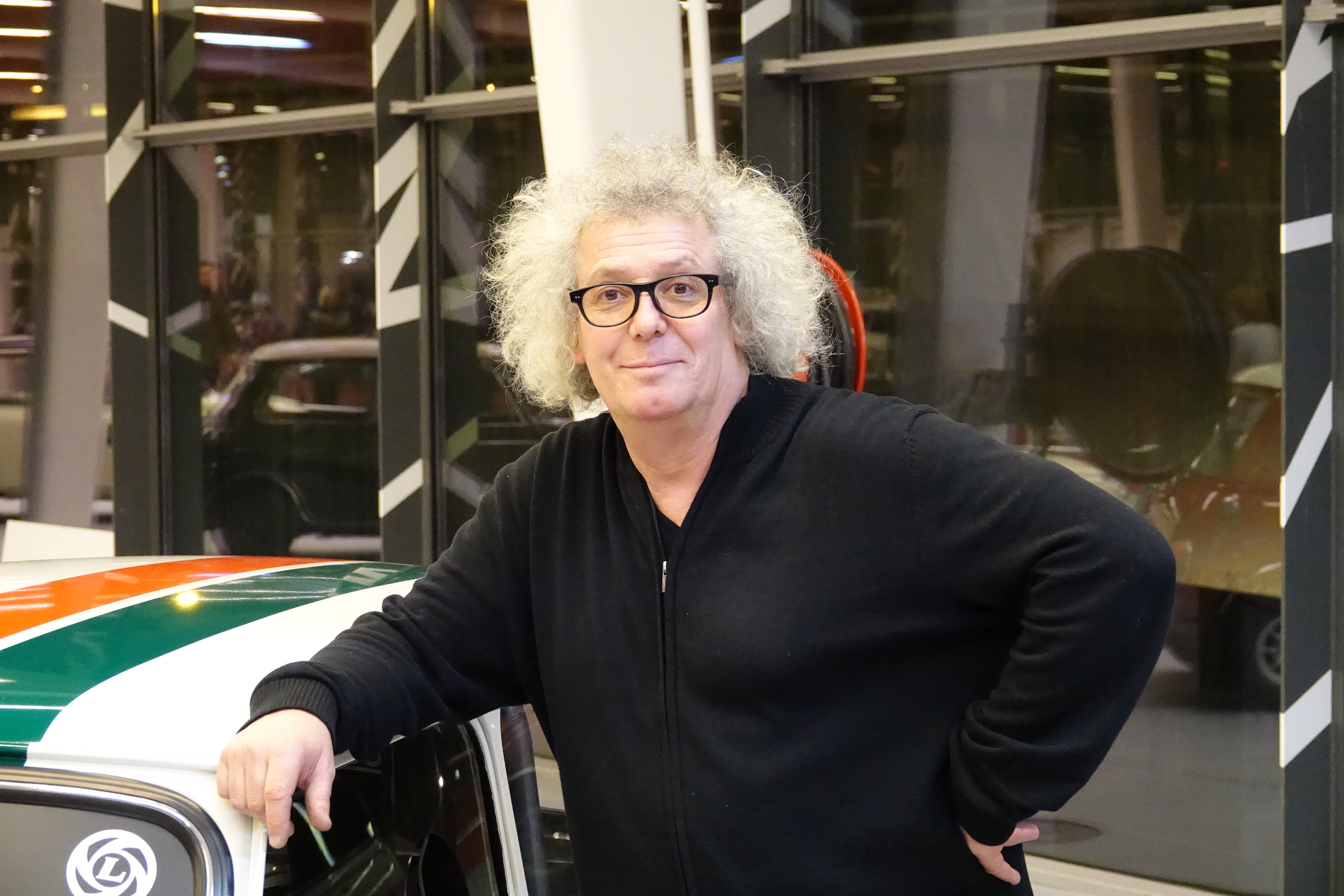
Thierry Farges au salon Rétromobile 2019.

Après cinq éditions, au vu de l'accroissement continu de l'événement et du manque de place à la Bastille, le salon déménage au parc des expositions de la Porte de Versailles pour l'édition de 1981, et Marc Nicolosi en est le directeur. Thierry Farges rejoint alors l'équipe du salon et devient responsable événementiel, il a la charge de trouver les modèles exceptionnels et hétéroclites pour l'exposition.
En 1994, Marc Nicolosi cède sa société Promobile, organisatrice de Rétromobile, au milliardaire Hervé Ogliastro, un des grands collectionneurs français, qui dirige alors le musée du Centre international l'automobile de Pantin (CIA), en association avec André Lecoq et Jean-Pierre Beltoise. Marc Nicolosi reste à la direction du salon Rétromobile avec son équipe originelle.
En février 2003, lors de la 28e édition de la manifestation, Comexpo (aujourd'hui Comexposium) rachète Promobile, et donc Rétromobile, et son créateur Marc Nicolosi quitte l'aventure pour se consacrer à sa collection de voitures et au Club Bugatti France, dont il est le président. L'édition 2004 est organisée par le nouveau directeur du salon Pierre Rageys, avec François Melcion, Thierry Farges et Géraldine Borély.

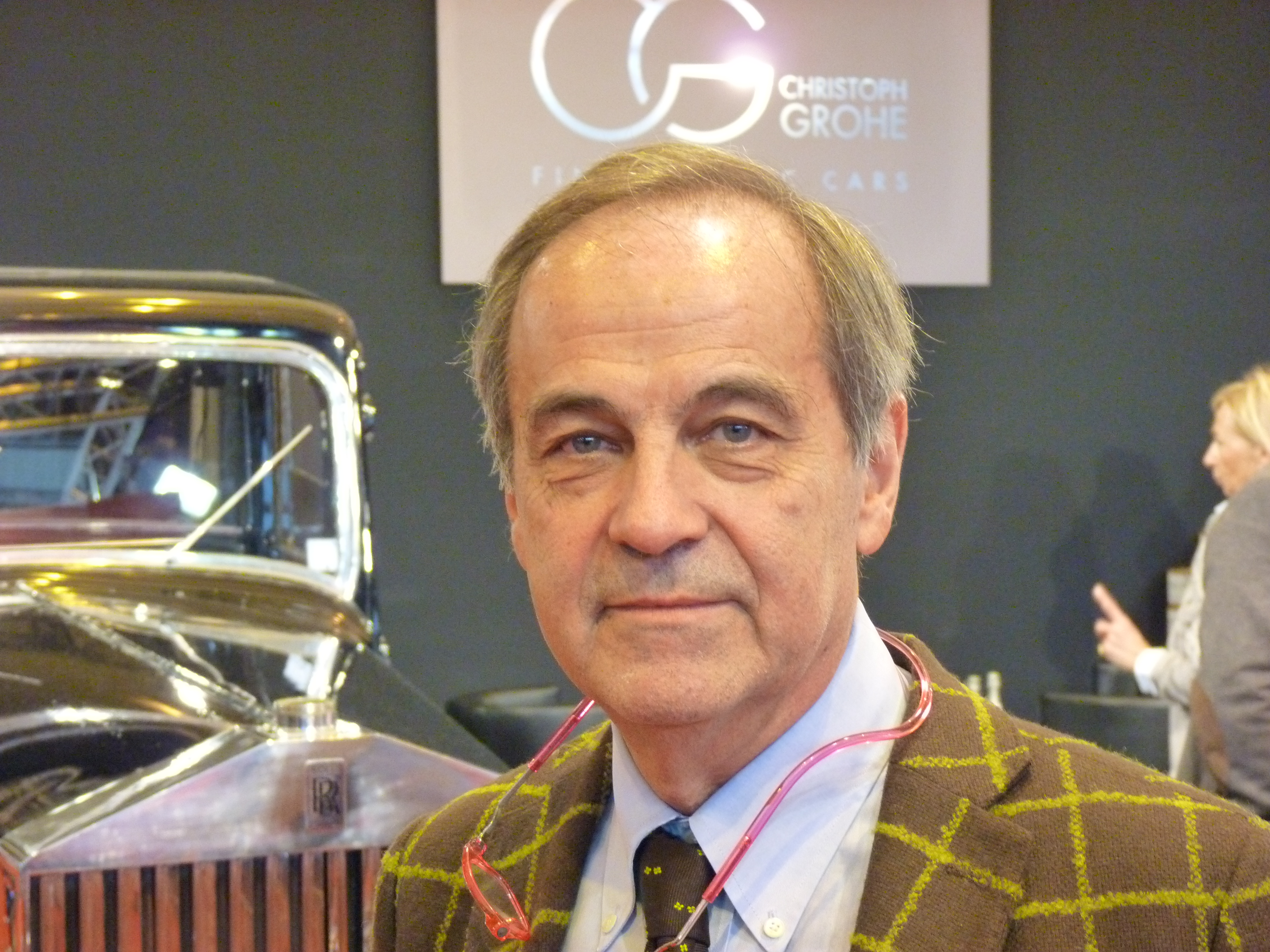
François Melcion, lors de son dernier Rétromobile, comme directeur du salon, en 2018.

En 2008, François Melcion quitte Rétromobile pour prendre la direction du département Automobiles de collection de la maison d'enchères Artcurial.
Quand en 2010 Rétromobile cherche un second souffle, François Melcion réintègre le salon comme directeur de Rétromobile après deux années d'absence. Le salon est restructuré et passe à cinq jours au lieu de dix dont un week-end, ce qui augmente la fréquentation sur chaque journée et diminue les coûts pour les exposants et les 100 clubs installés sur les 33 000 m2 du salon.
En 2015, le salon bat son record de fréquentation avec 119 000 visiteurs.
L'édition 2018 du salon est la dernière de François Melcion qui, après plus de quarante ans aux commandes, cède sa place à Denis Huille, ancien directeur de Paris Auto Events, la société qui organise les événements de l'Utac sur l'autodrome de Linas-Montlhéry et le circuit de Mortefontaine.
En septembre 2018, Jean-Sébastien Guichaoua, ancien de Citroën Allemagne et Mercedes France et dernièrement responsable du développement des salons Equip'Auto et Solutrans chez Comexposium, prend la direction du salon Rétromobile. Puis en 2022, Romain Grabowski, ancien Responsable de la marque Motul, prend la relève au poste de Directeur du salon Rétromobile.

## Présentation
Cette section ne s'appuie pas, ou pas assez, sur des sources secondaires ou tertiaires indépendantes du sujet.

Pour l'améliorer, ajoutez-en, ou placez des modèles {{Source secondaire souhaitée}} ou {{Source secondaire nécessaire}} sur les passages mal sourcés. (juin 2022)
Chaque année, un thème est mis à l'honneur et des expositions associées sont présentées. Cela peut être une marque de prestige, un événement sportif, un lieu historique ou un domaine spécifique tel que la carrosserie automobile française.
Au fur et à mesure de l'évolution de l'événement, toutes les activités gravitant dans la sphère de l'automobile, qu'elles soient directes ou accessoires, viennent s'installer dans les allées du salon (320 exposants).

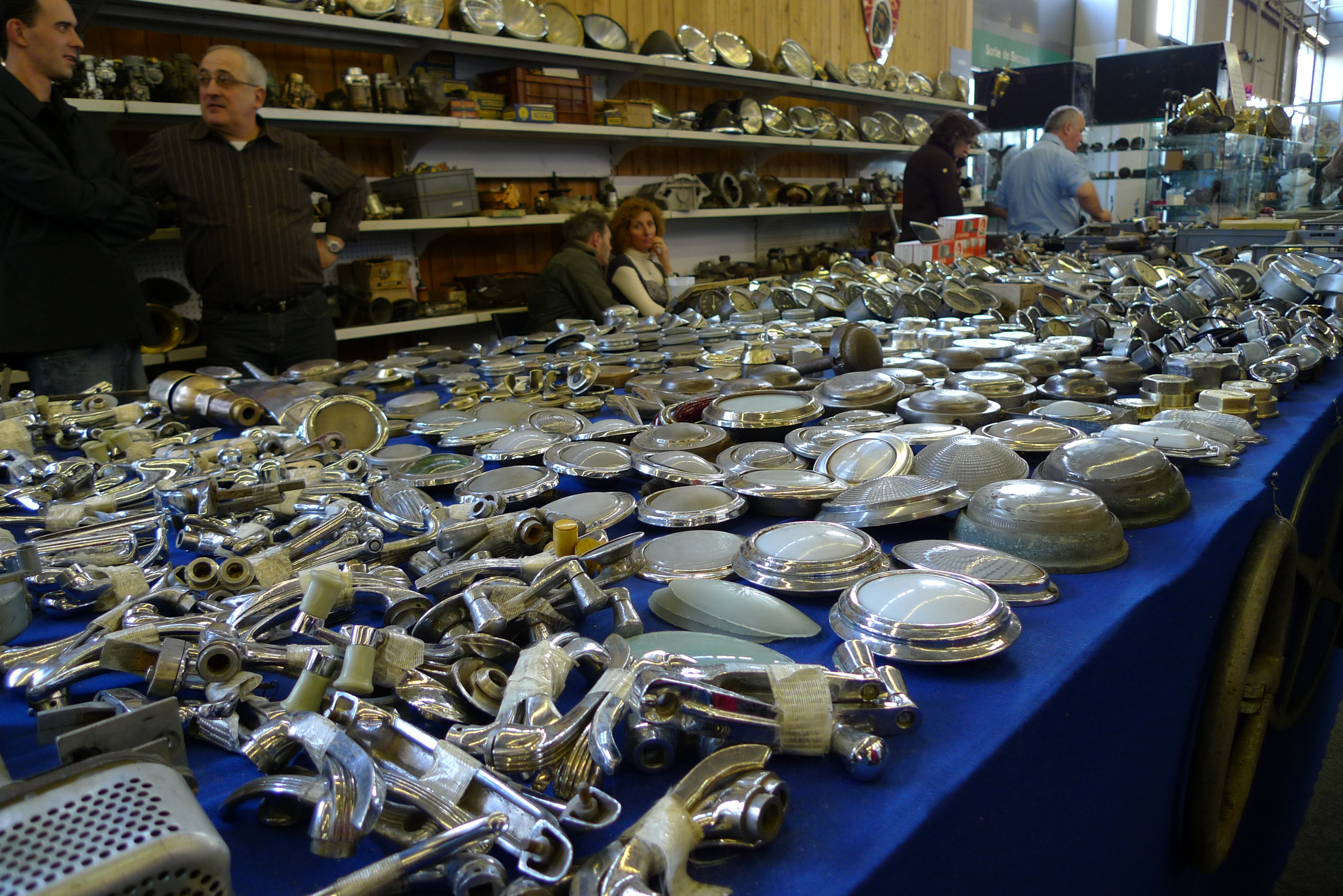
Pièces détachées
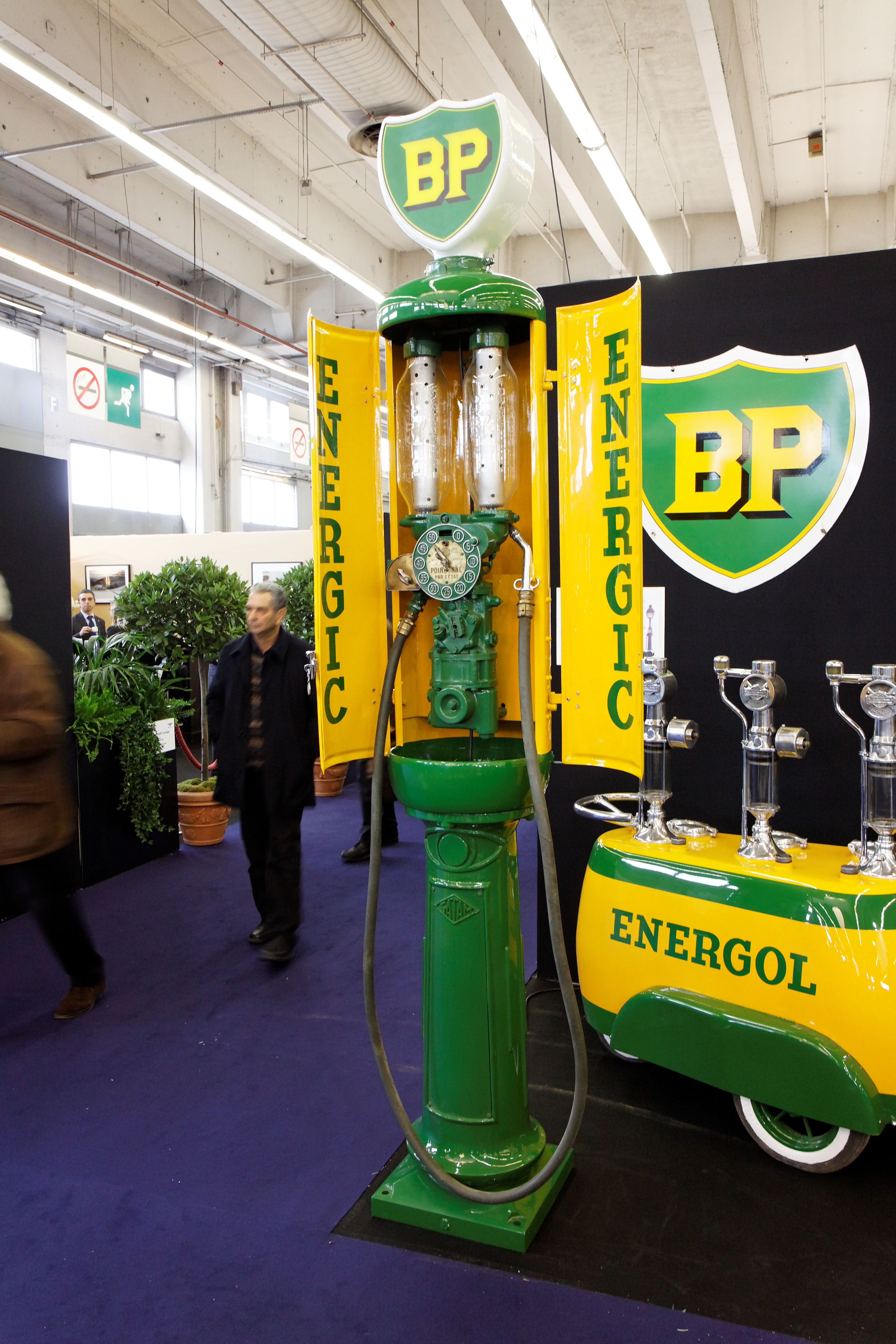
Décoration
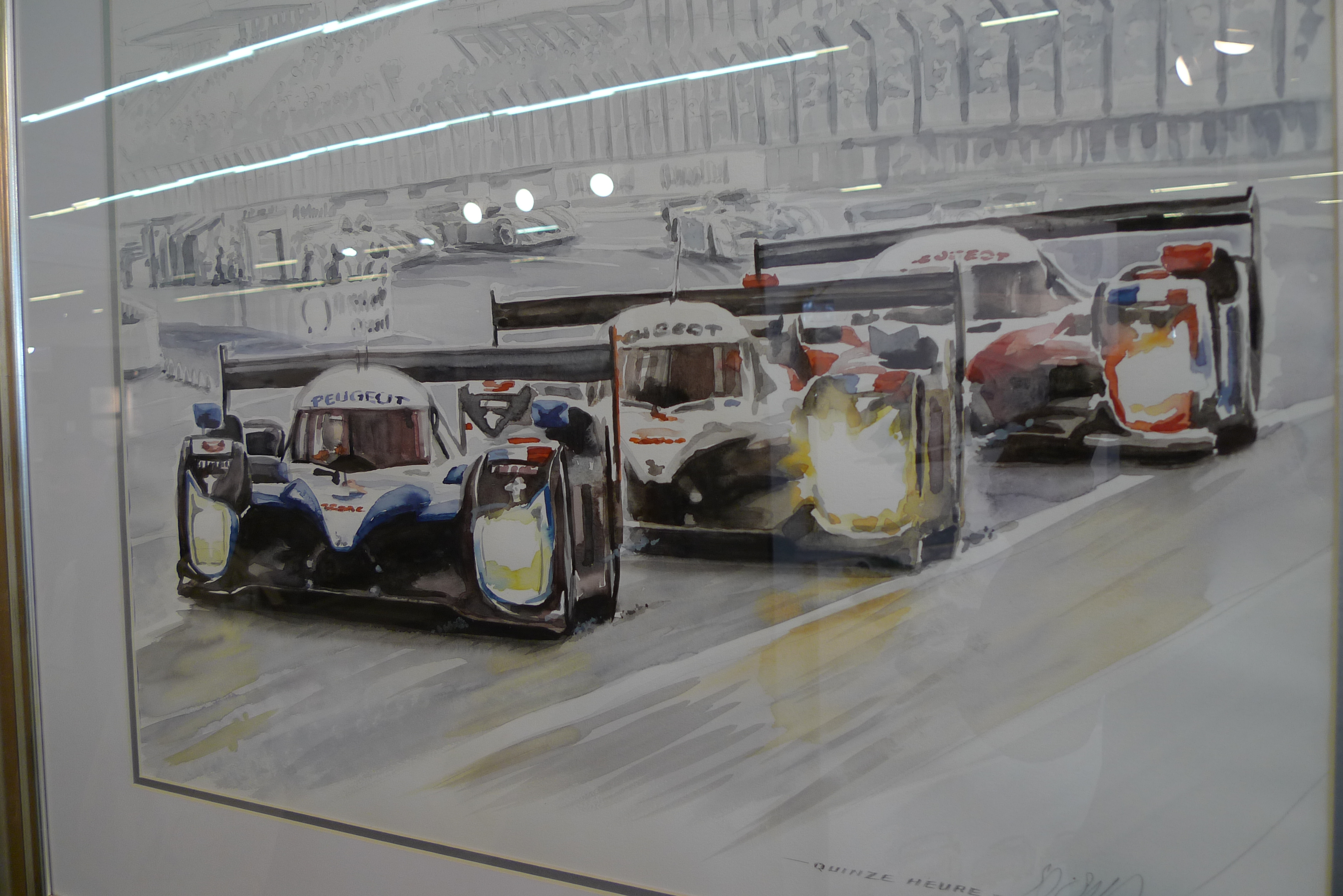
Affiches
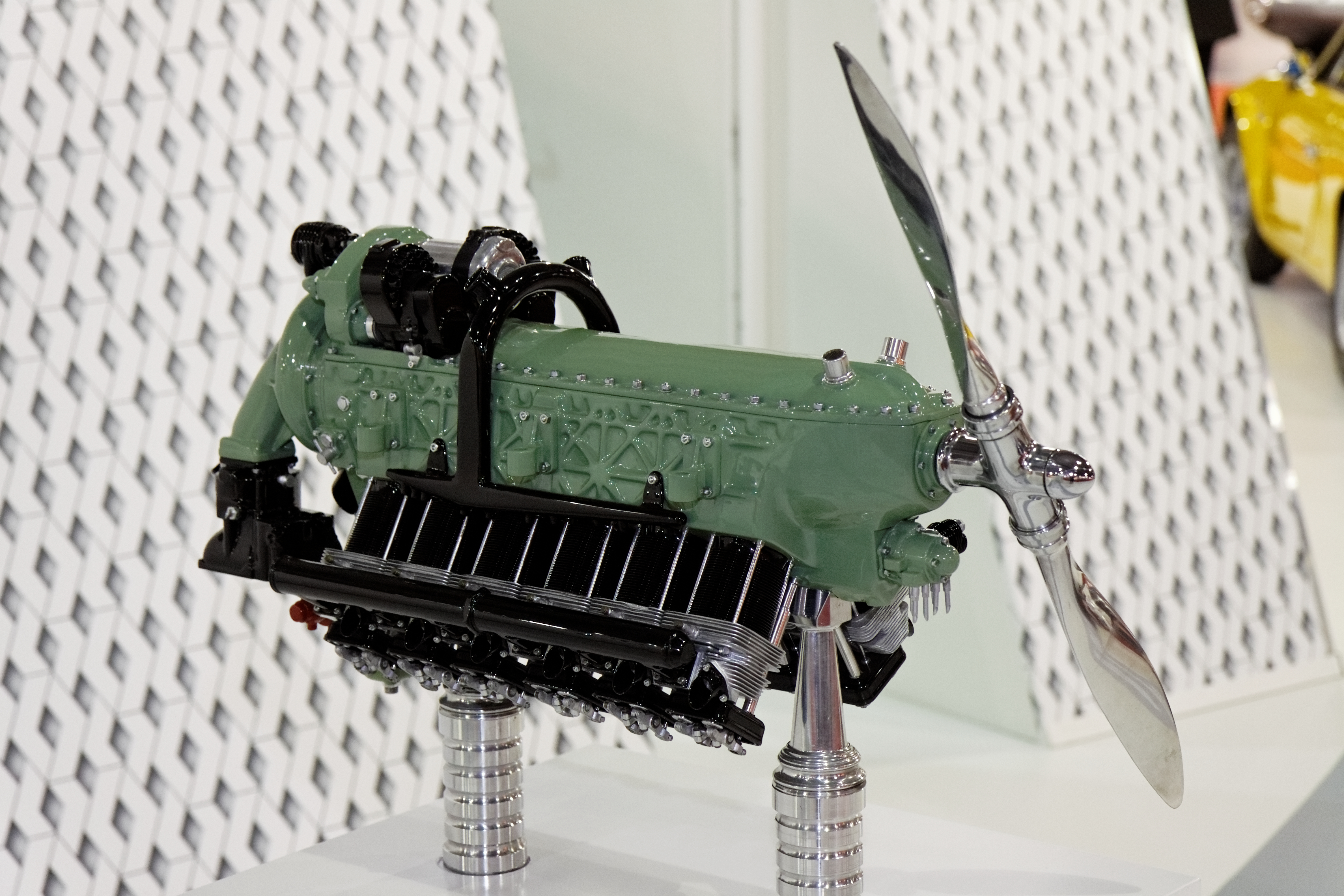
Œuvre d'artiste
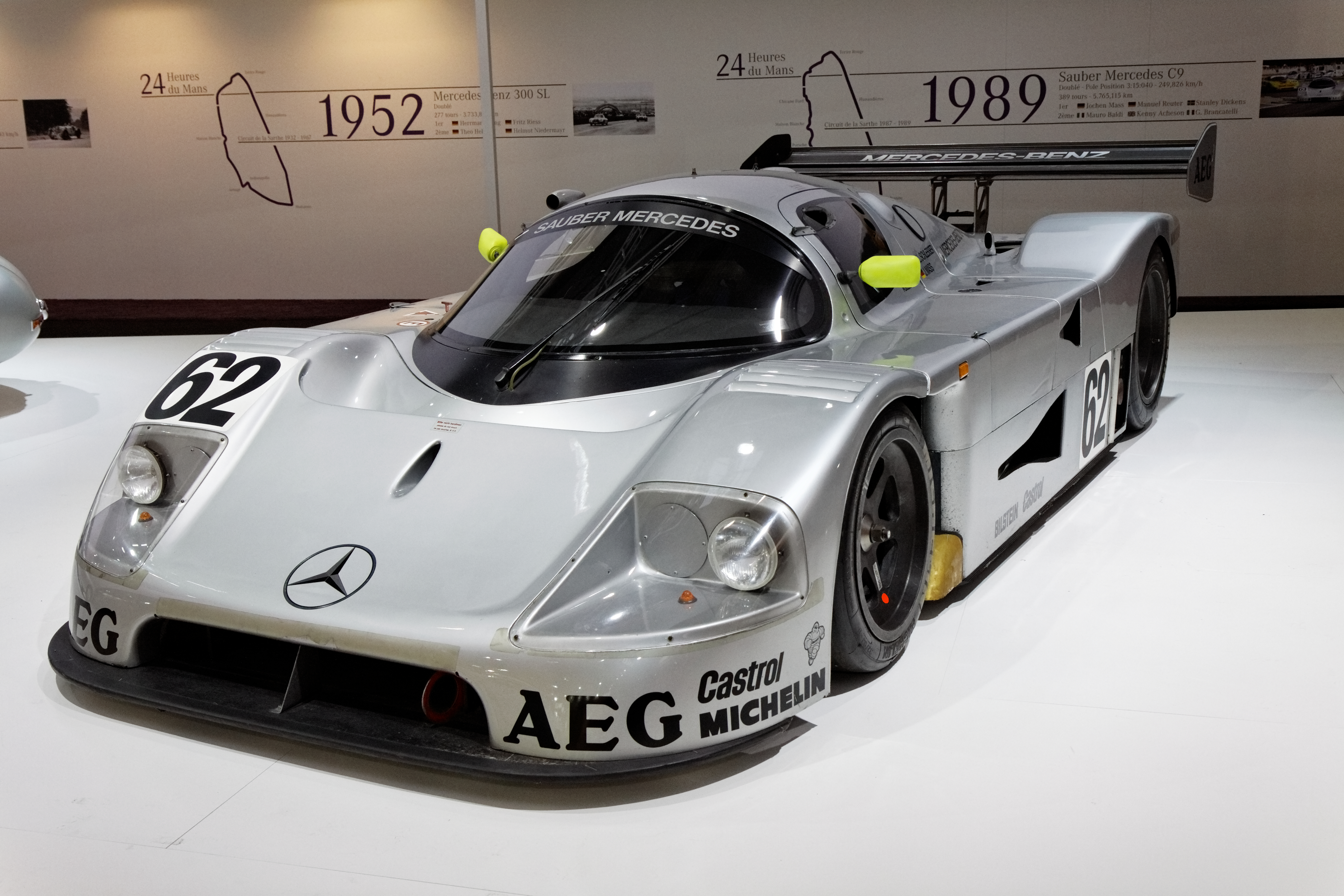
Compétition
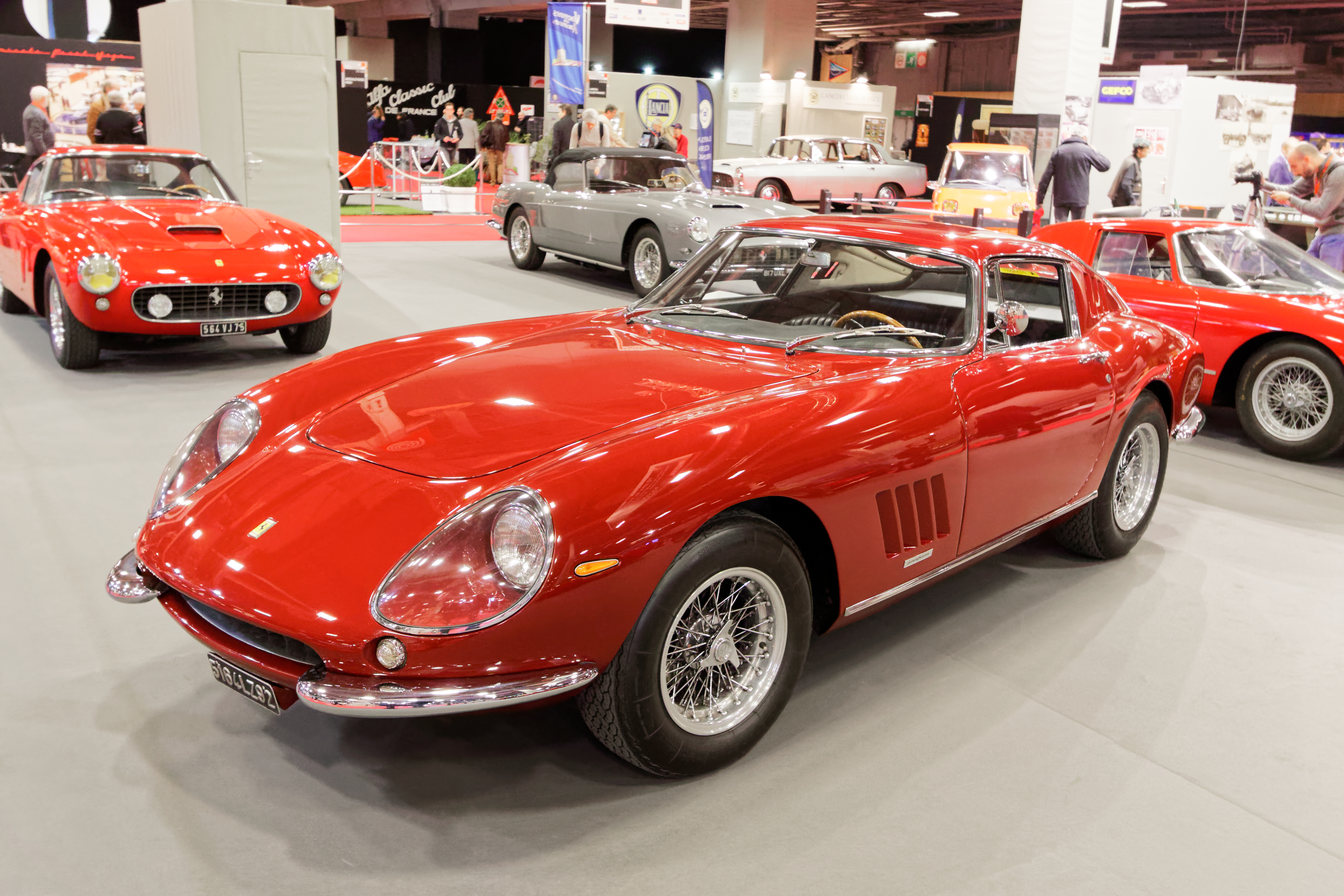
Collection
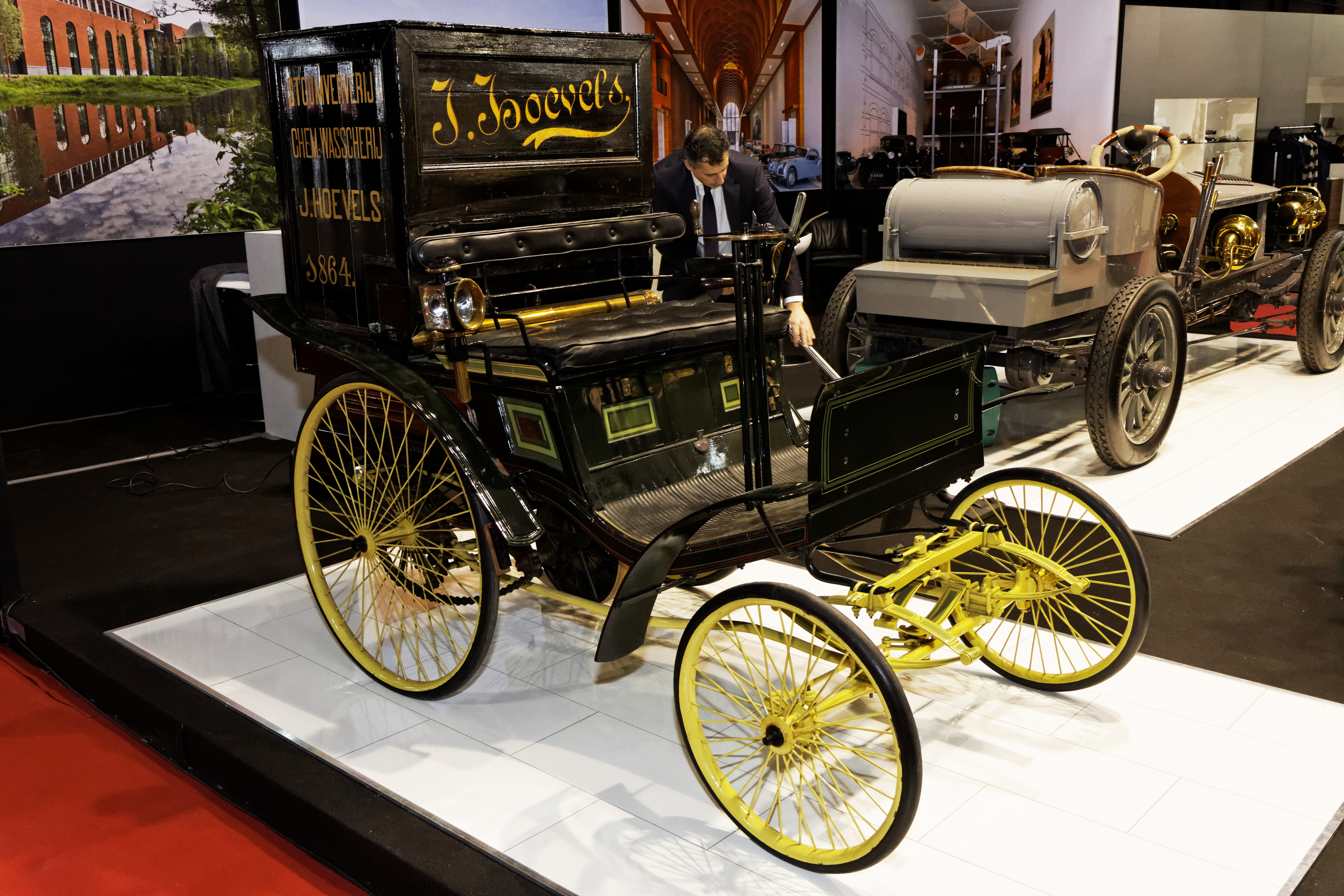
Auto
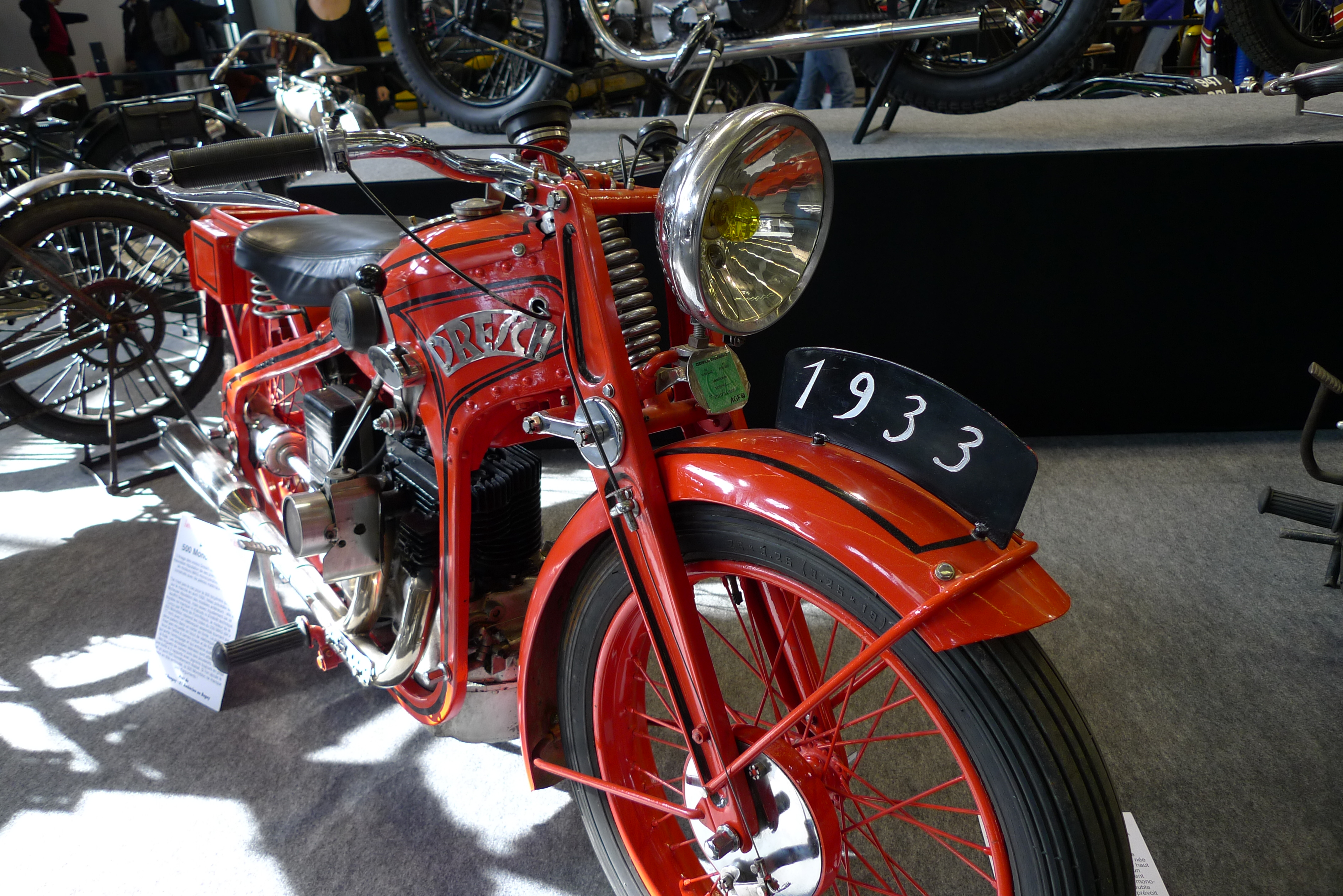
Moto
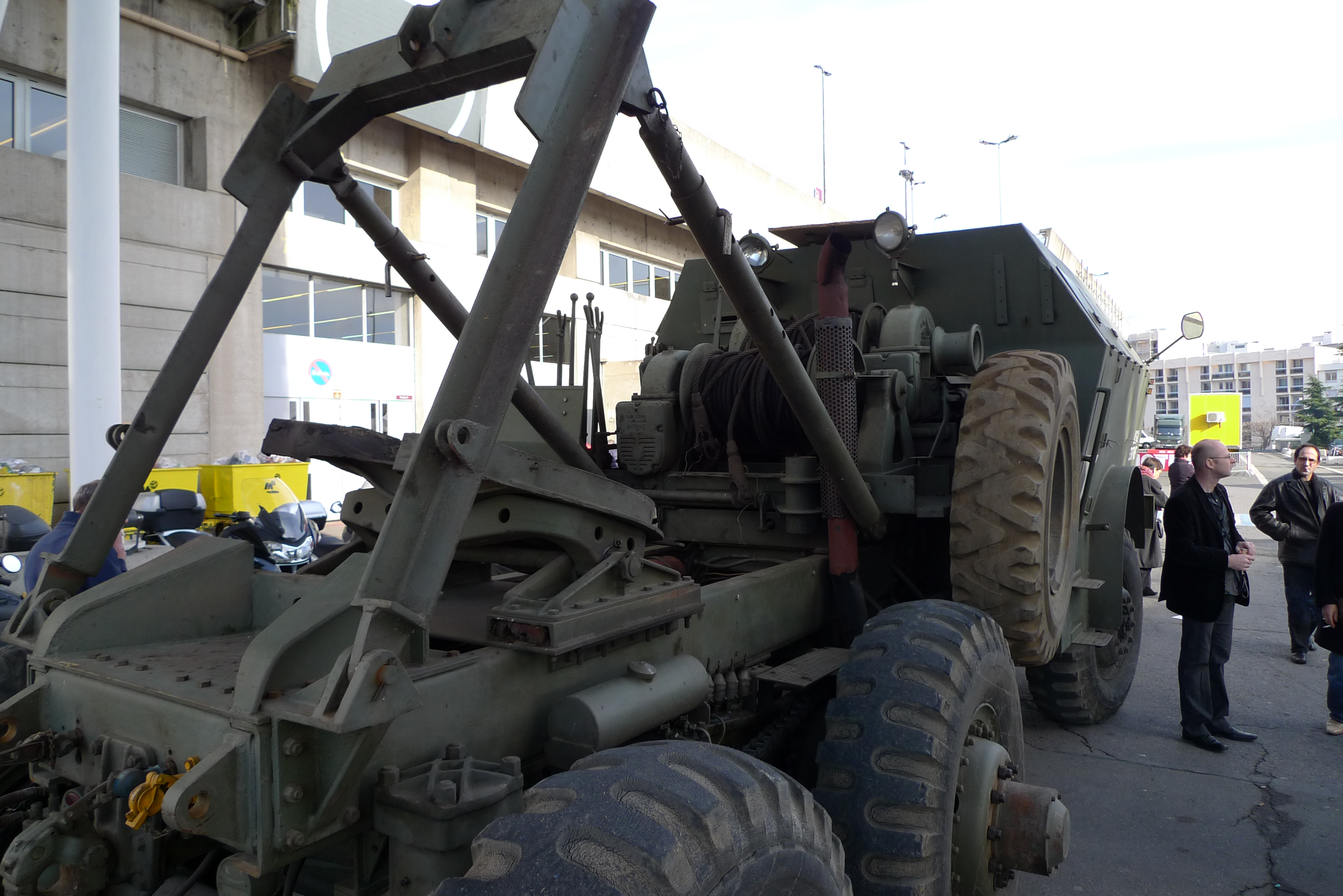
Camion
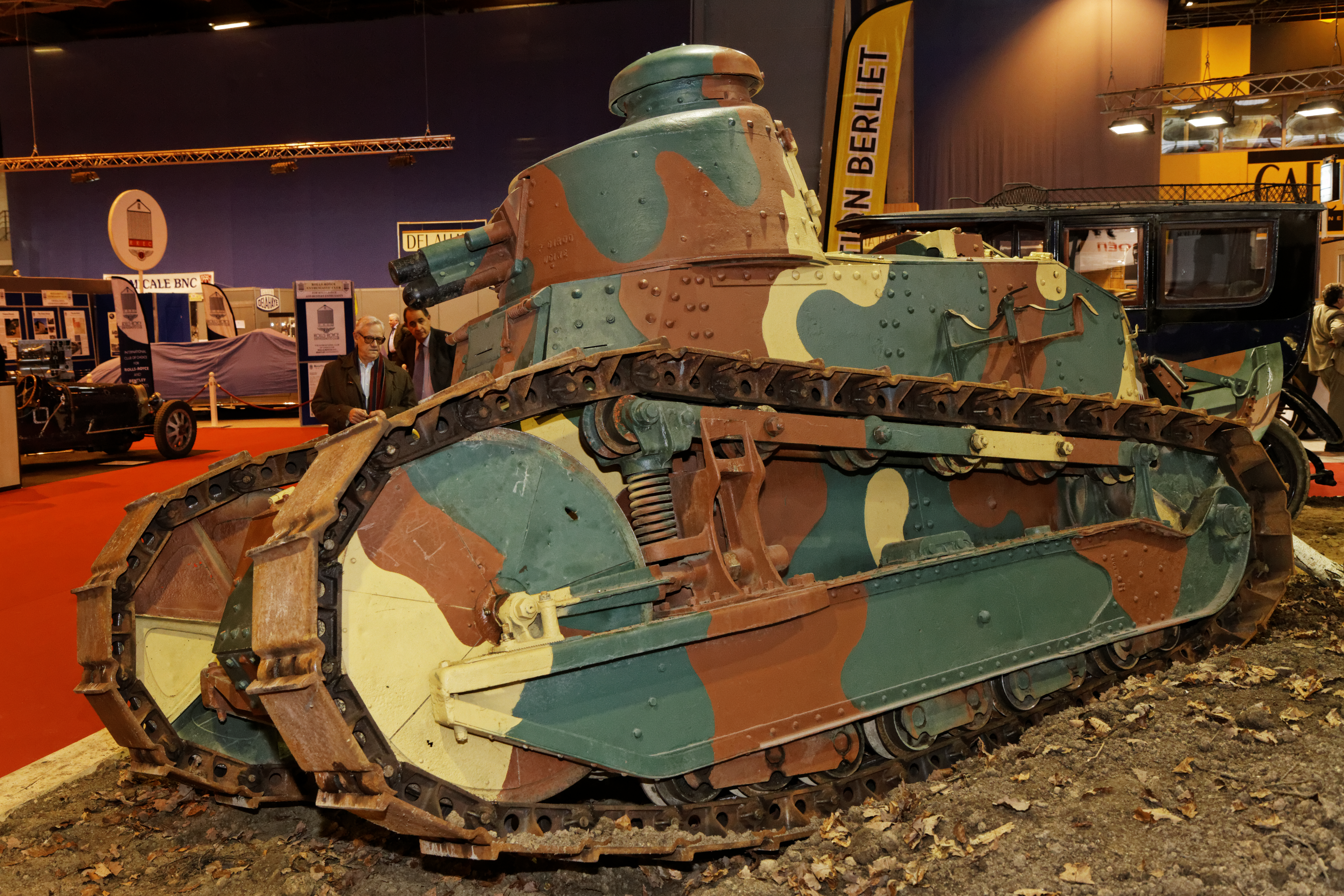
Char
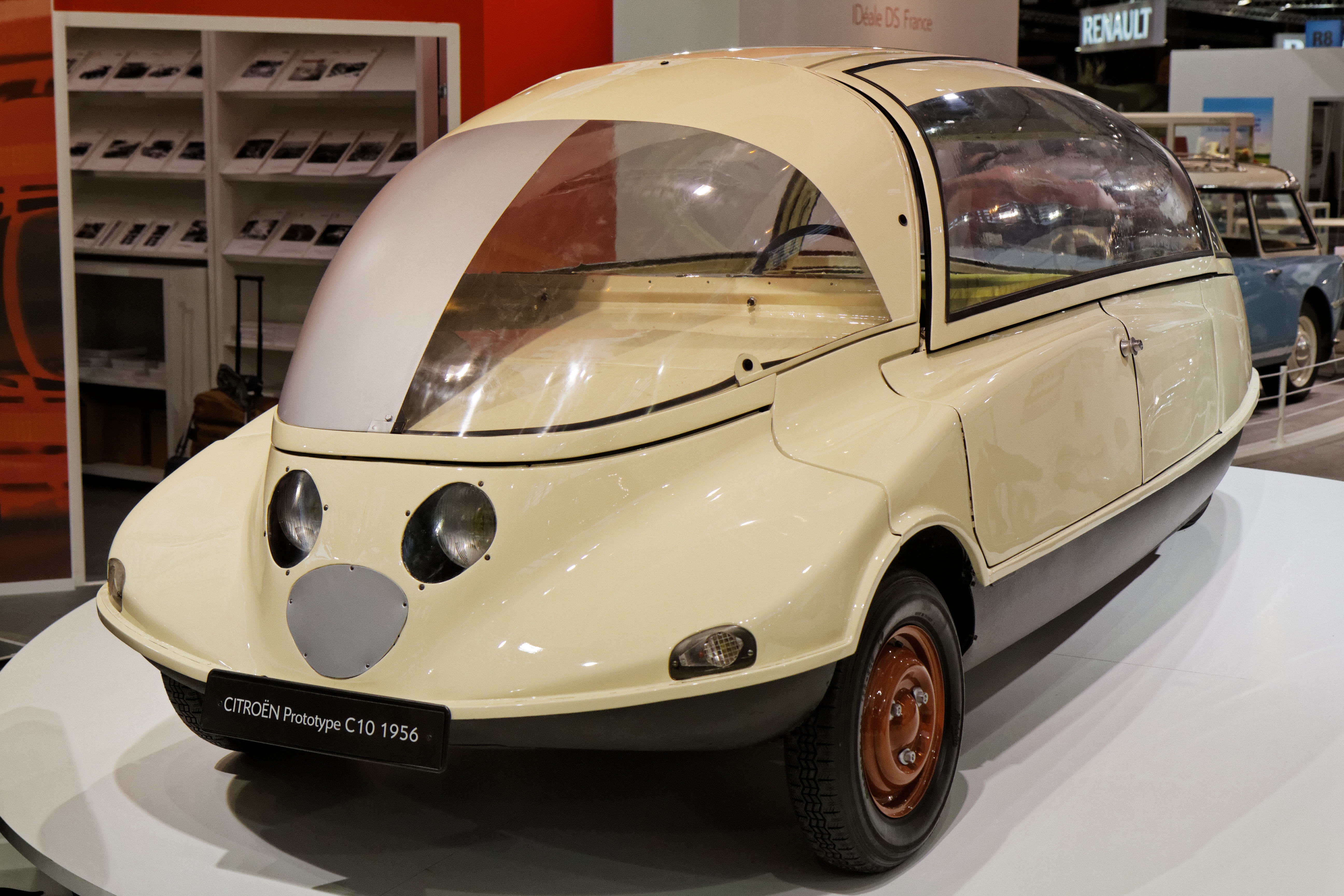
Prototype
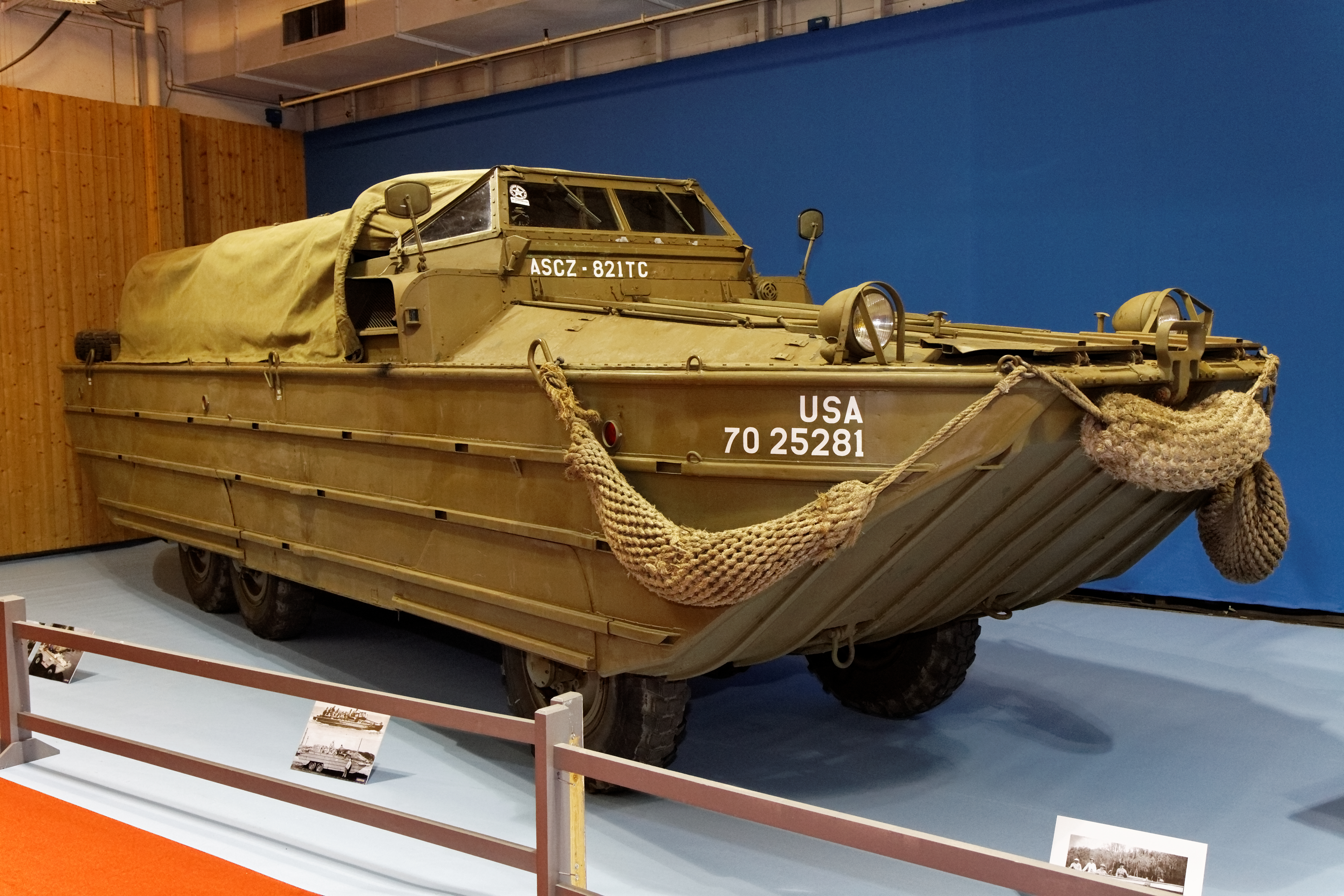
Amphibie
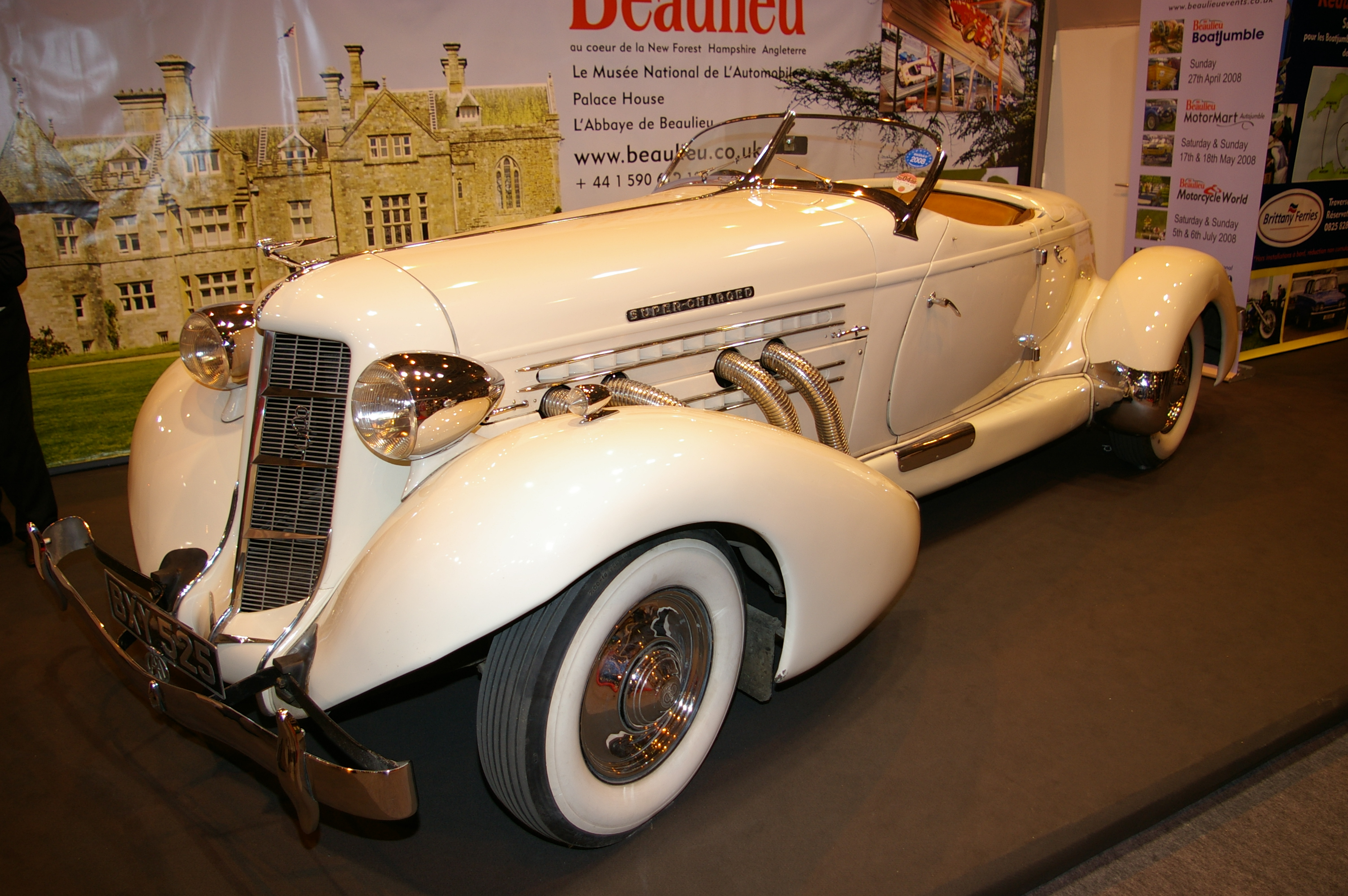
Musée
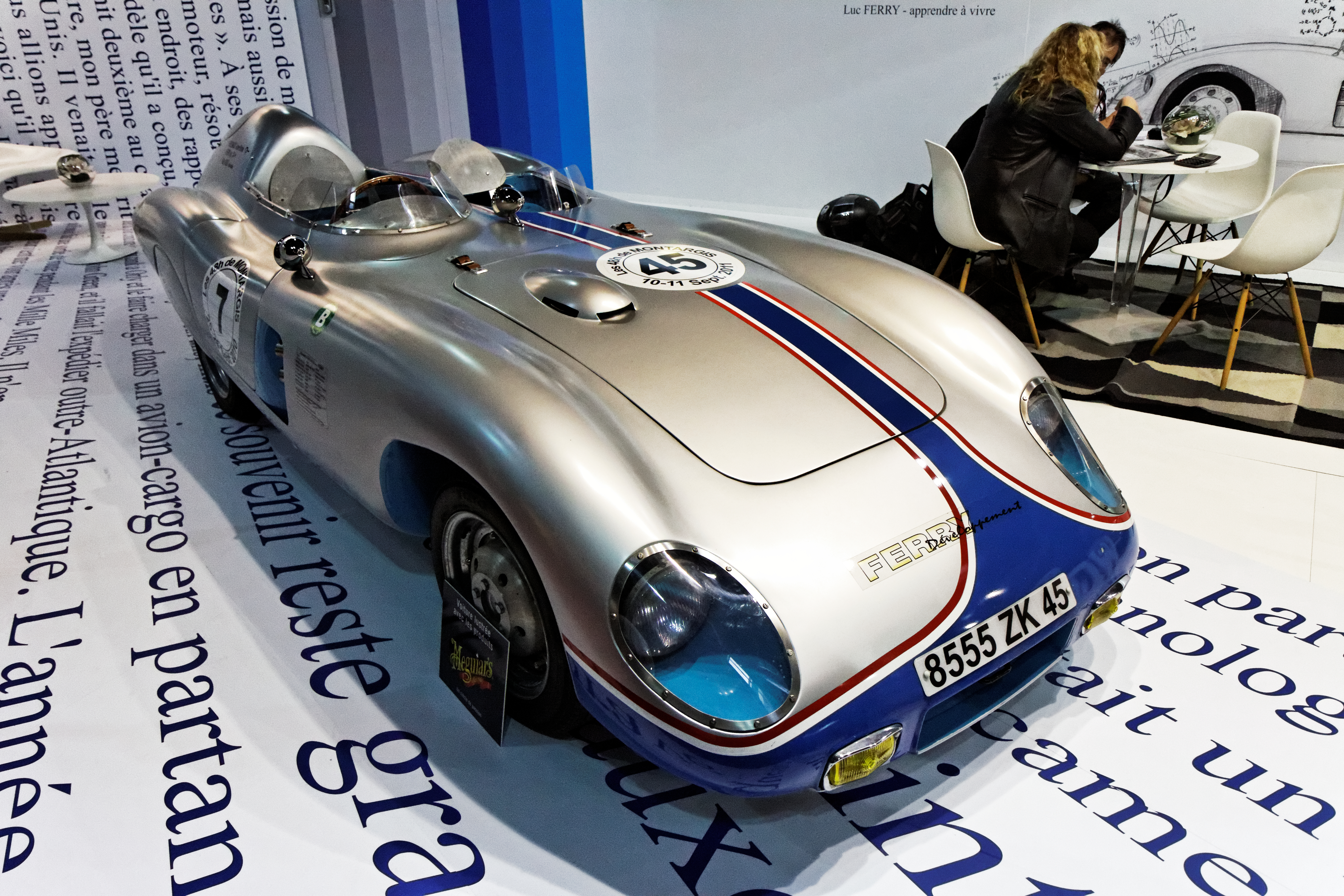
Carrossier
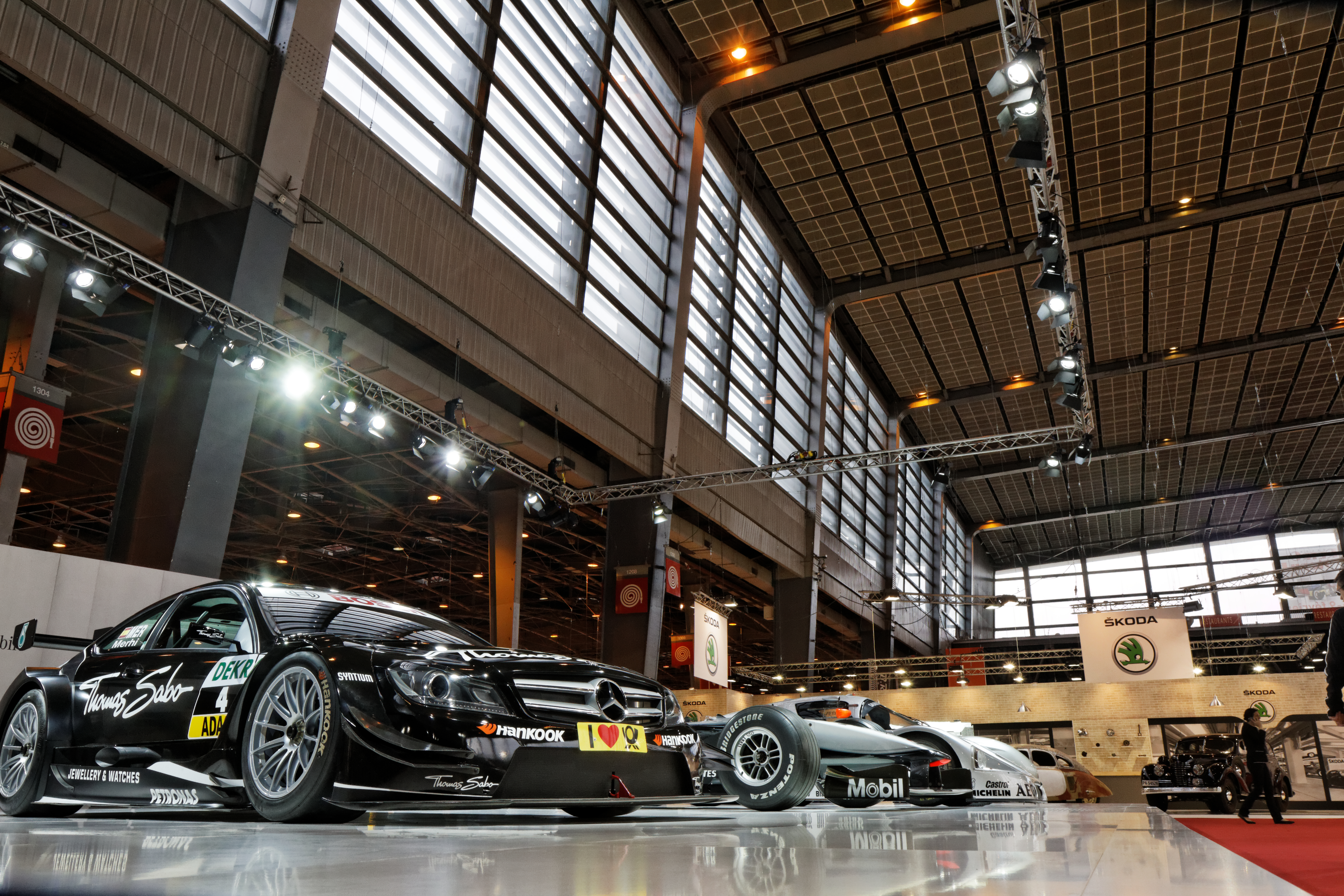
Constructeurs automobiles

### Fréquentation
Depuis 2015, la fréquentation du salon dépasse systématiquement les 100 000 visiteurs sur cinq jours. Un premier record est atteint en 2019 avec 132 000 visiteurs, avant qu'un nouveau sommet ne soit franchi en 2025 avec près de 150 000 visiteurs,,,,,,,,,,,.

## Les éditions du salon

### 1reédition (1976)
Une centaine de voitures sont exposées dans l'ancienne gare de la Bastille. Certaines prêtées par l'ASAVÉ, provenant de la collection personnelle de Serge Pozzoli, d'autres sont présentées sur les stands des clubs et amicales de modèles ou de marques disparus. La première édition de Rétromobile rencontre un succès d'estime avec 3 000 visiteurs.

### 2eédition (1977)
Dès la seconde édition (du 26 février au 6 mars) , l'automobile est mise en avant et le salon ne fait plus référence aux autres moyens de transport, mais toujours au modélisme.

### 3eédition (1978)
Le salon se déroule du 24 mars au 2 avril 1978.

### 4eédition (1979)
Le salon se déroule du 16 au 25 mars 1979.

### 6eédition (1981)
Rétromobile grandit vite, et pour sa sixième édition le salon déménage au parc des expositions de la Porte de Versailles à Paris dans le Hall 8 sur 4 800 m2.

### 7eédition (1982)
Le salon se déroule du 13 au 22 février 1982.

### 11eédition (1986)
Le salon se déroule du 14 au 23 février 1986.

### 12eédition (1987)
Le salon se déroule du 13 au 23 février 1987.

### 13eédition (1988)
Le salon se déroule du 13 au 21 février 1988.

### 14eédition (1989)
Le salon se déroule du 10 au 19 février 1989.

### 15eédition (1990)
Le salon se déroule du 09 au 18 février 1990.

### 16eédition (1991)
Le salon se déroule du 15 au 24 février 1991.

### 17eédition (1992)
Le salon se déroule du 14 au 23 février 1992.

### 18eédition (1993)
Le salon se déroule du 12 au 21 février 1993.

### 19eédition (1994)
Le salon se déroule du 11 au 21 février 1994.

### 20eédition (1995)
Le salon se déroule du 10 au 19 février 1995.

### 21eédition (1996)
Le salon se déroule du 09 au 18 février 1996.

### 22eédition (1997)
Le salon se déroule du 7 au 16 février 1997. Citroën expose un tracteur agricole, étudié et construit pendant la Seconde Guerre mondiale, équipé d'un moteur de Traction 7 CV.

### 23eédition (1998)
Le salon se déroule du 6 au 15 février 1998.

### 24eédition (1999)

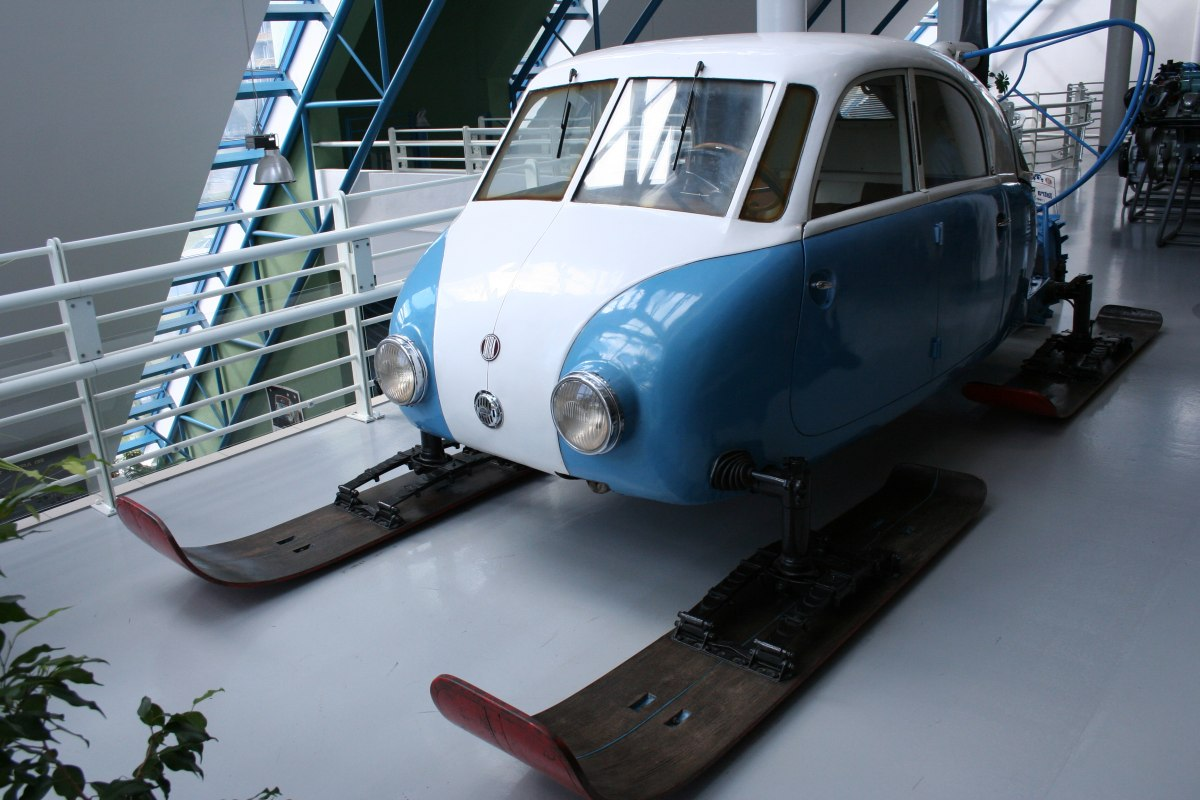
Tatra Aéroluge V855 de 1942.

Le salon se déroule du 12 au 21 février 1999 et expose une rare Duesenberg J de 1929 ayant appartenu à Elvis Presley, ainsi qu'une Duesenberg SJ, toutes deux provenant du musée de l'automobile de Blackhawk à Danville en Californie. On y retrouve aussi une Maybach Zeppelin Sport Coachwork by Spohn de 1938 restaurée par la Carrosserie Lecoq ou encore l'unique modèle de la Tatra Aéroluge V855 de 1942, motorisée par un V8 de 3 litres refroidi par air, qui devait permettre à l'armée allemande de combattre l'armée russe sur les terrains enneigés, mais resta à l'état de prototype.
La marque au double chevron Citroën fête ses 80 ans en exposant de nombreuses Traction, 2 CV, GS, DS et autres voitures présidentielles.

### 25eédition (2000)
Le salon se déroule du 11 au 20 février 2000 et célèbre les 30 ans de la Citroën SM et des Citroën GS et GSA.
Pour le salon de l'an 2000, c'est la marque Ferrari qui est mis à l'honneur avec de nombreux modèles historiques exposés dont de nombreuses Ferrari 250 dans toutes ses versions : GTO, GT SWB, GT TDF ...

Ferrari 250 GT
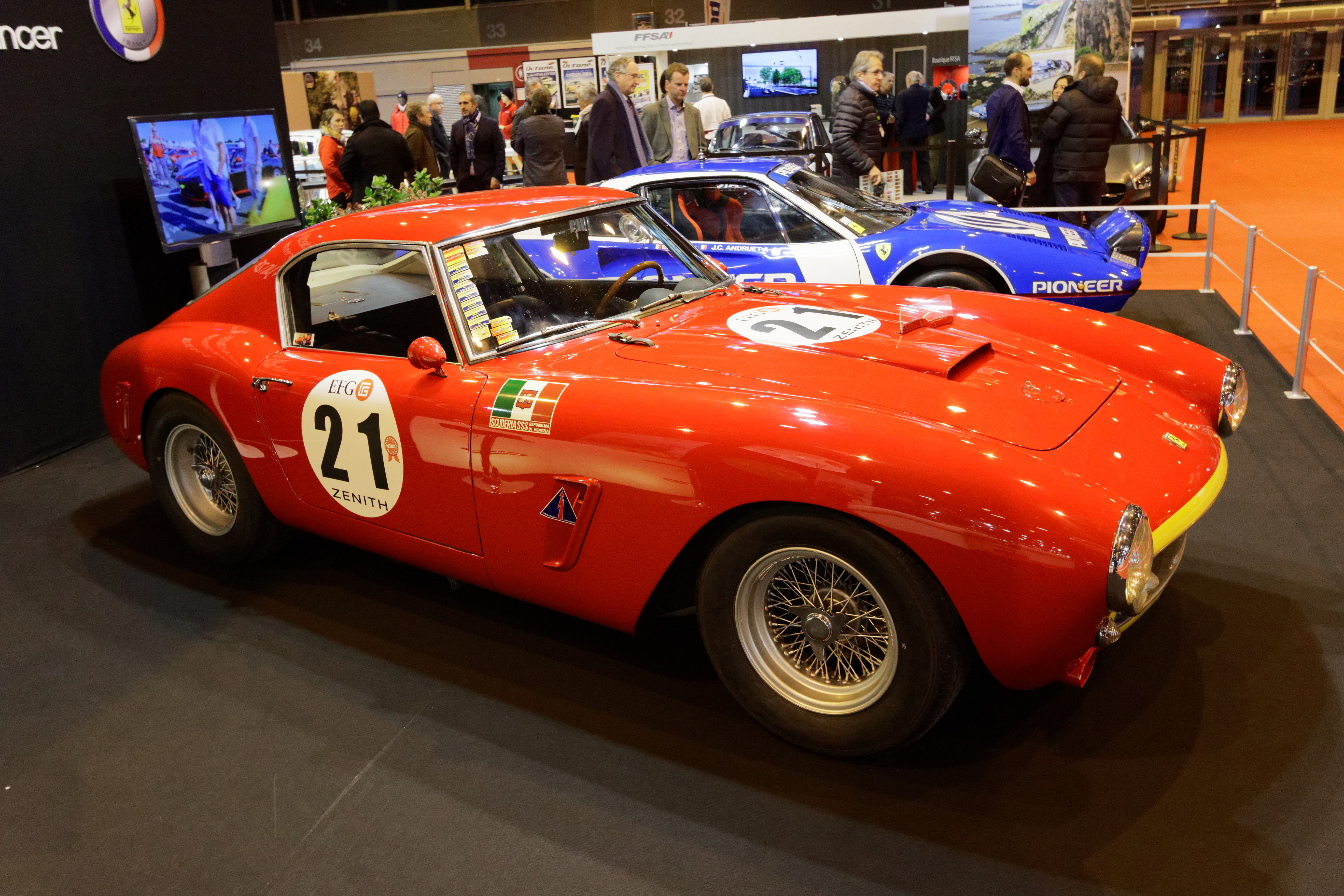
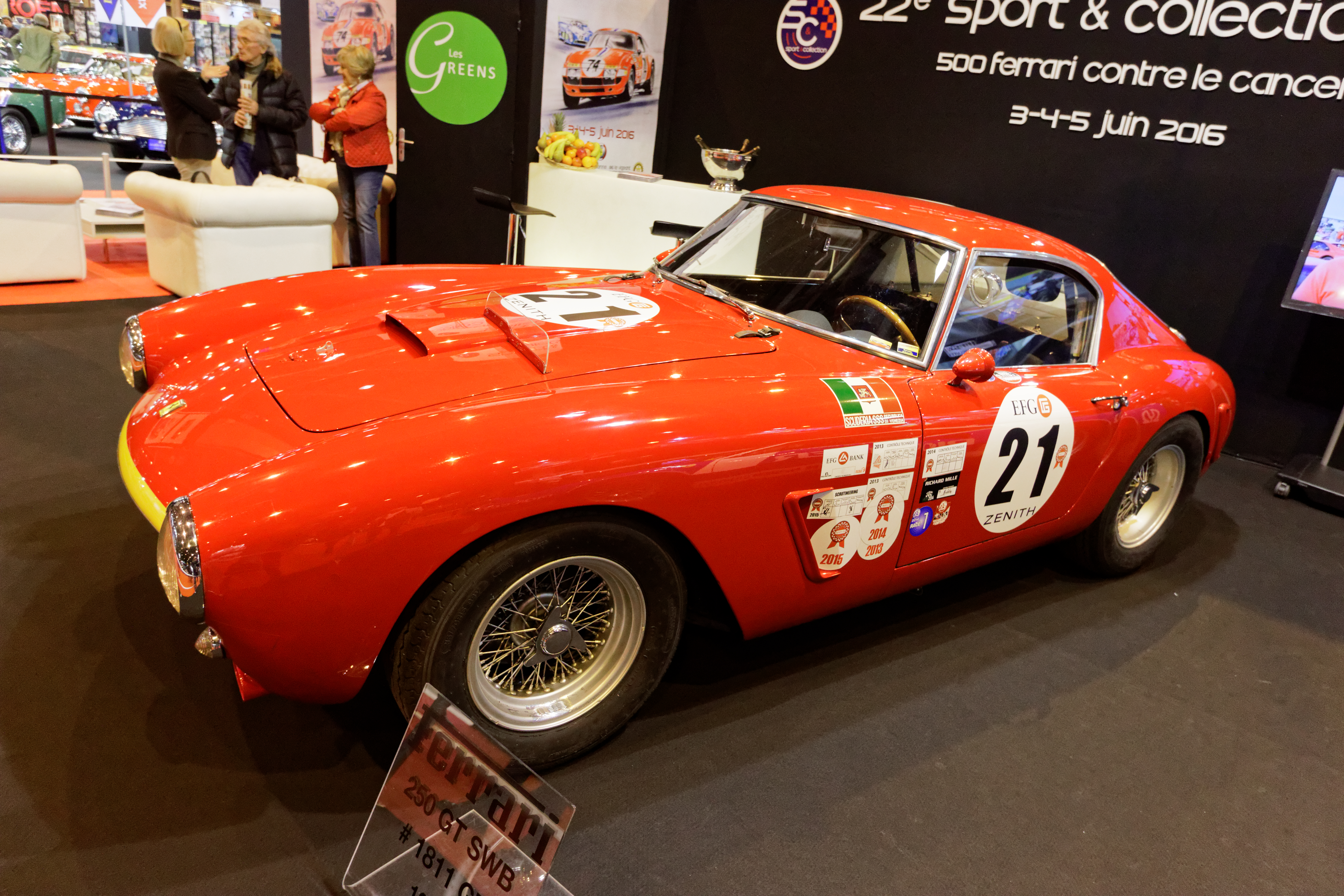
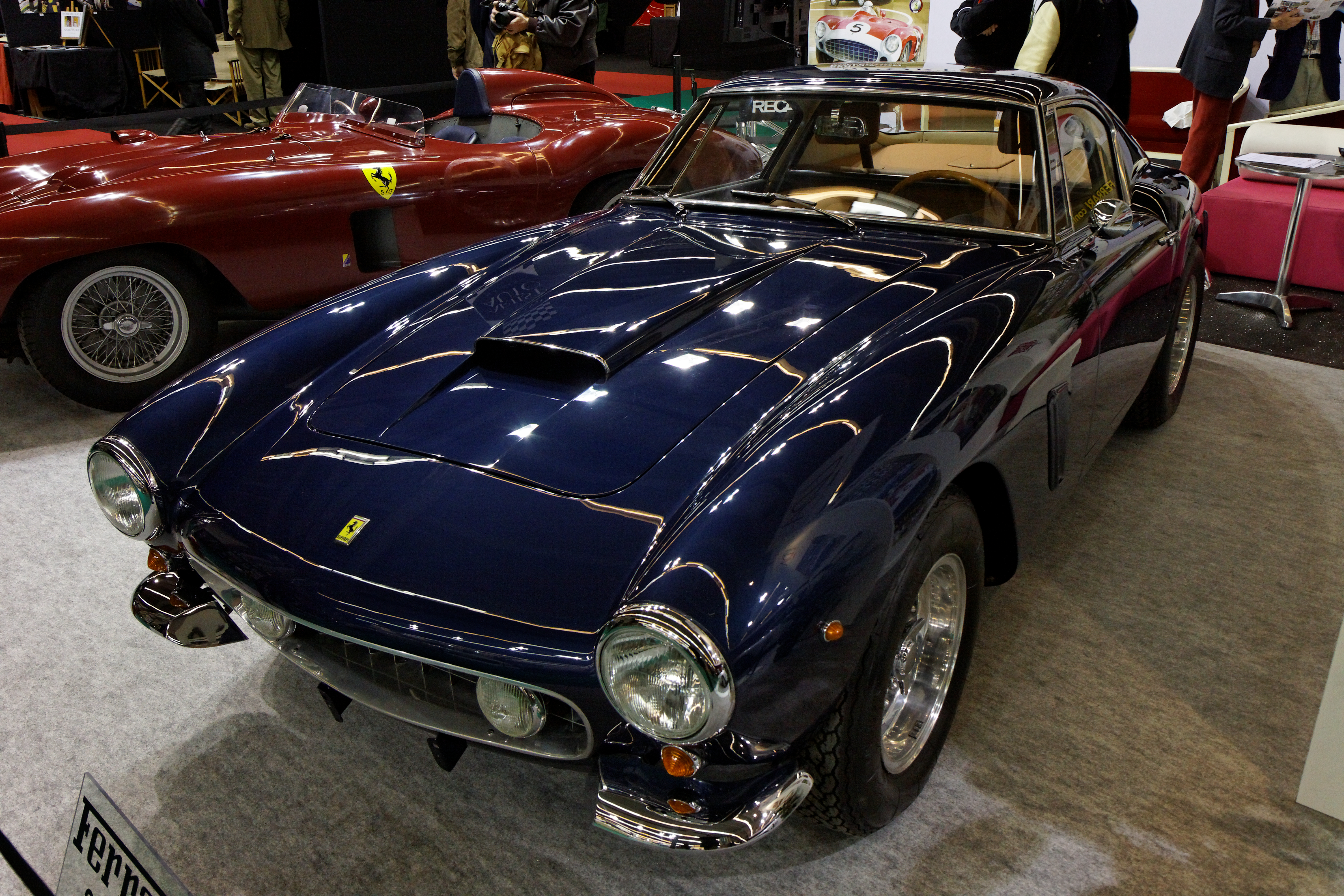
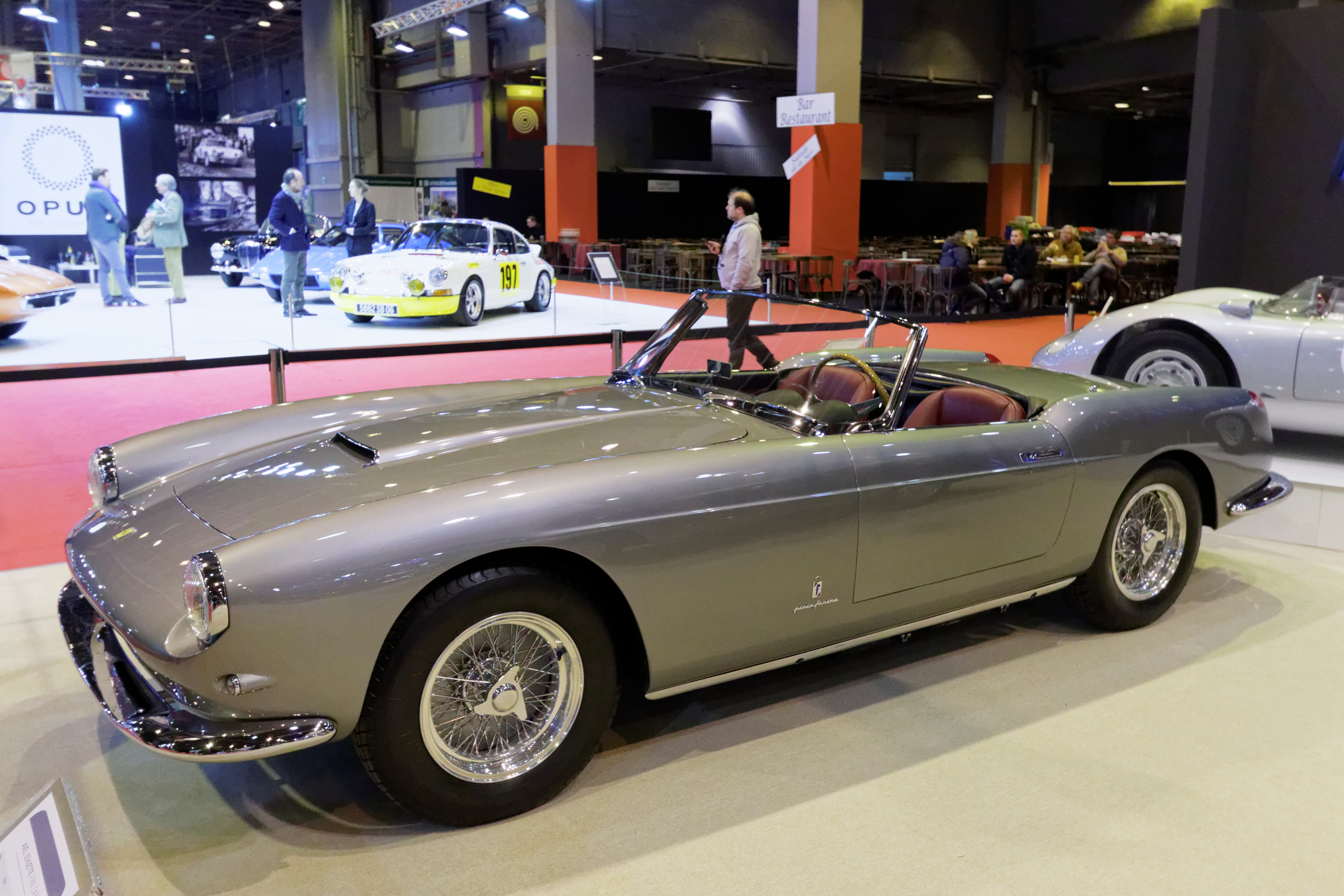
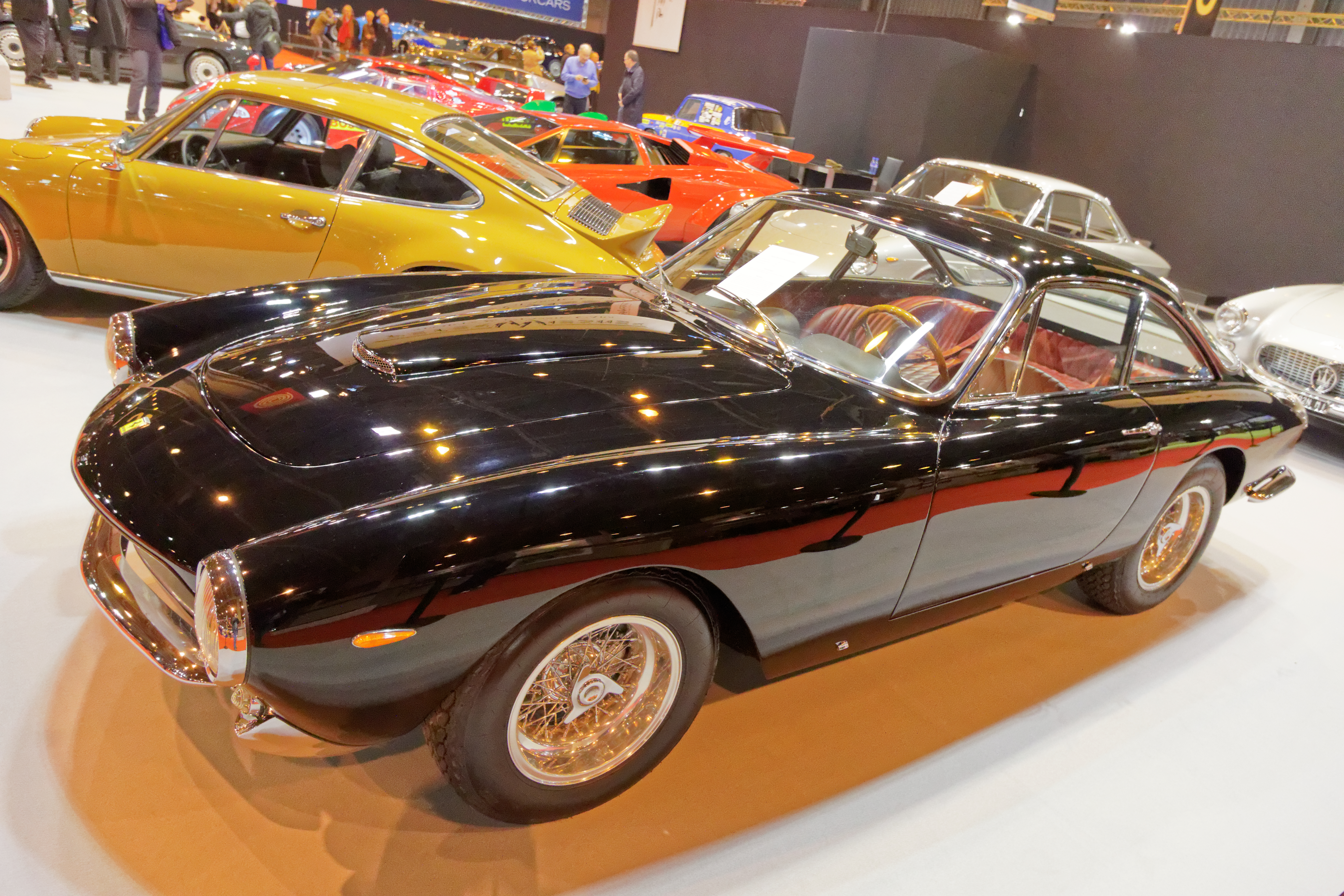

### 26eédition (2001)
Le salon se déroule du 9 au 18 février 2001 et fête les 100 ans de Mercedes, qui en fusionnant avec Daimler-Motoren-Gesellschaft et Benz & Cie, deviendra en 1926 le constructeur automobile allemand Mercedes-Benz.

### 27eédition (2002)
Pour le salon 2002, qui se déroule du 8 au 17 février, les organisateurs ont choisi le thème de « la compétition » pour organiser des expositions en ce sens. BMW est ainsi venu à Rétromobile avec une 3.0 CSL de course et une 2002 turbo Schnitzer, tandis que Renault a fait le déplacement avec sept monoplaces de Formule 1.
L'édition 2002 permet à la Swallow Coachbuilding Company, plus communément appelé Jaguar depuis 1945, de fêter ses 80 ans sur les tapis du salon.

### 28eédition (2003)

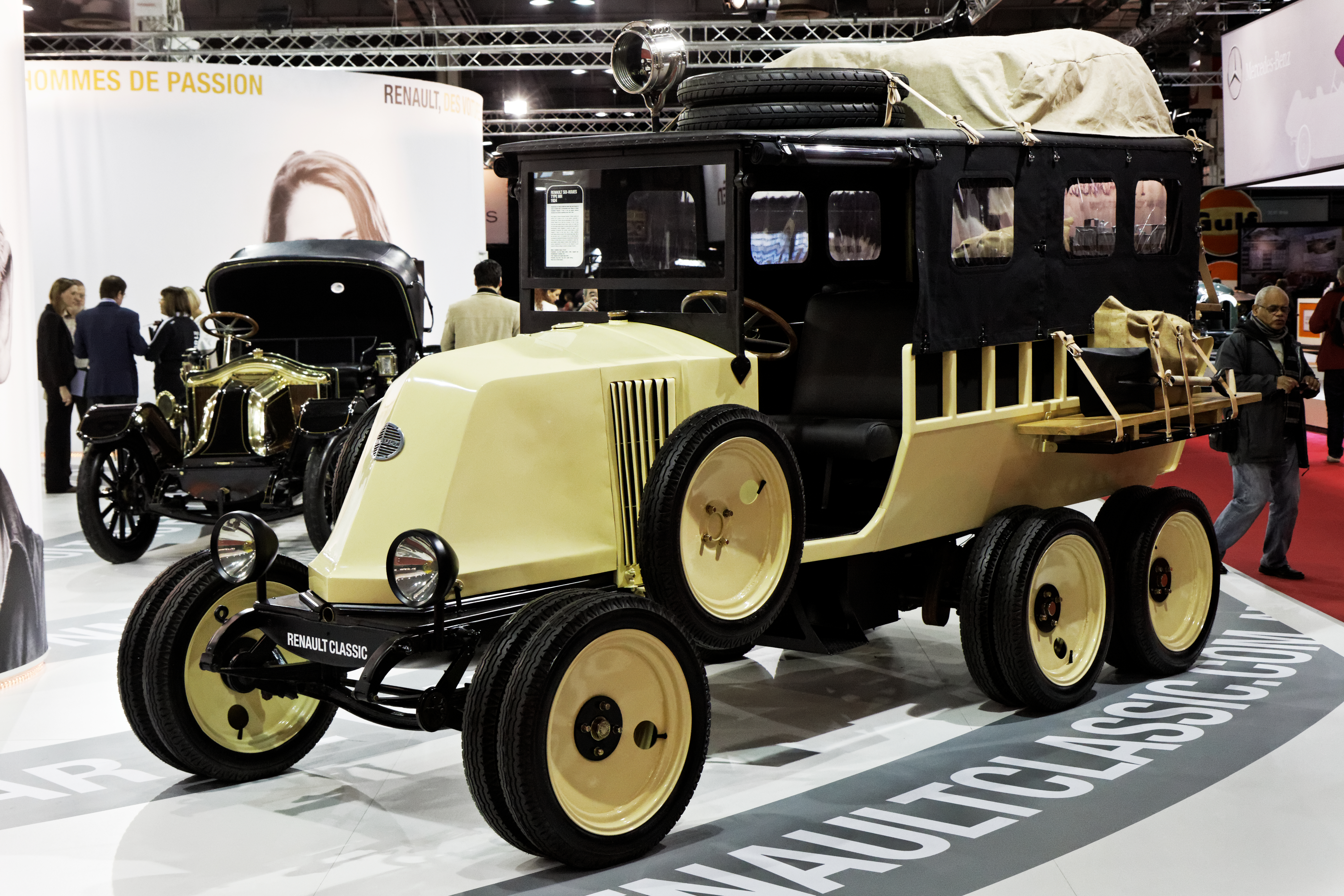
Renault six roues type MH.

Cette année l'édition (7 au 16 février) a pour thème « Les records », ainsi vitesse, cylindrée, aérodynamisme, temps de traversée ou prix de ventes sont mis à l'honneur. Renault à cette occasion expose ses modèles historiques qui ont tous un record dans différents domaines : la 6 roues Type MH (1924), la 40 CV (1926), la R21 2 litres Turbo (1988), l'Étoile filante (1956), le prototype CX15 (1962), et la VESTA 2 (1987).
Chevrolet est à la fête avec les 50 ans de la Corvette, naît le 30 juin 1953 à Flint, dans le Michigan.

### 29eédition (2004)
.

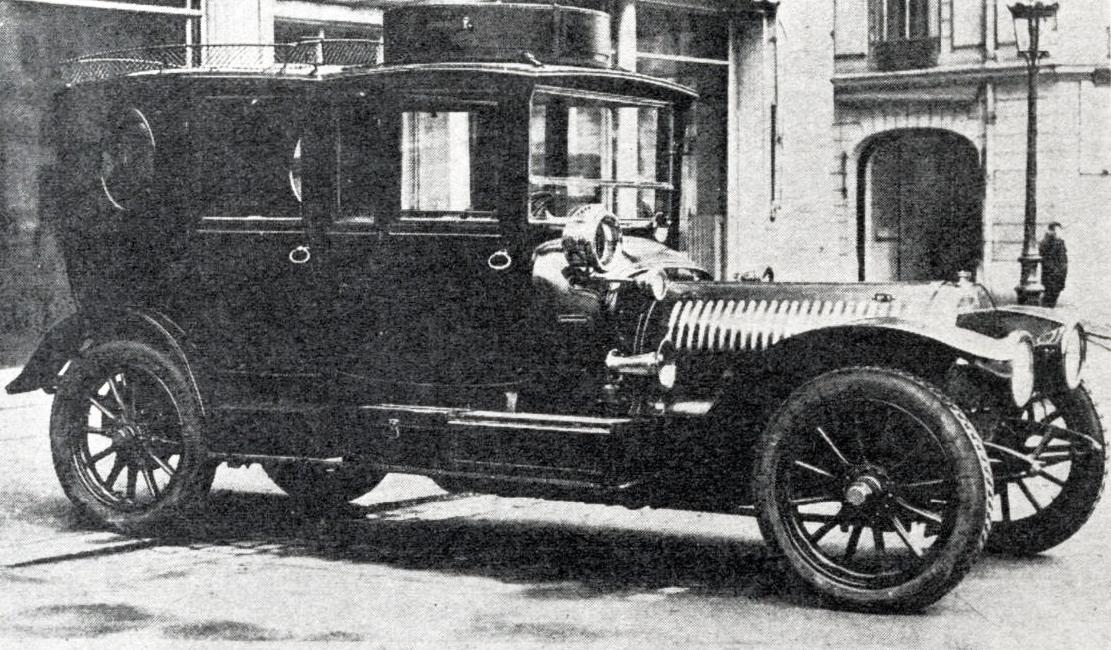
Hotchkiss 6-cylindres (1906)

La 29e édition du salon Rétromobile (du 13 au 22 février) se déroule sur le thème « l'aventure et le voyage » et occupe 20 000 m2 de surface d'exposition.
Cette année célèbre le centenaire du constructeur automobile (et manufacturier d'armes) français Hotchkiss qui a disparu en 1969.
2004 est aussi l'année des cinquante ans de Facel Vega et du coupé Mercedes 300 SL qui seront à l'honneur sur le salon, tout comme les croisières noires et jaunes organisées par André Citroën respectivement en 1924 et 1931, pour lesquelles la marque aux chevrons présente une exposition comprenant une Citroën C6 P17 à chenilles de type Kégresse et une Citroën Kégresse P2 de 1922.
Alfa Romeo expose les deux seuls modèles de sa Sportiva 2000 de 1954.

### 30eédition (2005)
Le plus grand musée éphémère de France ouvre ses portes du 11 au 20 février 2005, et fête ses 30 ans avec le thème « Prototypes d'hier, automobiles de demain ». On retrouve ainsi l'Autoplane de Robert Lebouder ayant pour base une Vespa 400.
Citroën célèbre le cinquantenaire de la DS en exposant neuf modèles de son véhicule mythique.

### 31eédition (2006)

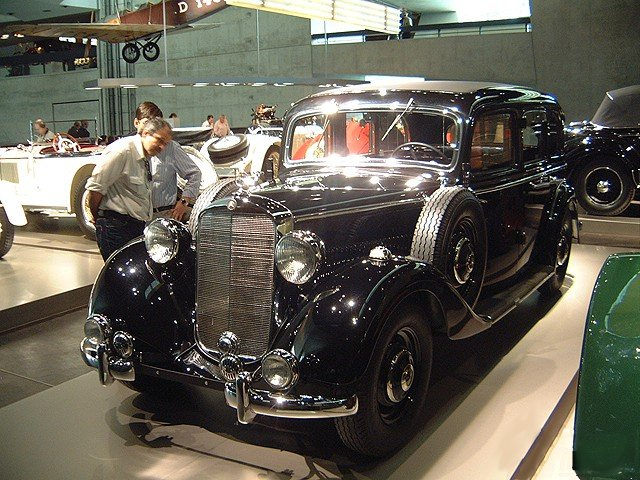
70 ans de la première voiture Diesel - Mercedes-Benz 260 D.

Le salon se déroule du 10 au 19 février 2006 et a pour thème « la publicité » dans tous ses formats (affiches, catalogues, objets publicitaires, films...).
Le département Histoire et Collection de Renault commémore les soixante ans de la 4CV en exposant une dizaine de modèles et dérivés de sa voiture populaire, dont le concept-car Fiftie de 1996, tandis que Mercedes célèbre les soixante-dix ans de la première voiture de tourisme équipée d'un moteur Diesel et expose une 260 D.
Lancia fête ses 100 ans à Rétromobile à travers une exposition intitulée « 1906-2006 : 100 ans de chic Lancia », avec notamment une Lancia Belna cabriolet de 1936 et deux Spider B24 de 1958.
De nombreuses motocyclettes ont fait le déplacement à Rétromobile, dont une Viratelle 350 cm3 de 1919 et une Blériot 500 cm3 de 1922.

### 32eédition (2007)

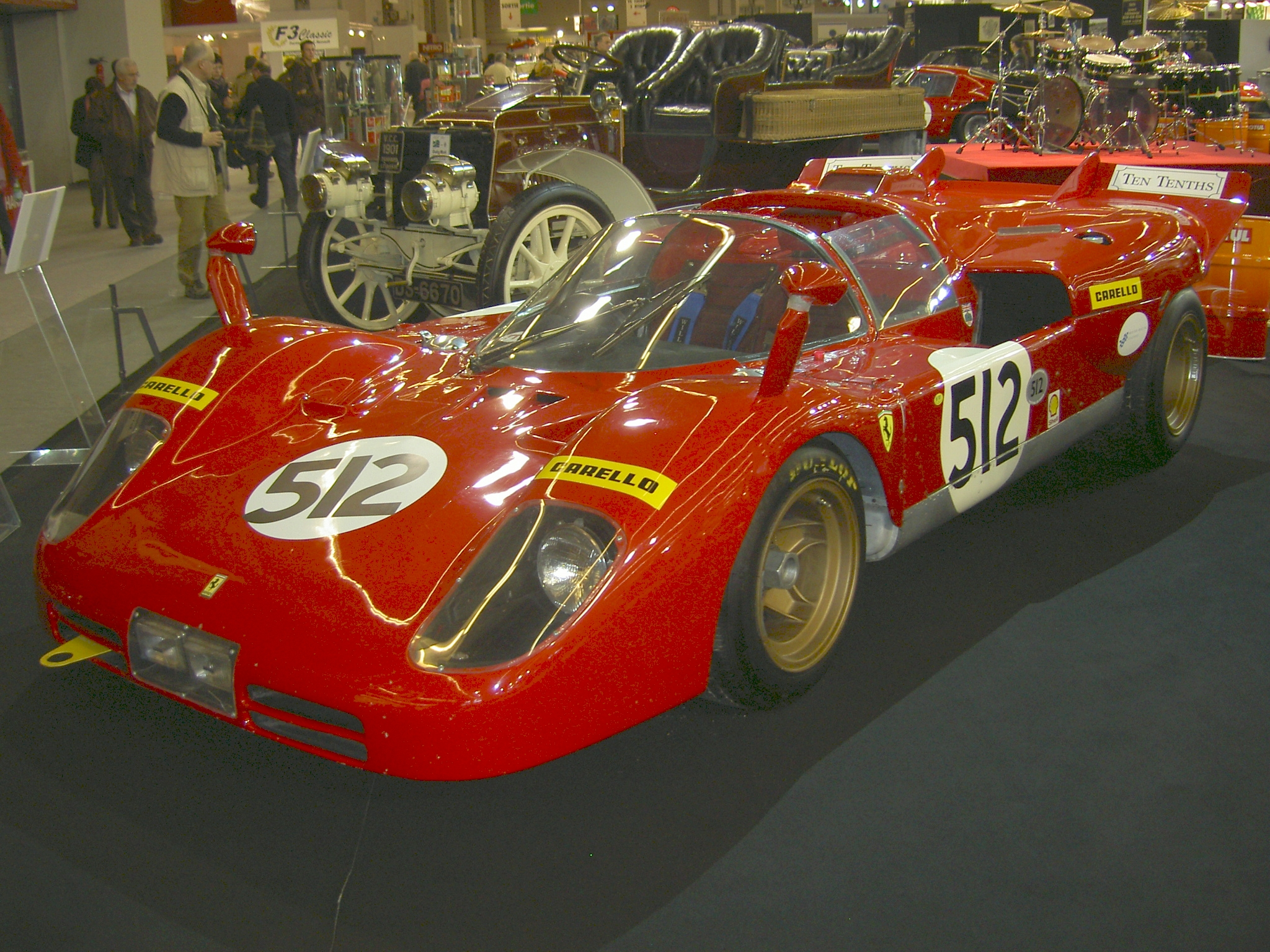
Ferrari 512S de Nick Mason.

Le salon se déroule du 16 au 25 février 2007. Cette année, le salon met à l'honneur la Fiat 500 qui fête ses 50 ans, BMW et ses 90 ans, et la mythique version roadster Mercedes 300 SL, produit à 1 858 exemplaires, qui souffle ses cinquante bougies. Cette année c'est la maison Christie's qui assure la vente aux enchères avec notamment une Nash Ambassador (1951) ou une rare Maserati Khamsin Spyder (1975).
Le thème de cette édition est « Automobiles de stars, automobiles de célébrités ». Nick Mason, le fondateur et batteur des Pink Floyd, présente sa collection de voitures dont une Ferrari 250 GTO, un Ferrari 512 S et une Maserati 250F.

### 33eédition (2008)

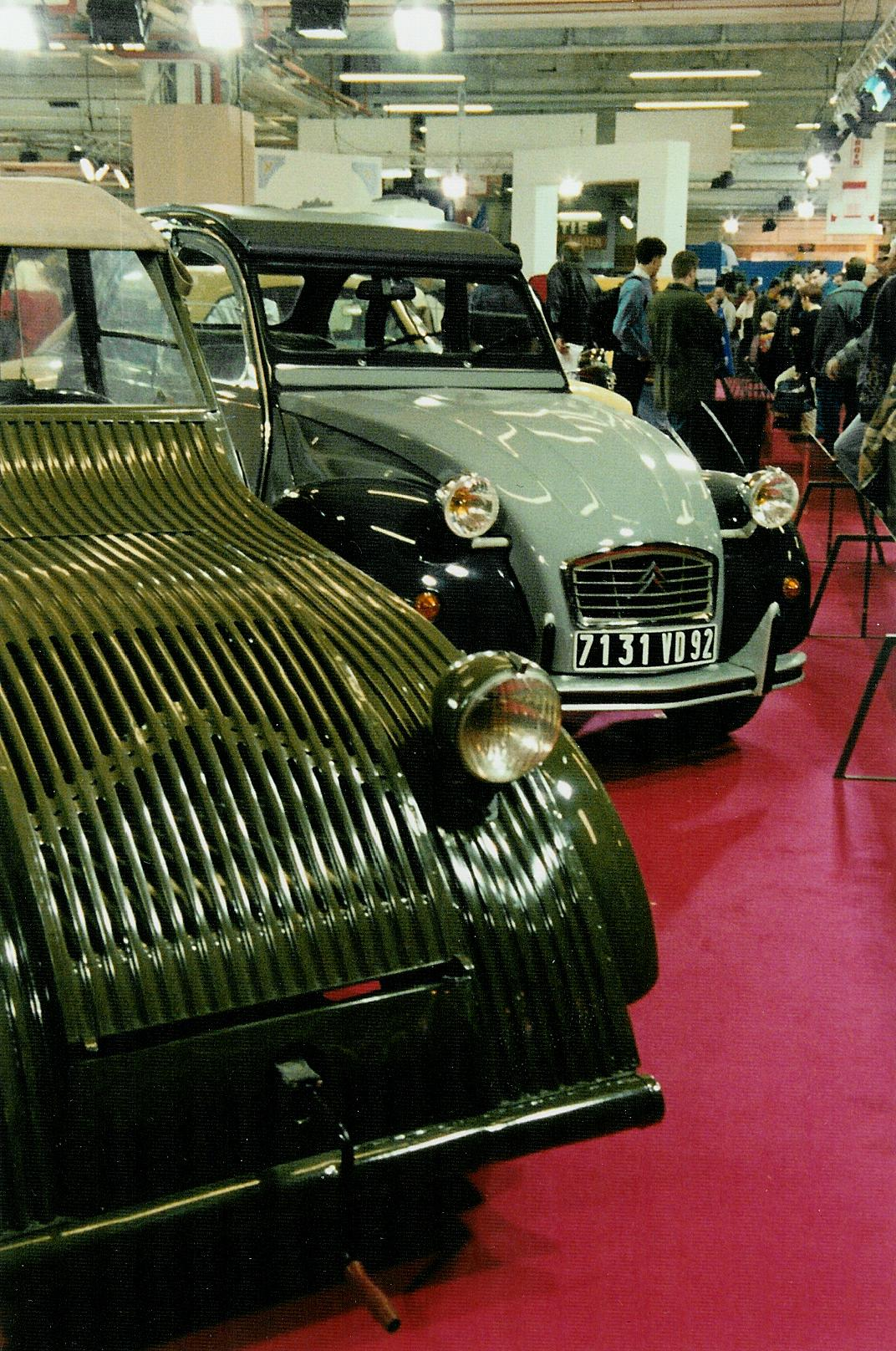
2 CV : le prototype 1939 et le dernier modèle produit.

En 2008, le salon se déroule du 8 au 17 février sur le thème de « La femme et l'automobile », et célèbre les soixante ans de l'icône de l'automobile française à travers le monde : la 2 CV, appelée plus communément « Deudeuche ». Elle a été produite pendant quarante ans et la dernière version sortit des chaînes de production Citroën est exposée à Rétromobile. C'est aussi l'anniversaire de Honda qui fête ses 60 ans et a commencé son histoire industrielle avec la moto avant de passer à la production d'automobiles. La marque japonaise expose une Civic de 1979, une S800 de 1966 et une Z600 de 1971.
Jean-Pierre Foucault est à l'honneur avec l'exposition de ses voitures au salon qui déménage dans les halls 4 et 3.1. L'Aérotrain de Jean Bertin est exposé dans les allées, tandis que la maison Bonhams succède à Christie's pour la vente aux enchères.

### 34eédition (2009)
La 34e édition présente une exposition intitulée « les énergies nouvelles ont plus d'un siècle » et permet de découvrir :
- la voiture à vapeur ;
- le tramway de Nantes à air comprimé ;
- la moto électrique ;
- La Jamais contente, voiture électrique de 1899 ;
- un scooter électrique Peugeot de 1985[40] ;
- la Licorne de Mildé & Kriéger de 1941.

C'est aussi l'opportunité pour Citroën de célébrer ses « 90 ans d'innovation » et son nouveau logo durant les dix jours du salon (6 au 15 février) et Mercedes d'exposer ses « Flèches d'Argent » avec la monoplace W165 et la McLaren Mercedes MP4/23.
Johnny Hallyday, « l'idole des jeunes », est à l'honneur à Rétromobile avec des véhicules lui ayant appartenu dont une Iso A3C (1967), une Ford Mustang Monte Carlo, une Lamborghini Miura et une Ferrari 275 GTB.
La maison de vente aux enchères Bonham's mets en vente deux Bugatti, une type 18S Black Bess de 1913 ayant appartenu à Roland Garros, et une type 57S de 1937 qui est une « sortie de garage » pendant un demi-siècle.

### 35eédition (2010)

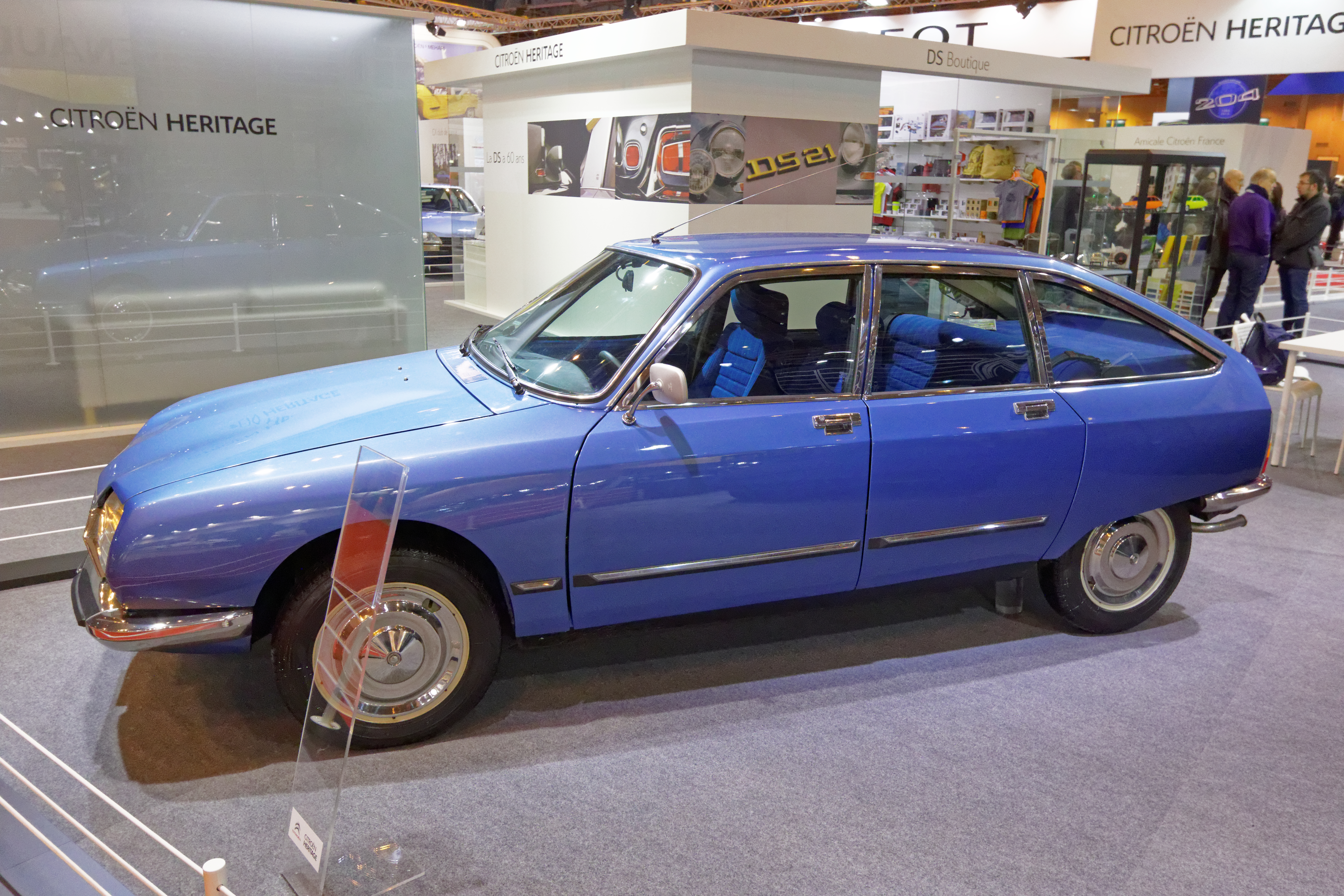
40 ans de la Citroën GS.

Comme chaque année, le salon Rétromobile (22 au 31 janvier) est l'occasion de fêter l'anniversaire d'un modèle, d'une marque automobile ou d'un événement, et cette année est particulièrement bien lotie avec le bi-centenaire de Peugeot, les 90 ans de Mazda et le centenaire d'Alfa Romeo. La marque aux trèfle à quatre feuilles expose à cette occasion une 8C Competizione, une Giulia TZ1 Tubolare, une Giulia ti Super, une C52 Disco Spider Volante et une 6C de 1932.
Pour ce qui concerne les modèles, l'édition 2010 fête chez Mazda les 20 ans de la MX-5, et chez Citroën les 40 ans de la GS et la SM, et les 55 ans de la DS qui un an plus tôt, la veille de l'ouverture de Rétromobile, a donné son nom à la Ligne DS, une famille de modèle premium au sein de la gamme Citroën actuelle.
Particularité de la vente Bonhams, la Bugatti Type 22 Brescia, qui a passé 75 ans sous l'eau, sortit du Lac Majeur en 2009, a été adjugée 260 500 euros (estimée entre 70 000 euros et 90 000 euros) et rejoindra le Musée de l'automobile Mullin à Los Angeles.

### 36eédition (2011)

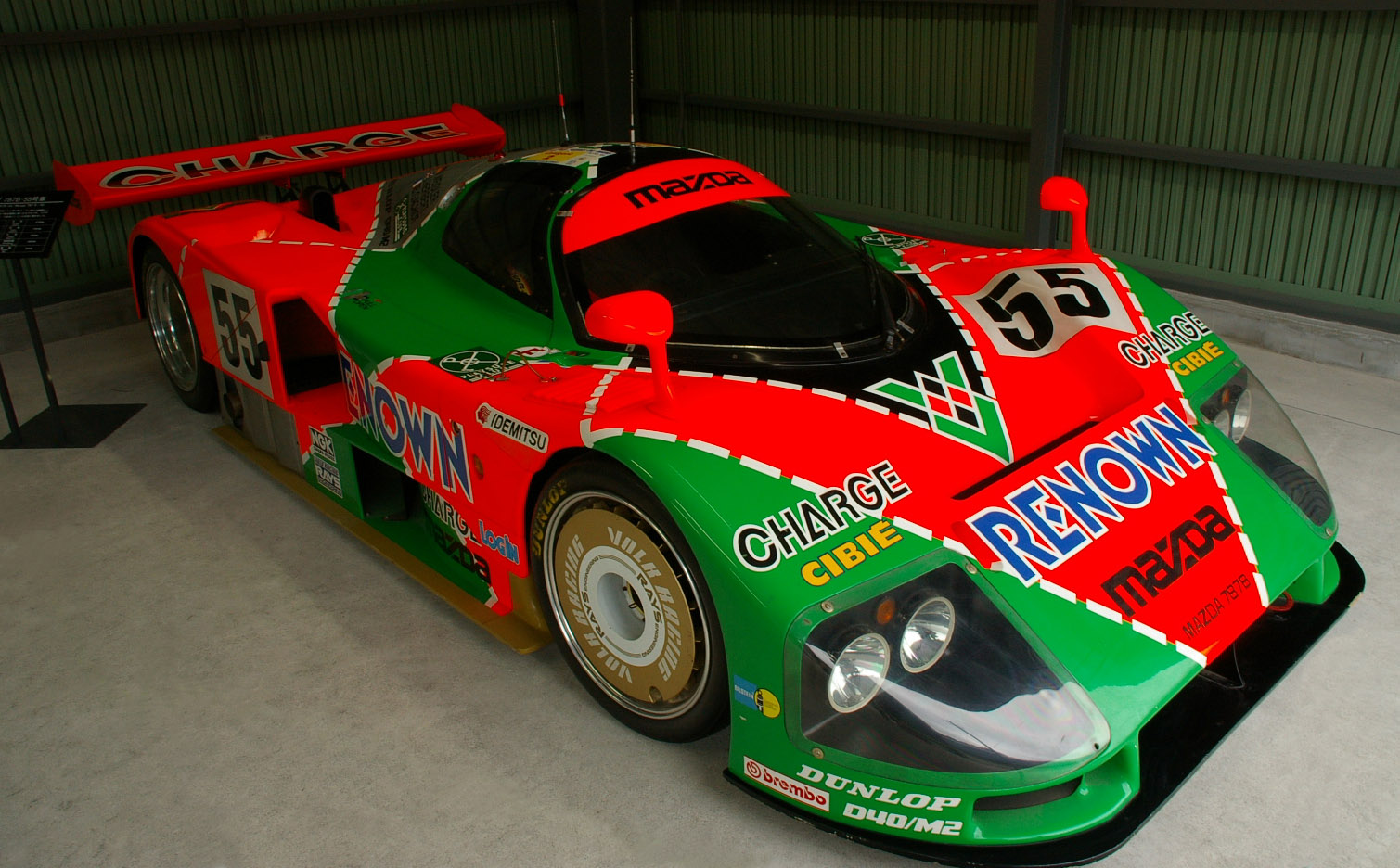
Mazda 787B.

Cette édition marque le retour de François Melcion aux commandes du salon et de gros changements sont opérés. La durée du salon passe de dix à cinq jours et revient en février (2 au 6 février) contrairement à 2010, la maison Bonhams laisse sa place à la maison Artcurial, les Youngtimers font leur entrée sur les moquettes du salon ainsi que les motos.
Cette année Mazda fête les 20 ans de la 787B, seule voiture japonaise à avoir gagné les 24 heures du Mans et la seule avec un Moteur Wankel à piston rotatif. Mercedes pour sa part fête ses 125 ans en présentant sa Benz Patent Motorwagen de 1886, tandis que Renault qui vient de renommer son département « Histoire et Collection » en « Renault Classic » fête le 50 ans de sa célèbre 4L avec treize exemplaires exposés. Tandis que l'Autobianchi Club de France,crée en mars 2001, fête ses 10 ans sur le salon.
Nissan fête les 40 ans de sa griffe « Z » sur le marché français, en présentant une rétrospective de ses modèles de la Datsun 240Z (Fairlady) à la Nissan 370Z.

### 37eédition (2012)
Rétromobile s'agrandit de 8 000 m2 en passant aux 35 000 m2 cumulés des Halls 2.2, 2.3 et 3.
La 37e édition du salon fête les 40 ans de l'Association automobile des véhicules d'époque (ASAVÉ), qui a grandement contribué à la naissance de Rétromobile en 1976.
Quelque 70 000 visiteurs se sont rendus au salon du 1er au 5 février 2012, pour fêter les 40 ans de la Honda Civic et de la Renault 5 vendue à plus de 5.5 millions d'exemplaires, de même que les 50 ans de la Ferrari 250 GTO et de l'Alpine A110 dont Renault Classic expose six berlinettes historiques : une Version 100 (1964), une 1600S (1971), une 1600SX (1977), et trois versions de compétition Gr IV de 1972, 1973 et 1975.

40 ans de la Renault 5
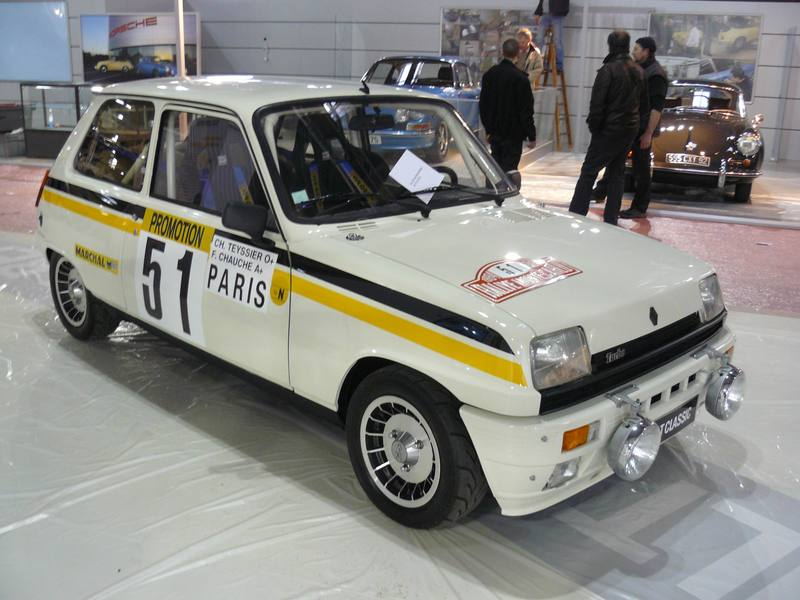
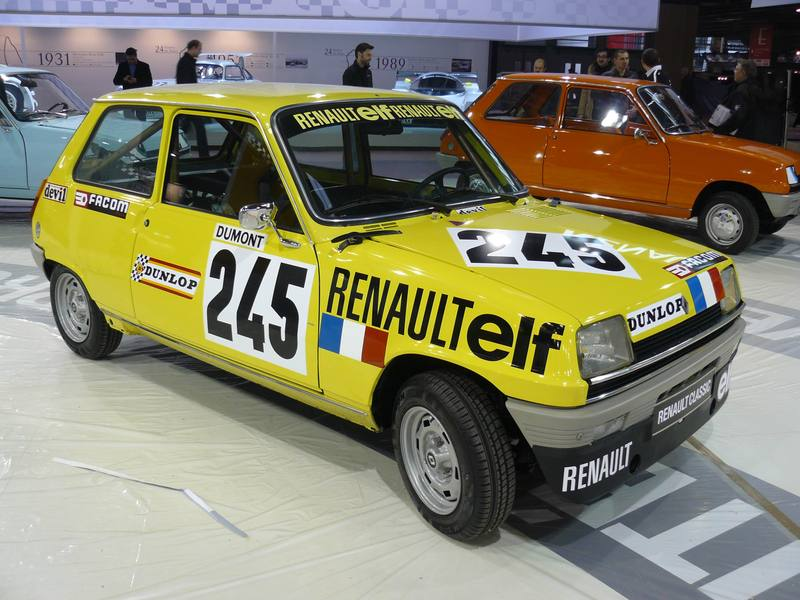
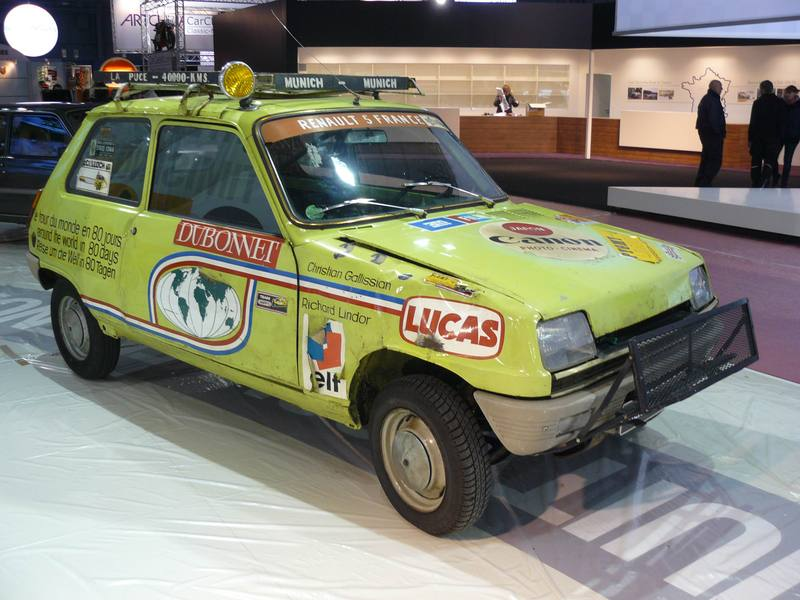
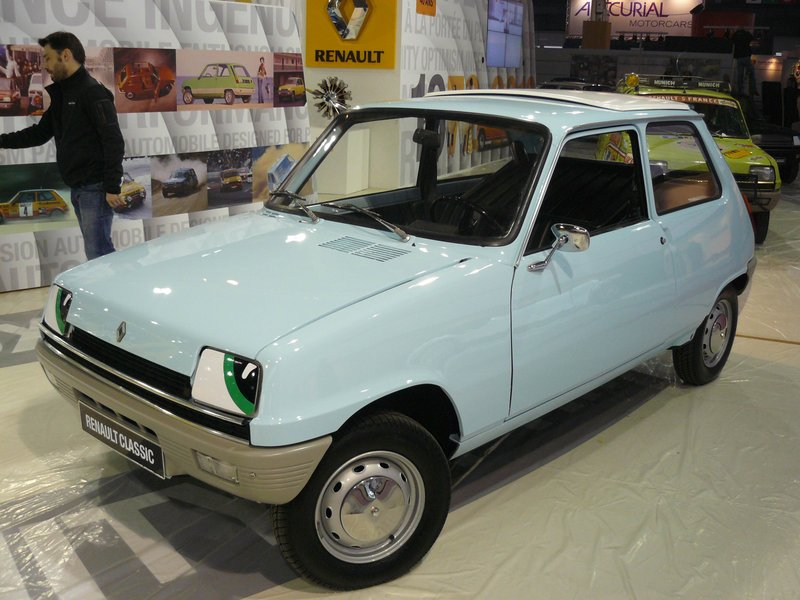

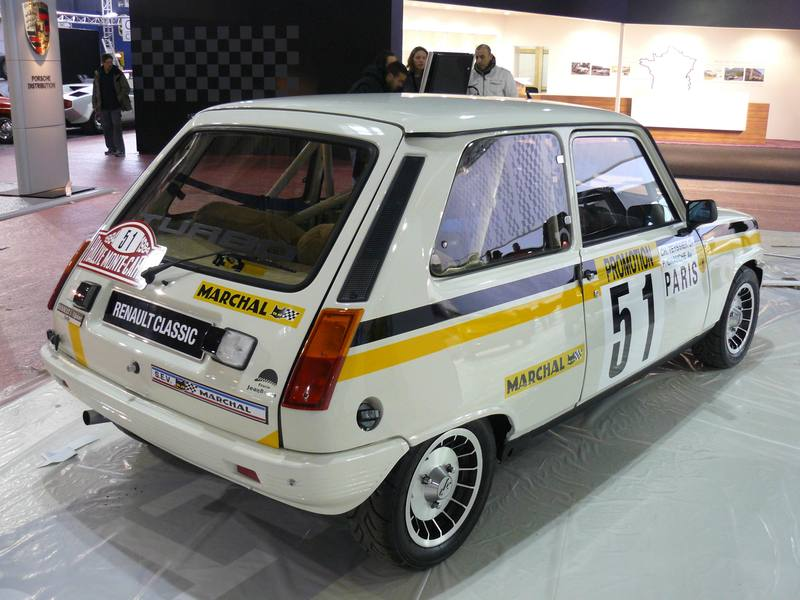
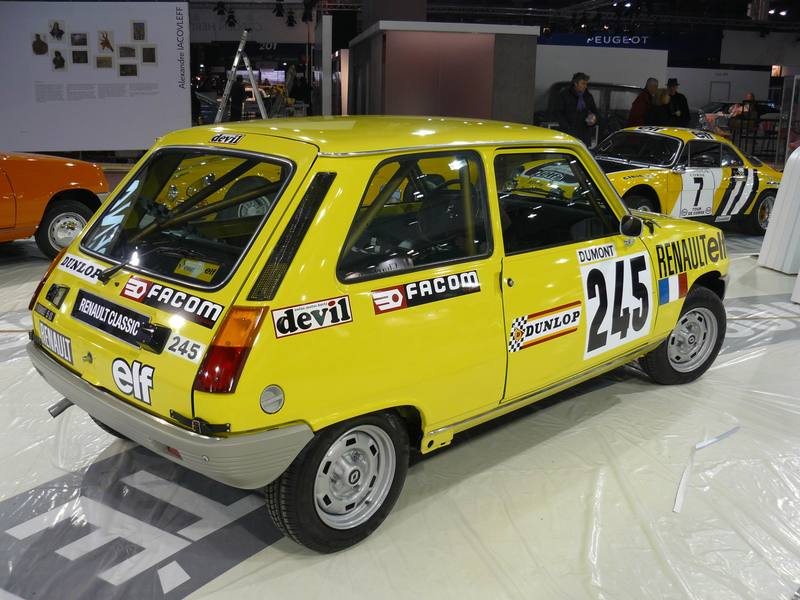
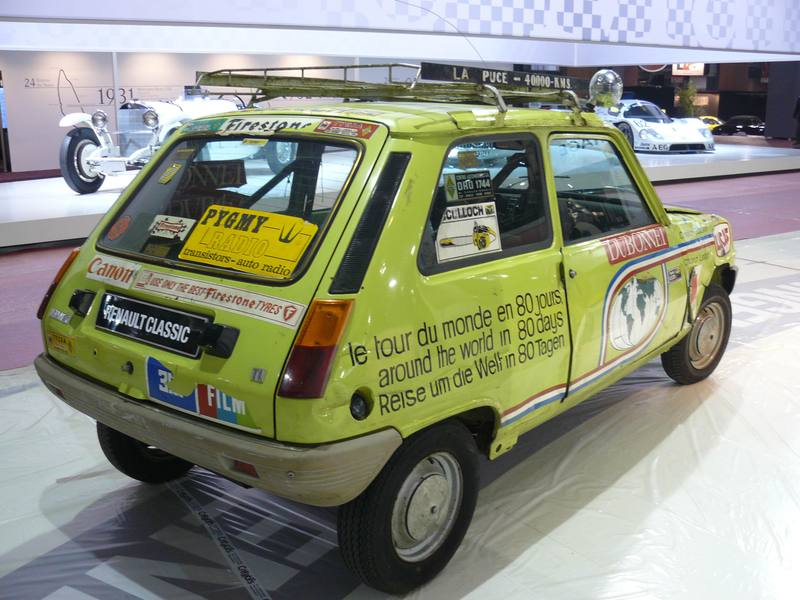
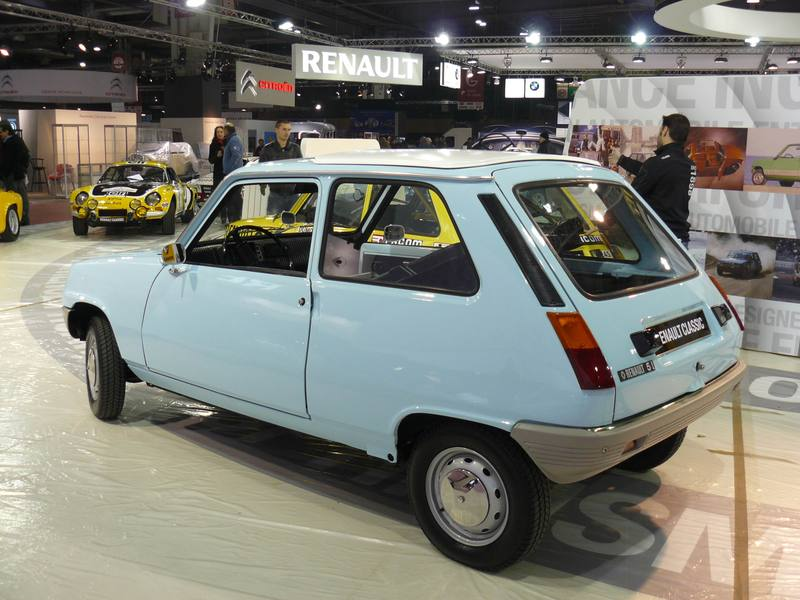

Le salon met à l'honneur la Monica 560 produite à 30 exemplaires en 1973 par Jean Tastevin, ainsi que les véhicules amphibies.
Particularité de cette édition, ce n'est pas une marque ou un modèle qui est présenté pour la première fois à Rétromobile mais un moteur, et celui-ci comporte 9 cylindres pour 330 litres de cylindrée, pèse 30 tonnes et consomme 350 litres de carburant par heure. Ce moteur, le Duvant type 9 V.O.S (1962), provient des sous-sols de l'Hippodrome d'Auteuil où il servait de générateur électrique jusqu'en 1990.

### 38eédition (2013)
Le salon rend hommage au restaurateur d'automobile de collection André Lecoq, fondateur de la Carrosserie Lecoq et fidèle de Rétromobile, disparu en décembre 2012. À cette occasion, Renault Classic expose une Renault Twingo Lecoq produite à moins de cinquante exemplaires entre 1995 et 1996.
Cette édition qui se déroule du 6 au 10 février 2013 regroupe 400 exposants sur 33 000 m2, et c'est l'occasion d'anniversaires dont :
- les 30 ans de la Peugeot 205
- les 50 ans de la Porsche 911 dont six modèles du Musée Porsche de Stuttgart sont exposées[55] (prototype T7, 911 Safari SC, 935, Ur-911, 933 Targa, 911 2.7 RS)
- les 60 ans de la Shelby Cobra avec une Shelby Cobra 289 V8 5,4 litres et une Shelby Cobra 427 V8 7 litres[56].
- les 100 ans de la première traversée de la Méditerranée en avion par Roland Garros (le 23 septembre 1913)[57].

On retrouve à l'extérieur des pavillons une démonstration dynamique d'une reproduction de la première locomotive française, mise au point par Marc Seguin en 1929.

### 39eédition (2014)

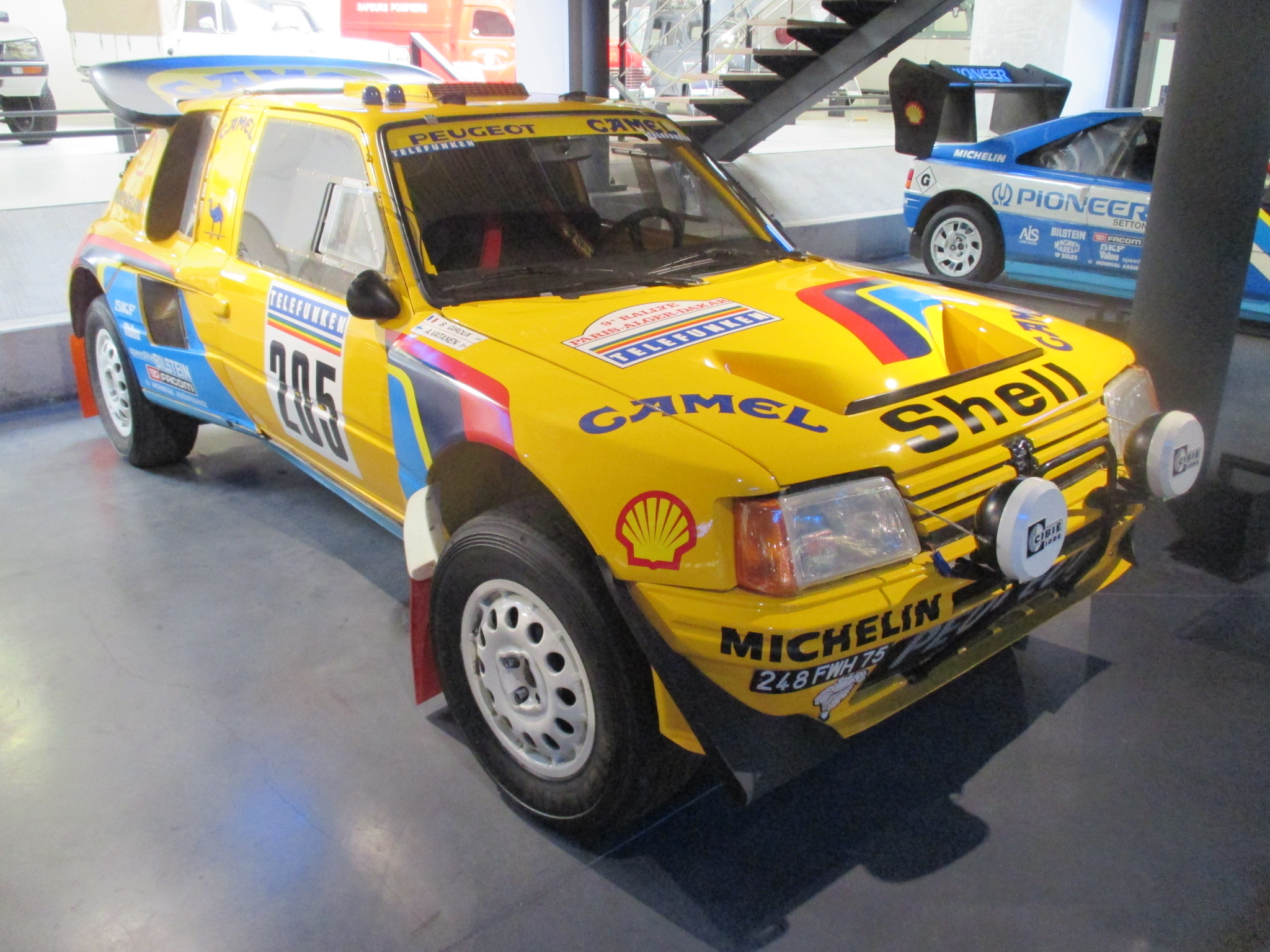
35 ans du Paris-Dakar.

Le salon se déroule du 5 au 9 février 2014 et célèbre les 100 ans de la Première Guerre mondiale avec une présentation dynamique du char d'assaut Patton M47 ou statique du Renault FT de 1916. Cette année met à l'honneur les voitures de « Maharadja », ainsi qu'une exposition consacrée à Lancia avec quatorze modèles dont une Lambda Torpedo de 1924 et une Aurelia B20 de 1952. Cette édition est aussi l'anniversaire des 35 ans du Paris-Dakar avec la présence, entre autres, de la Peugeot 205 Turbo Grand Raid d'Ari Vatanen.
Pour la première fois depuis sa création, le salon investit le Hall 1 du Parc des expositions de la Porte de Versailles et bénéficie des 41 000 m2 de surface d'exposition à comparer aux 4 800 m2 à son arrivée en 1981, et atteint un nouveau record de 90 000 visiteurs.

### 40eédition (2015)
C'est dans une ambiance particulière, à peine un mois après les attentats qui visaient la rédaction du journal Charlie Hebdo, que le salon Rétromobile fête ses 40 ans (4 au 8 février dans le Hall 1). Cette 40e édition rend hommage à Jean-Pierre Beltoise, inconditionnel de Rétromobile, décédé le 5 janvier. Pourtant, c'est tout de même l'année du record de fréquentation pour le salon avec 119 000 visiteurs.
Le salon accueille la vente de la Collection Baillon dite de « sorties de grange », par la Maison de ventes aux enchères Artcurial. Roger Baillon avait collectionné des voitures uniques et rares dans sa propriété des Deux-Sèvres : Bugatti, Talbot, Hispano-Suiza, Delahaye ou Delage. Pendant 50 ans, sa collection était restée sous des hangars de bois et de tôles. Sa Ferrari 250 GT California Spyder de 1961, ayant appartenu à Alain Delon, s'est vendue aux enchères 14,2 millions d'euros (hors frais)
L'édition 2015 met à l'honneur les Renault 16 et Alpine, des rétrospectives Matra, Pegaso et Škoda, la collection de l'architecte Corrado Lopresto et trois Bugatti Royale provenant de Cité de l'automobile de Mulhouse.

### 41eédition (2016)
Encore une année d'anniversaires, avec les 40 ans de la première traction de la Ford Motor Company la Fiesta, et de la Mercedes Classe E (à l'origine Mercedes-Benz 200-300), ainsi que les 110 ans de l'Automobile Club de l'Ouest, le premier club automobile au monde qui organisa le premier grand prix de l'ACF en juin 1906.

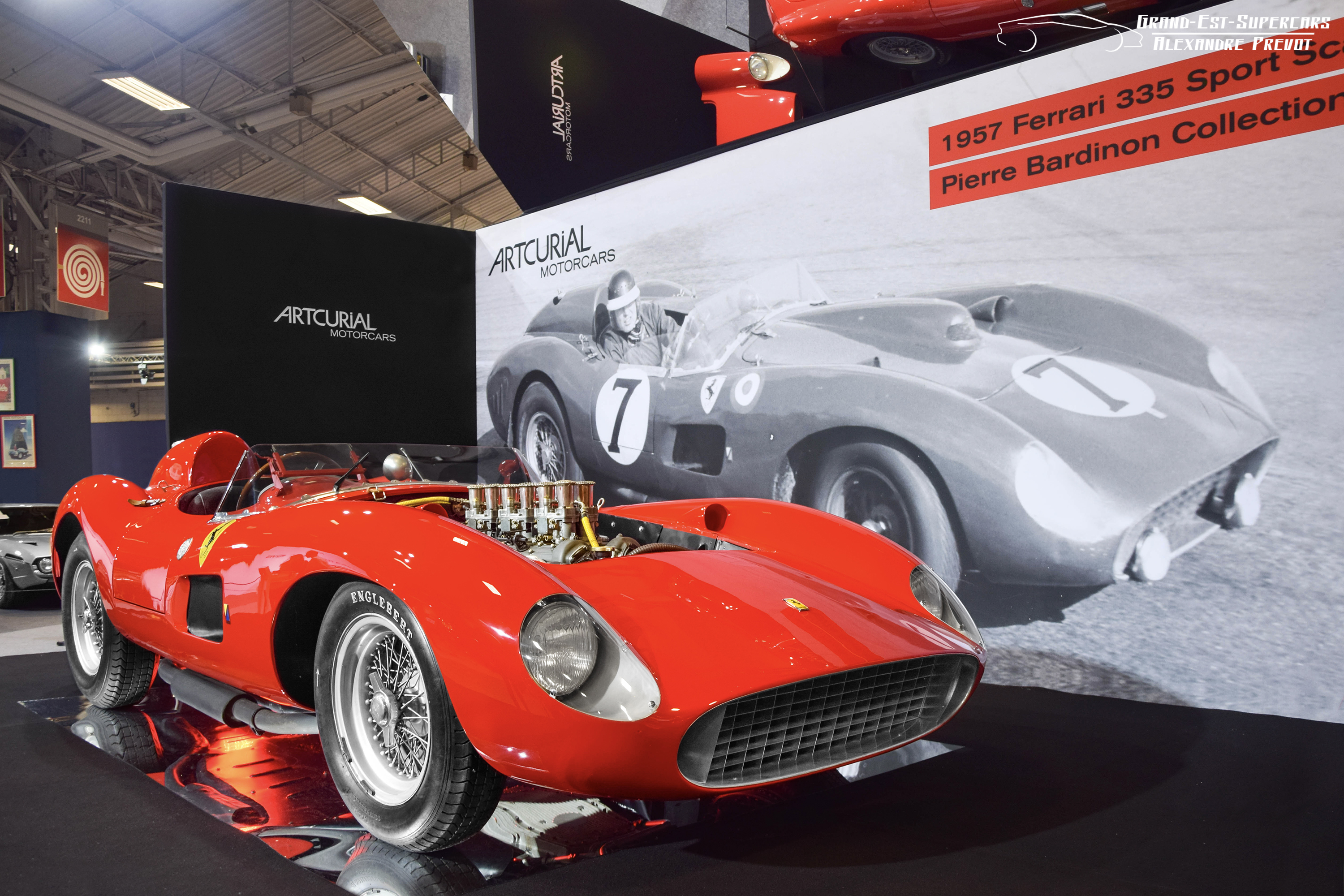
Ferrari 335 Sport Scaglietti.

Le salon se déroule dans les pavillons 1 et 2.2, du 3 au 7 février 2016, et met à l'honneur trois voitures de records :
- la Napier de 1903, plus ancienne voiture de course britannique.
- la Darracq V8, première voiture de l'histoire à avoir frôlé les 200 km/h (197), pilotée par Victor Demogeot, mût par un V8 de 25,5 litres de cylindrée et 200 chevaux.
- la Fiat S76 ou «bête de Turin», motorisé par un 4 cylindres de quasiment 30 litres de cylindrée pour 300 cv.

Rétromobile présente des rétrospectives consacrées au designer et carrossier Philippe Charbonneaux, aux voitures « Rhomboïdes » (avec des roues disposées en losange), et aux voitures de plus de cent ans. Et Renault présente les véhicules qui ont marqué son histoire sportive (Renault 5 Alpine, R21 Supercoupe, F1 R26, F1 RE40 d'Alain Prost (1983), Renault Étoile filante...) à l'occasion de son retour en Formule 1 comme constructeur.
2016 est l'année du record de la vente aux enchères de Artcurial, avec l'adjudication de la Ferrari 335 Sport de 1957 carrossée par Scaglietti (châssis 0674) pour la somme de 28 millions d'euros (32 075 200 € avec les frais) qui appartenait à Pierre Bardinon, industriel et créateur du circuit du Mas du Clos.

### 42eédition (2017)
Désormais, l'exposition s'étale sur trois halls (halls 1, 2 et 3) du Parc des Expositions de la Porte de Versailles (500 véhicules exposés sur 60 000 m2), et se déroule cette année du 8 au 12 février 2017, avec une rétrospective sur le thème « l'historique du Groupe B de rallye » présentée sur le pont des expositions (entre les pavillons 1 et 2.2), avec les Peugeot 205 T16, Audi Quattro, Lancia Delta S4.
La vente aux enchères, organisée par Artcurial, propose 154 automobiles de collection dont neuf voitures rares de la collection d'Hervé Ogliastro (ancien propriétaire de Rétromobile) et de son épouse Martine, ainsi qu'un coach Delahaye 235 carrossé par Henri Chapron provenant de la collection Baillon. Au dernier coup de marteau, ce sont 36 238 500 euros qui ont été récoltés avec la vente d'une Ferrari Dino 206 P Speciale Berlinetta pour 4 390 400 euros et une Ferrari 166 Spyder Corsa de 1948 pour 2 960 400 euros.

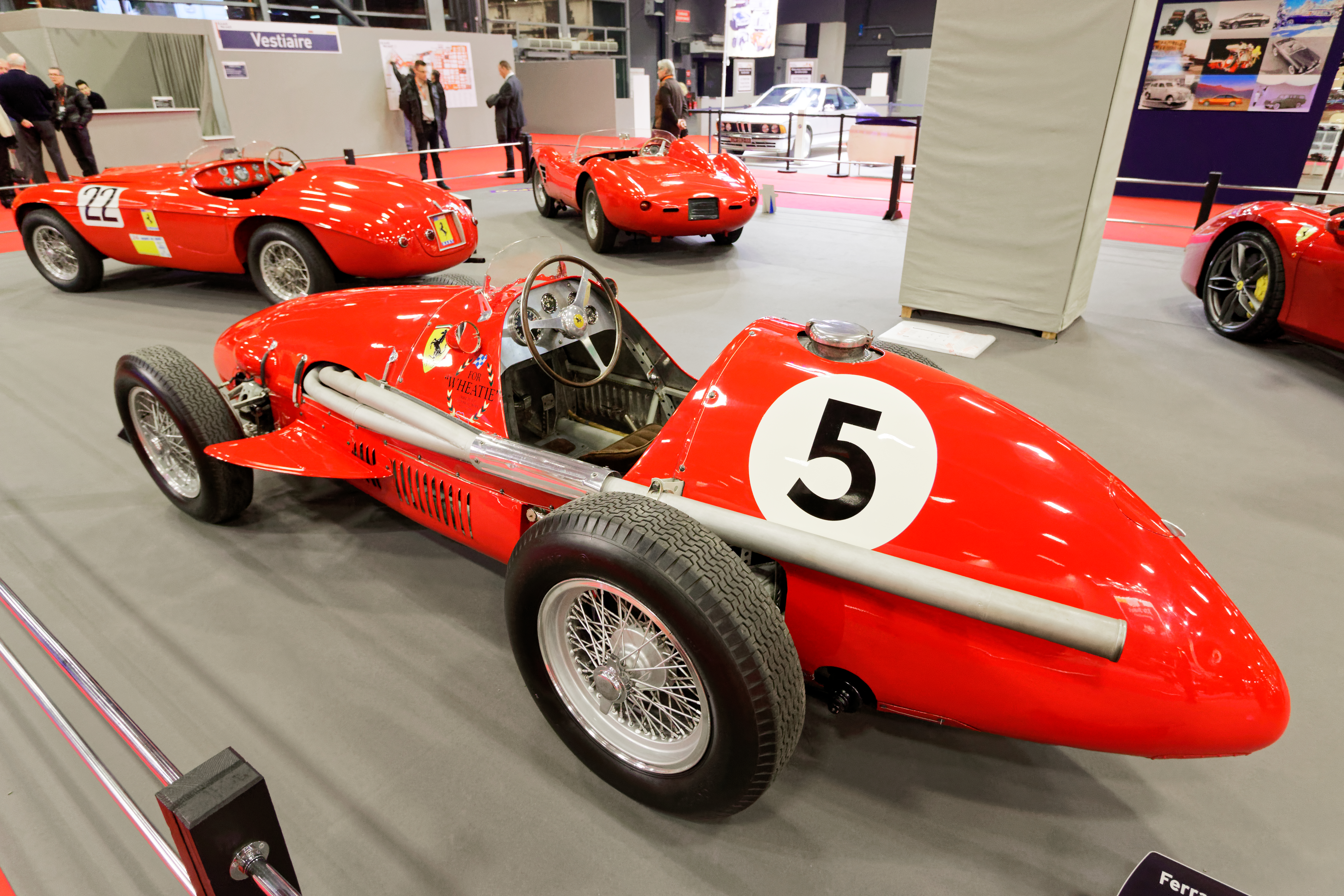
Ferrari 500 F2.

L'édition 2017 fête les 70 ans de Ferrari, fondée en 1947 par Enzo Ferrari, avec une exposition de huit modèles emblématiques de la marque au cheval cabré :
- Ferrari 166 MM (Mille Miglia)
- Ferrari 500 F2
- Ferrari 250 GT
- Ferrari 275 GTB
- Ferrari 250 LM
- Ferrari 250 GT cabriolet
- Ferrari 250 GT Berlinetta SWB

Cette année, pour la première fois en France, Rétromobile expose l'exemplaire de l'Aston Martin DB5 du célèbre agent britannique James Bond, joué par Sean Connery, apparue dans le film Goldfinger en 1964.
C'est aussi l'occasion de retrouver deux chars d'assaut français de la Première Guerre mondiale, une exposition de Formule 1 insolites (4x4 ou 6 roues), ou encore les six Delage de Grand Prix qui sont réunies pour la première fois, dont la numéro 1 qui a participé au premier Grand Prix de Monaco en 1929 avec son moteur huit-cylindres en ligne compressé développant 170 ch, et la numéro 4 qui a participé aux 500 miles d'Indianapolis 1929, pilotée par Louis Chiron.
Le stand Alpine reçoit de nombreux modèles de la marque autour du concept Vision pour célébrer la résurrection de la marque dieppoise en 2017.
Malgré les restrictions de circulation imposées aux anciennes voitures (plus de 20 ans) dans Paris intra-muros en juillet 2016, de nombreux passionnés se sont rendus à la Porte de Versailles, où la fréquentation de cette 42e édition est en hausse de 8 %, le salon ayant reçu 118 000 visiteurs.

Salon Rétromobile - Édition 2017
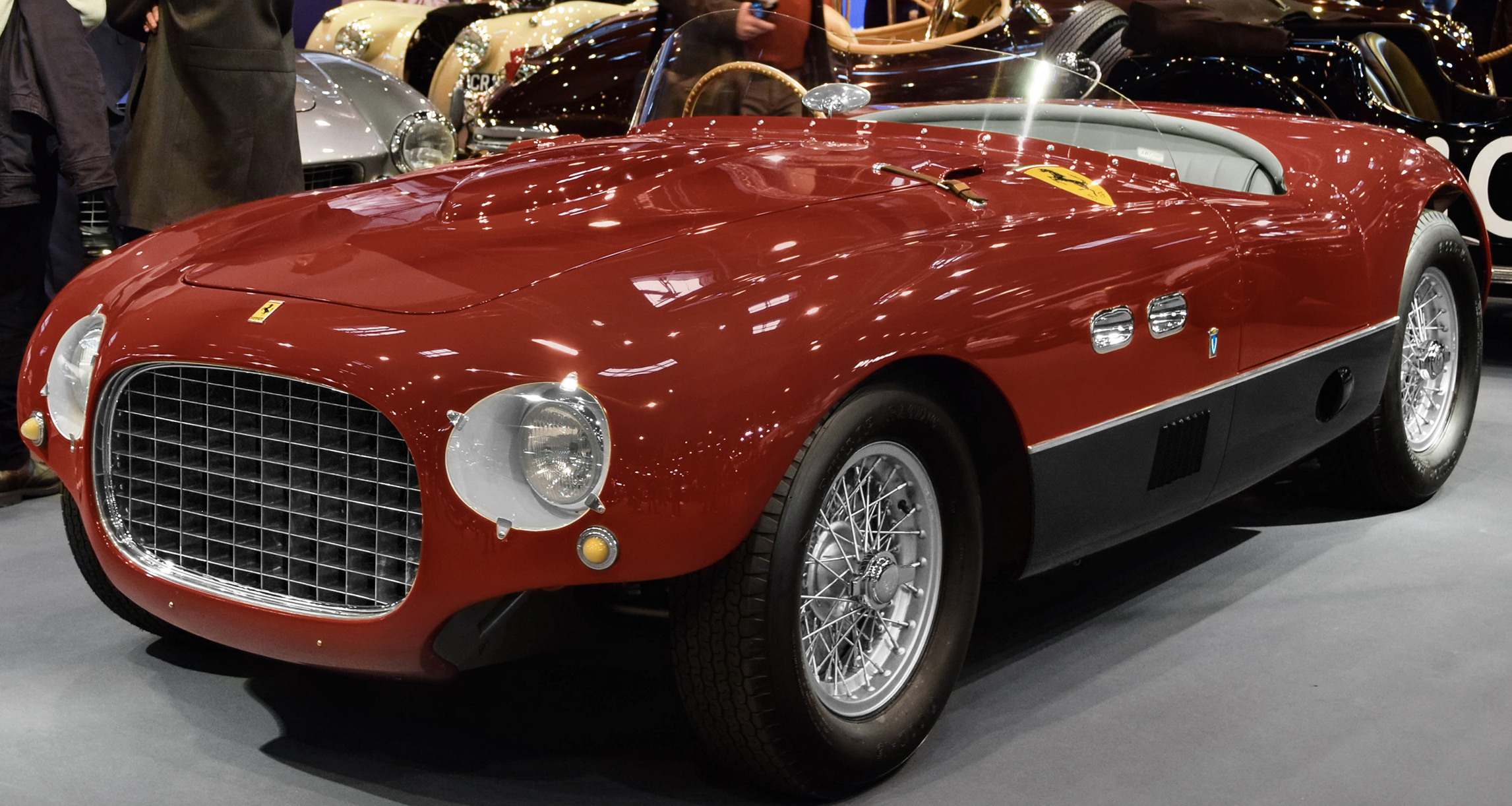
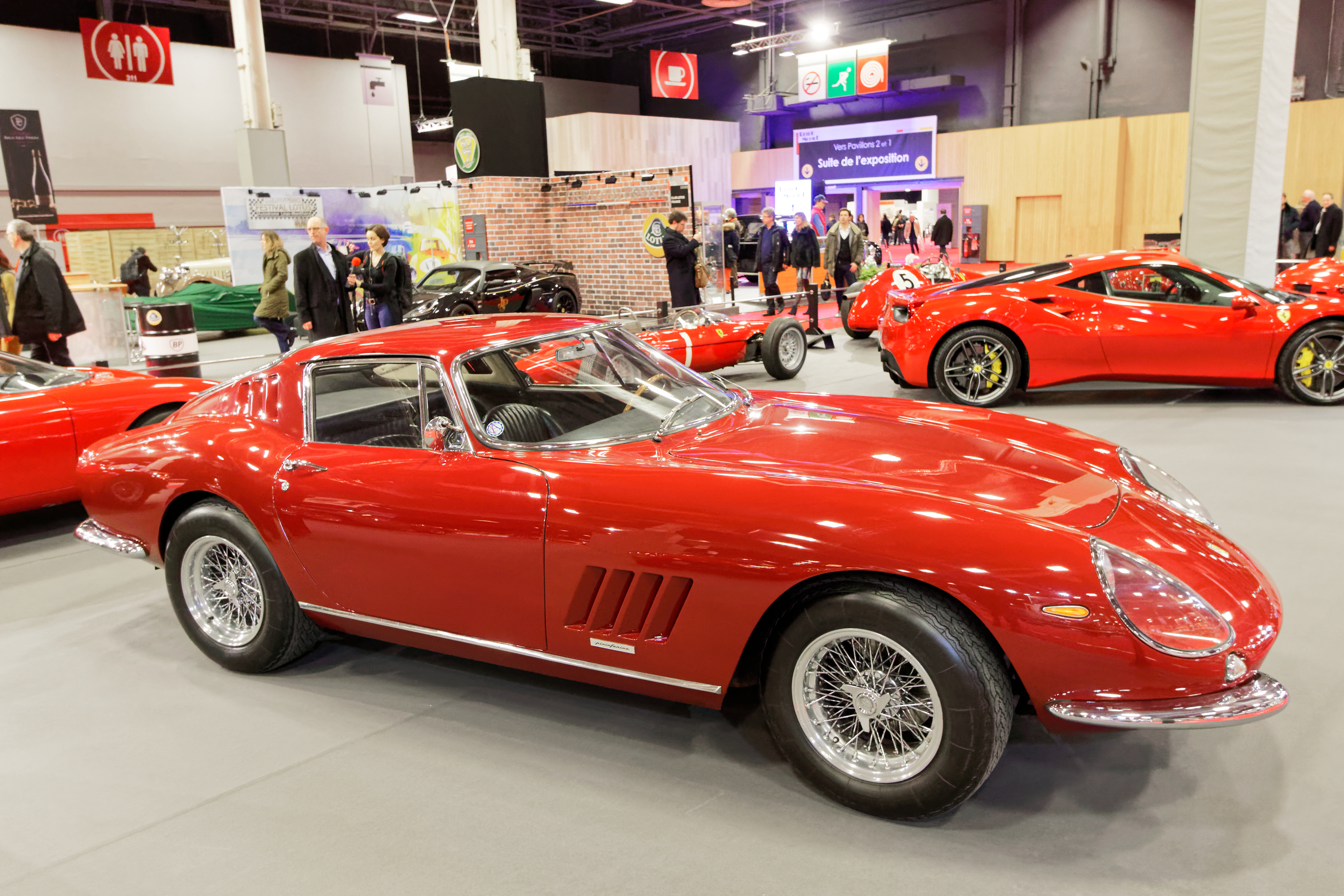
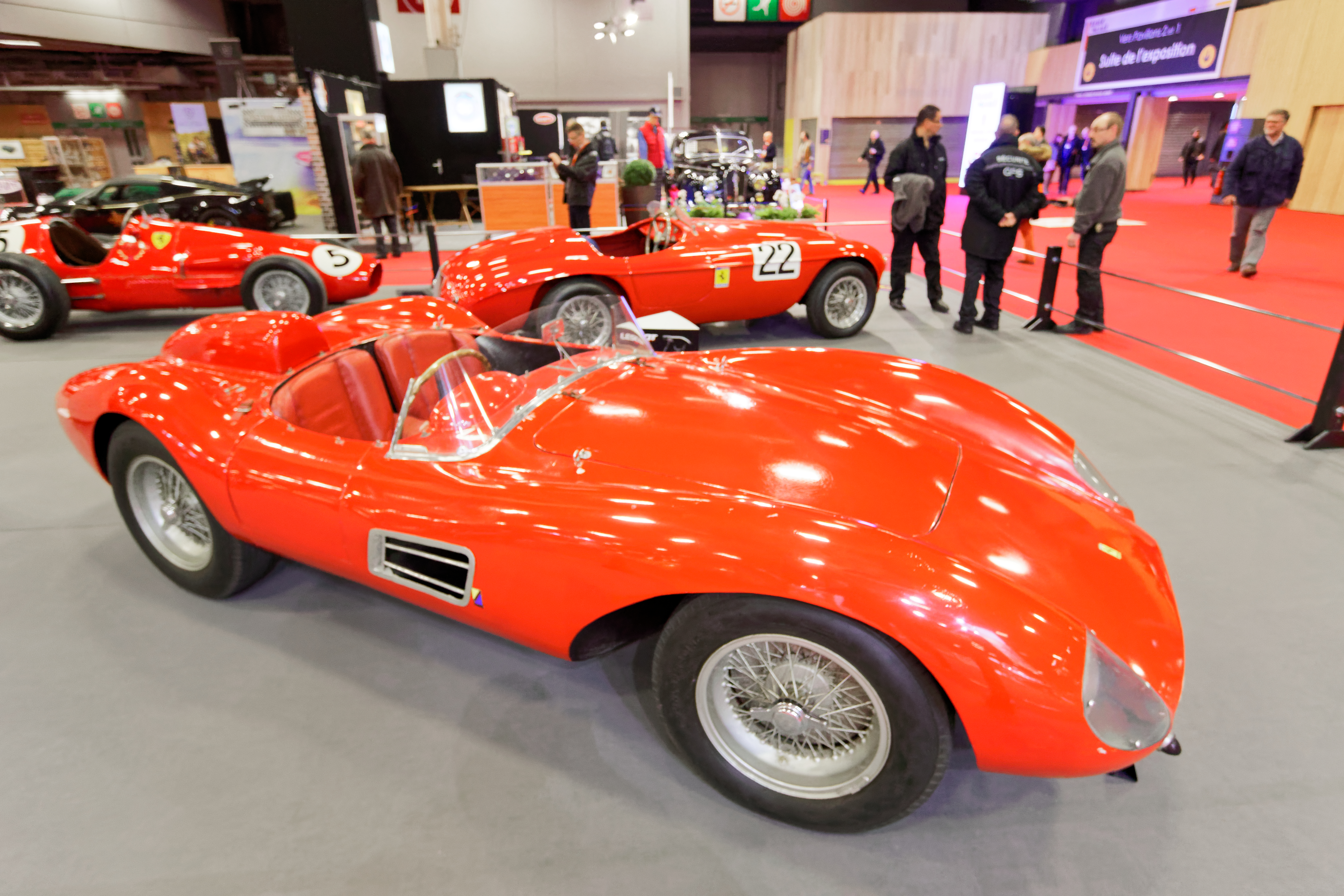
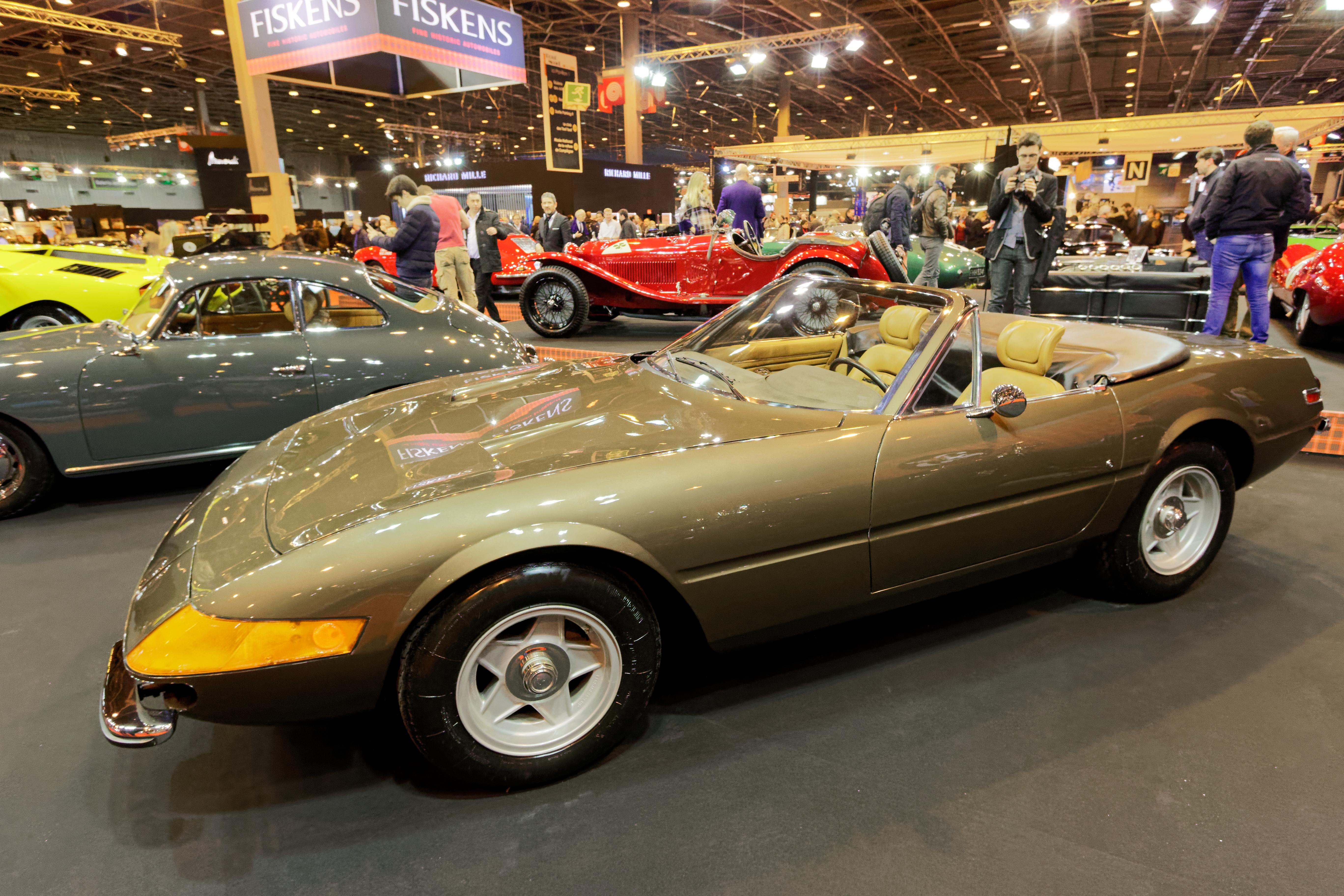
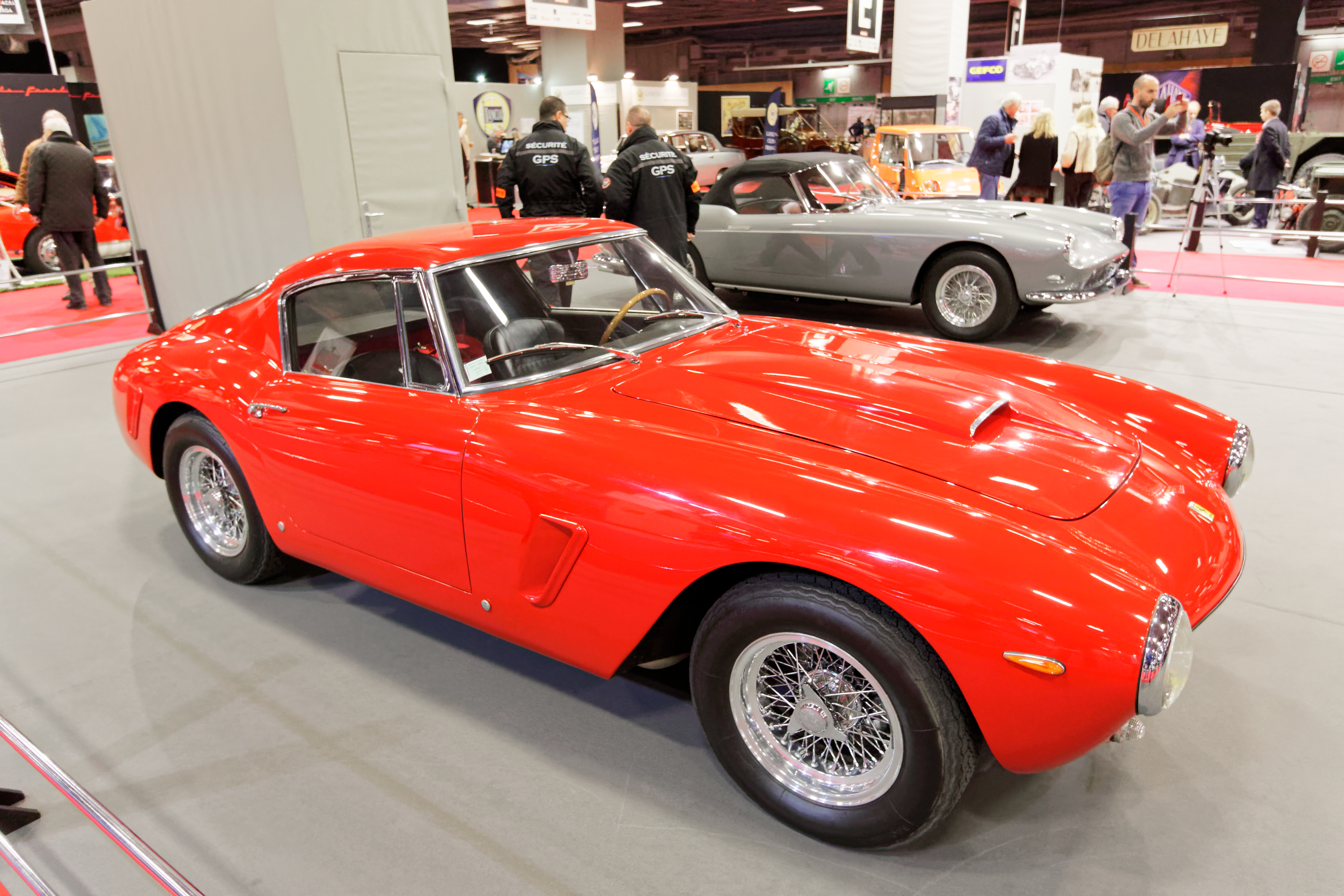
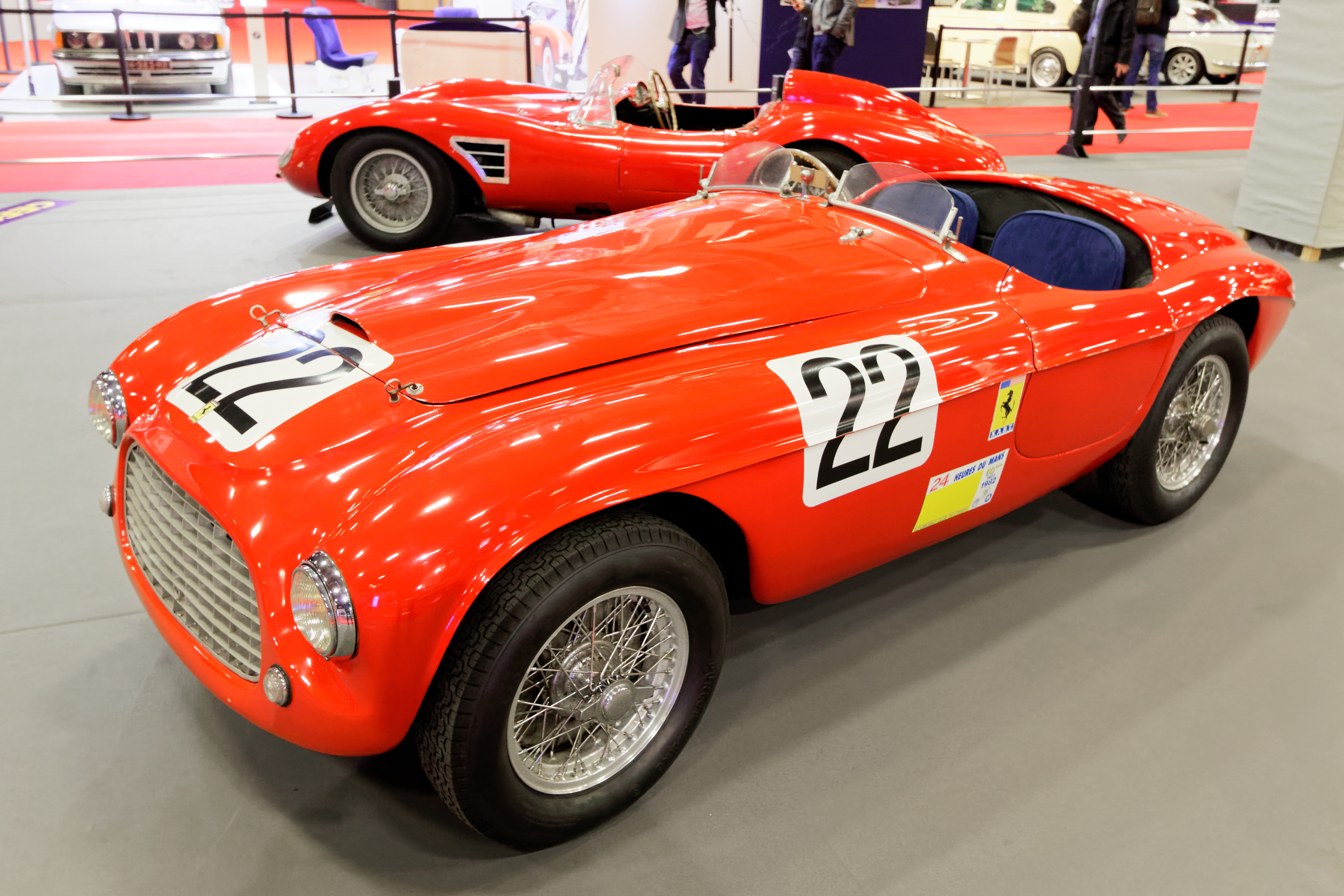
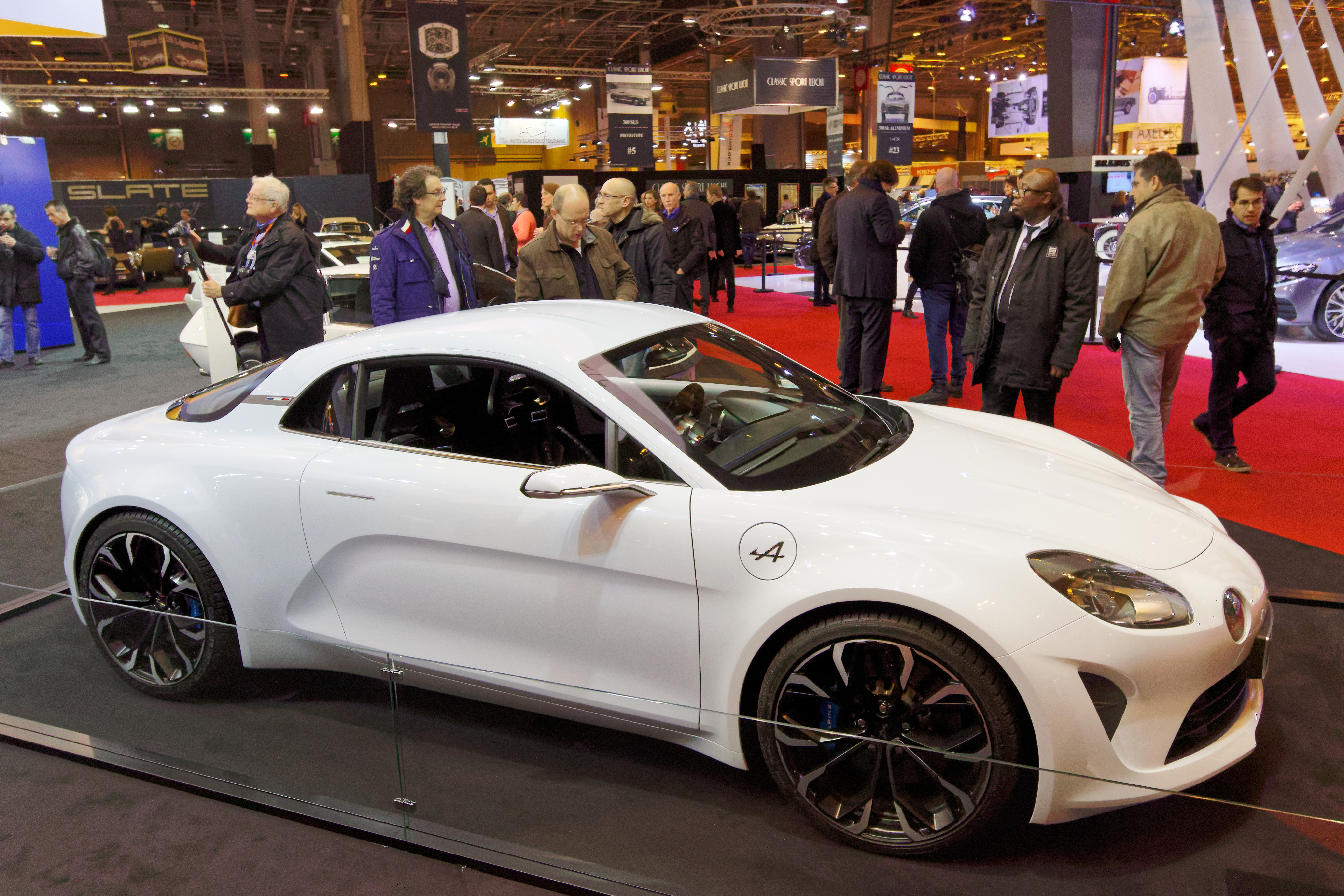
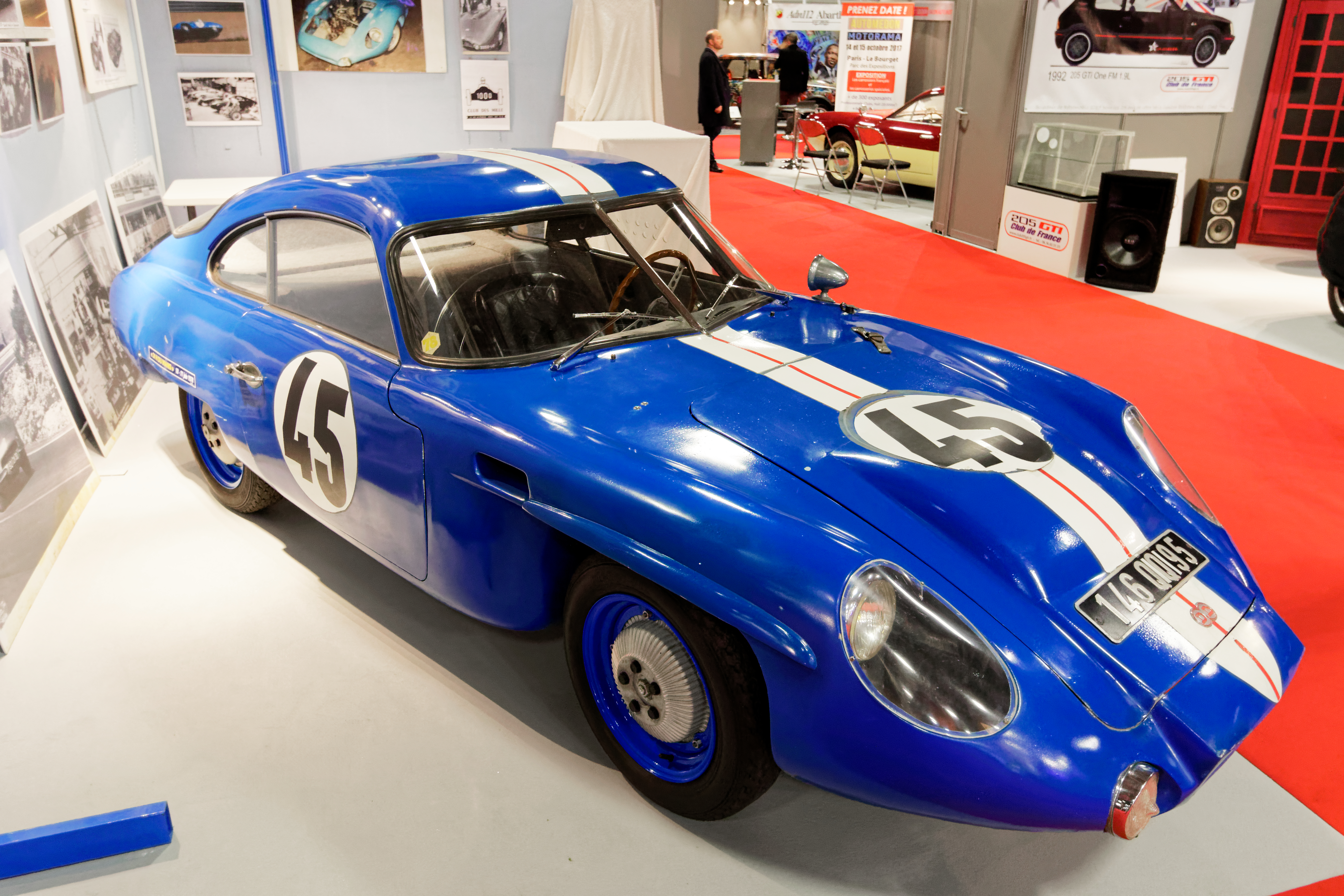
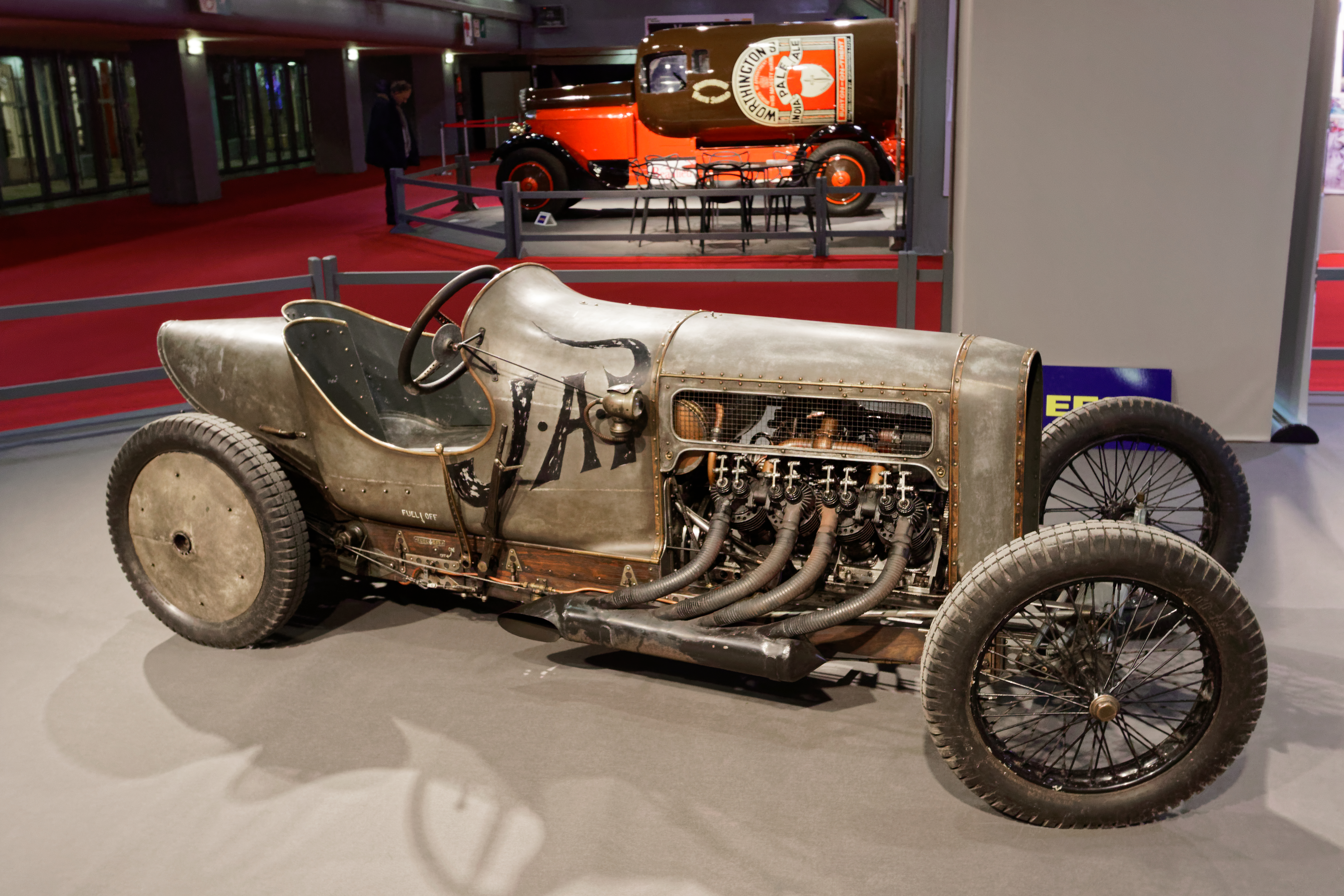
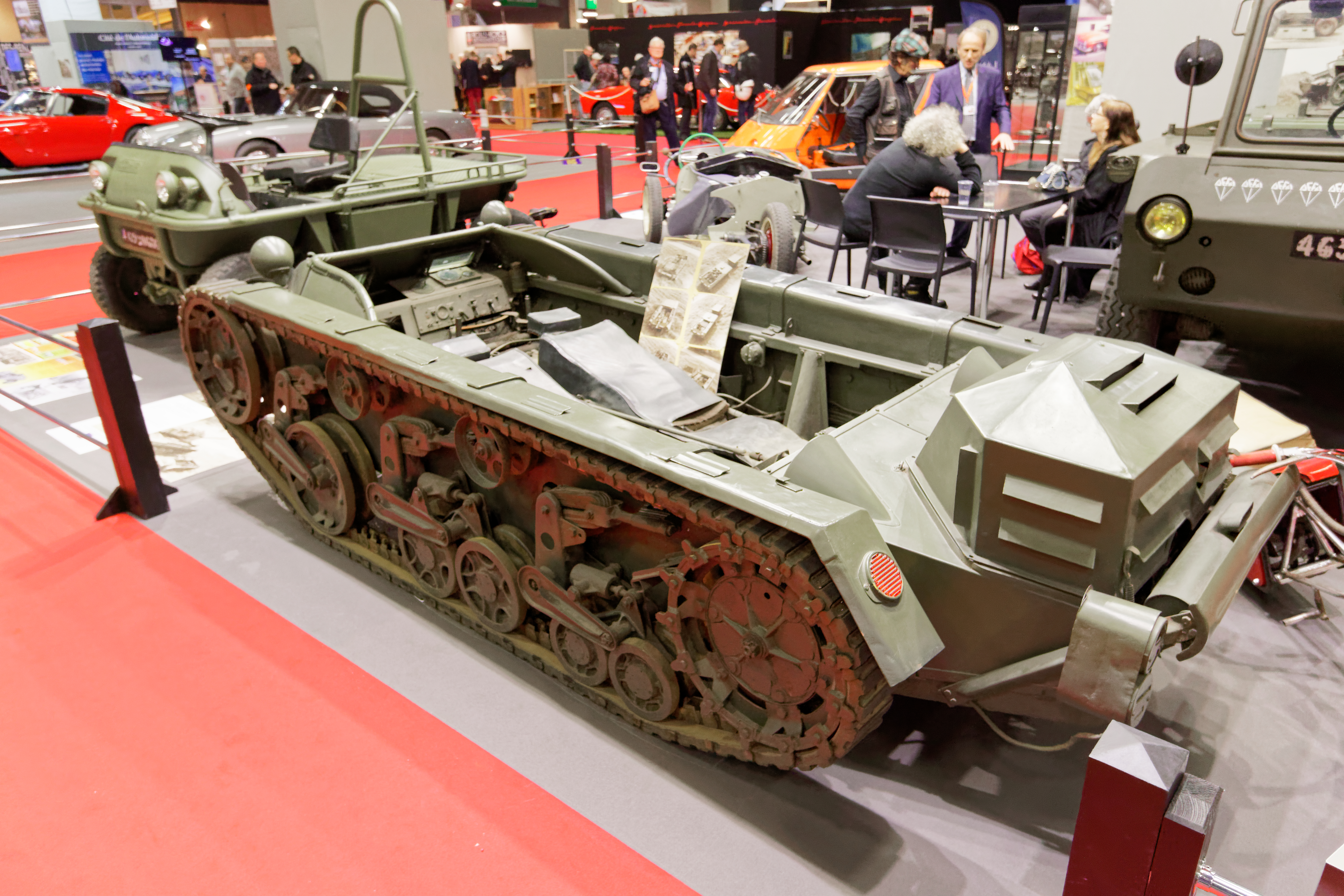
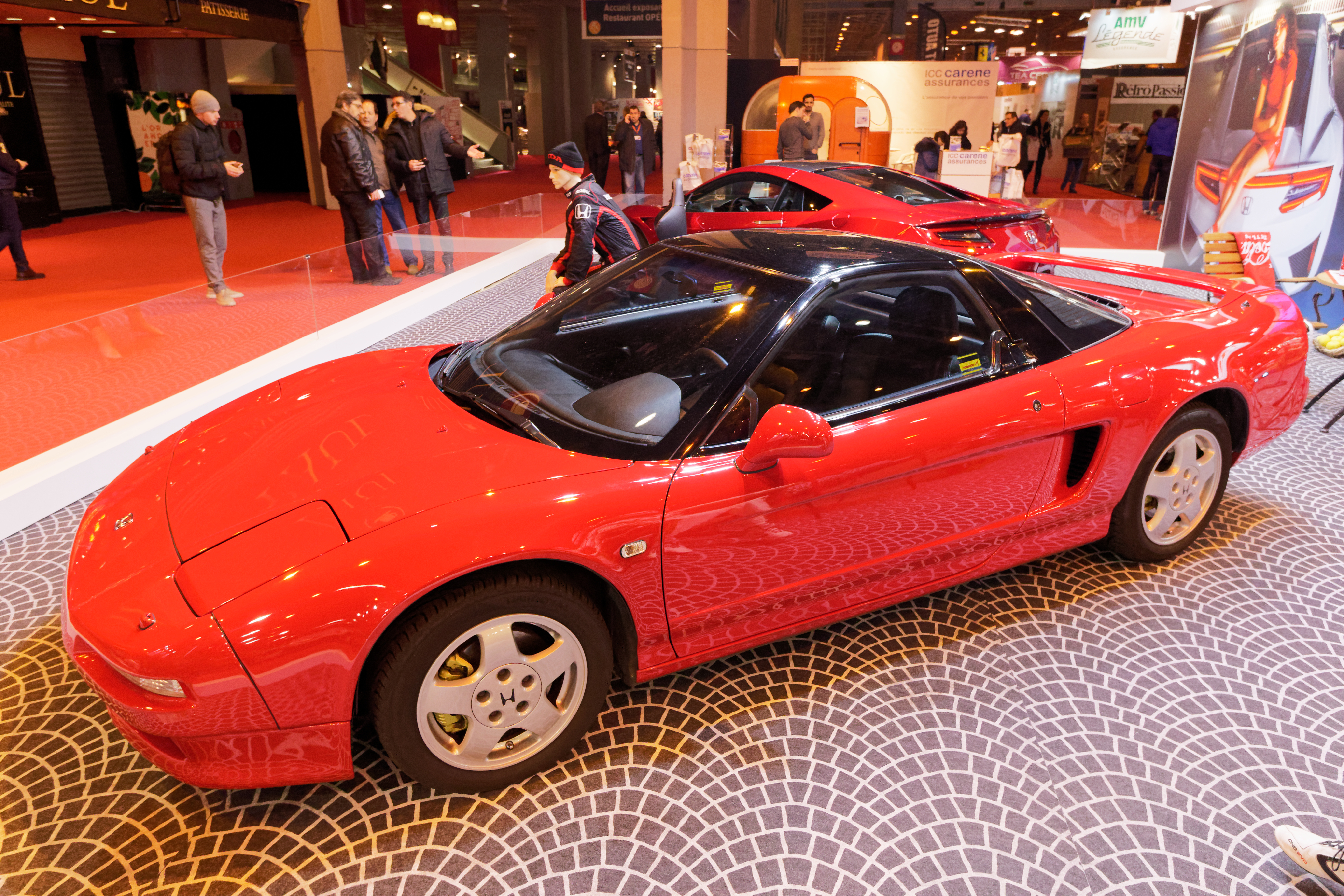
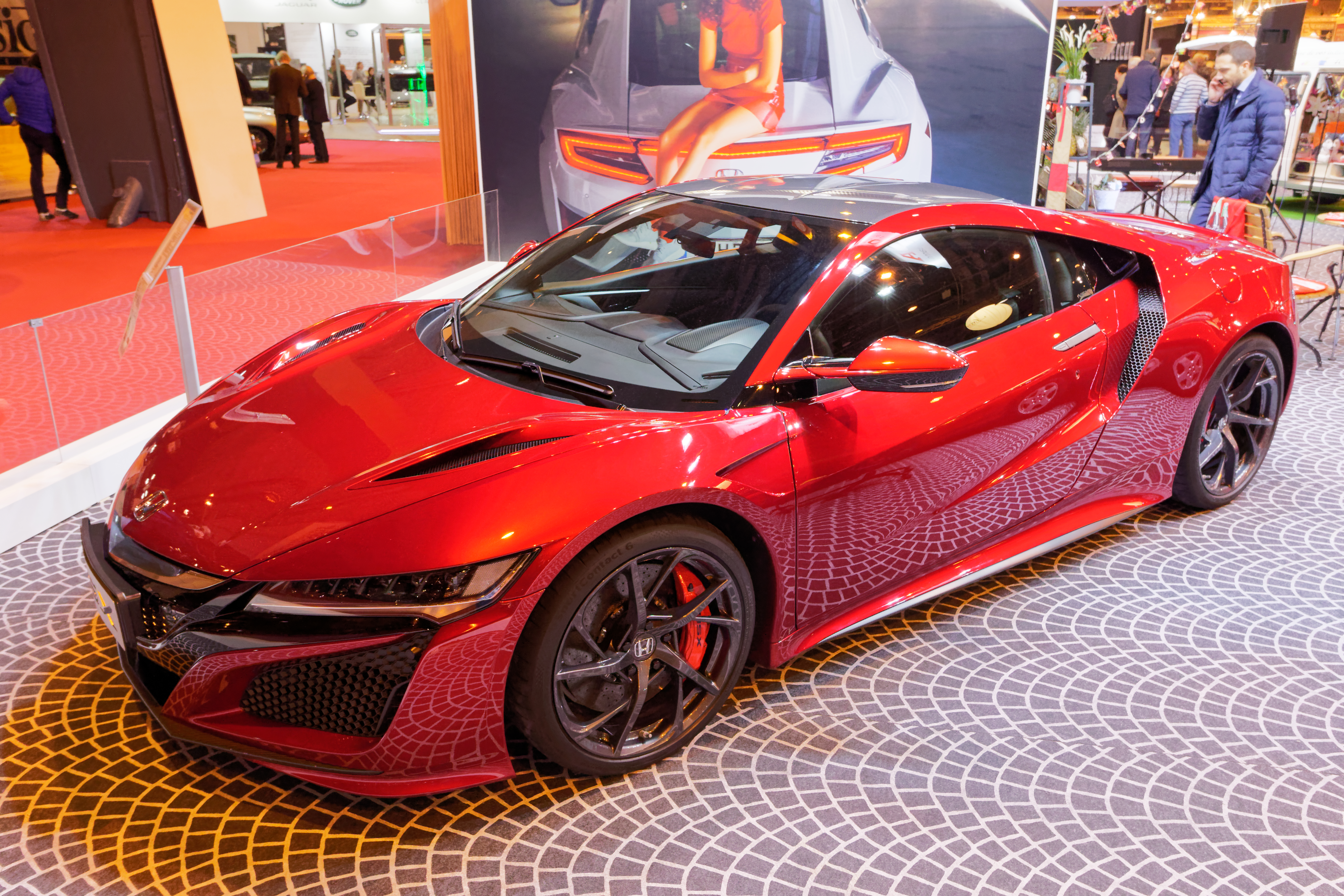

### 43eédition (2018)
Le salon se déroule du 7 au 11 février 2018 et coïncide d'une part avec le départ de François Melcion, à la tête du salon depuis 1977 (à l'exception des éditions 2009 et 2010), qui cède sa place à la fin de Rétromobile 2018 à Denis Huille, et d'autre part avec l'arrivée de la neige sur la région parisienne occasionnant 739 km de bouchons cumulés autour de la capitale qui a eu une forte incidence sur l'accès au salon et donc sur la fréquentation qui a chuté de 11 % par rapport à l'édition 2017.
Le thème cette année-là est « L'anneau de vitesse du circuit de Montlhéry », et à cette occasion, Les Grandes Heures Automobiles présentent une exposition d'une vingtaine d'automobiles et de motos dont notamment la barquette Voisin des records, motorisée par un huit-cylindres en ligne de 7 938 cm3 développant plus de 210 chevaux, qui a battu 17 records de vitesse en 1927 sur l'autodrome de Linas-Montlhéry, ainsi qu'une Citroën petite Rosalie (record en 1933) et une Peugeot 404 (record en 1965).

Les voitures de record
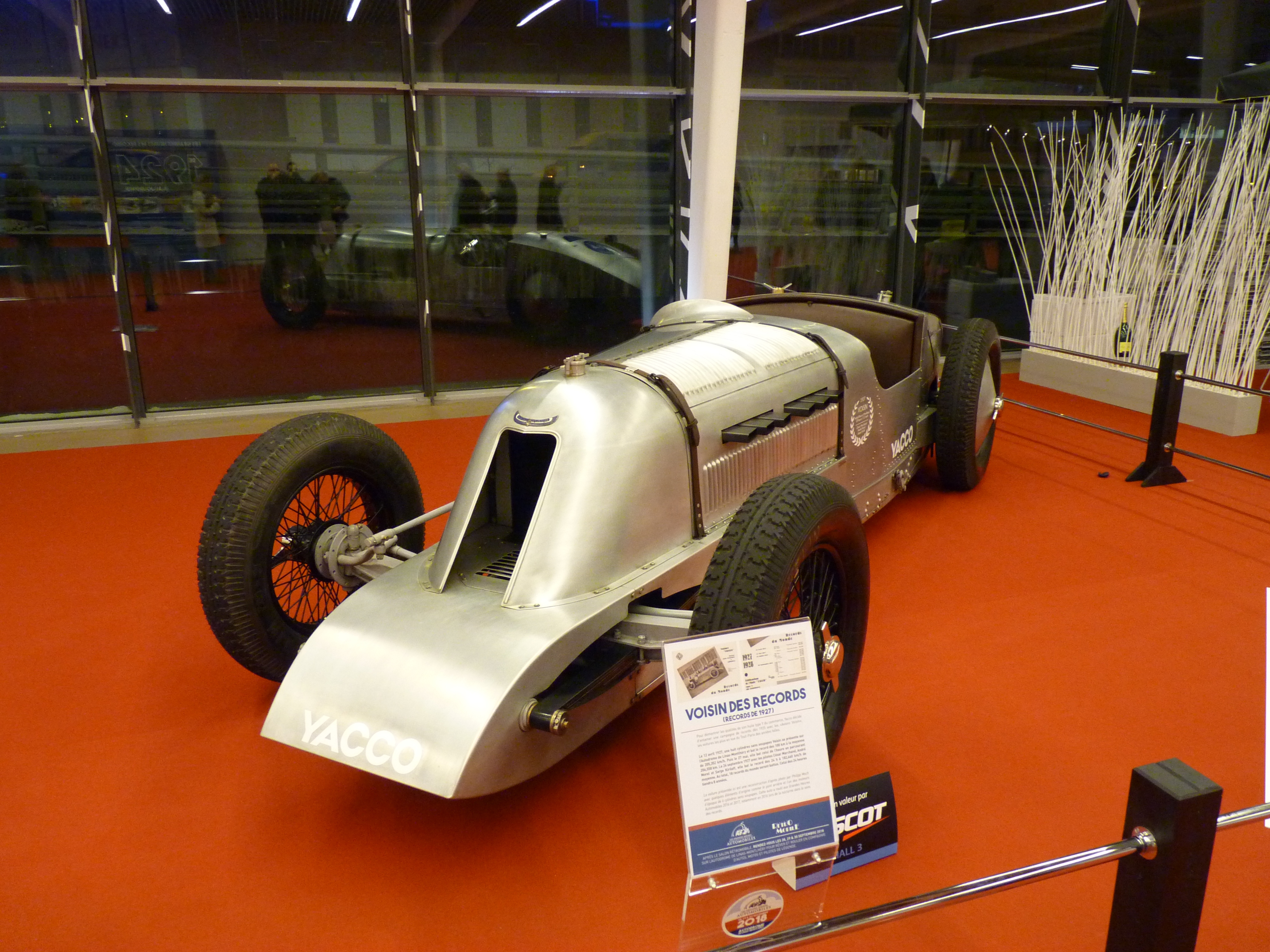
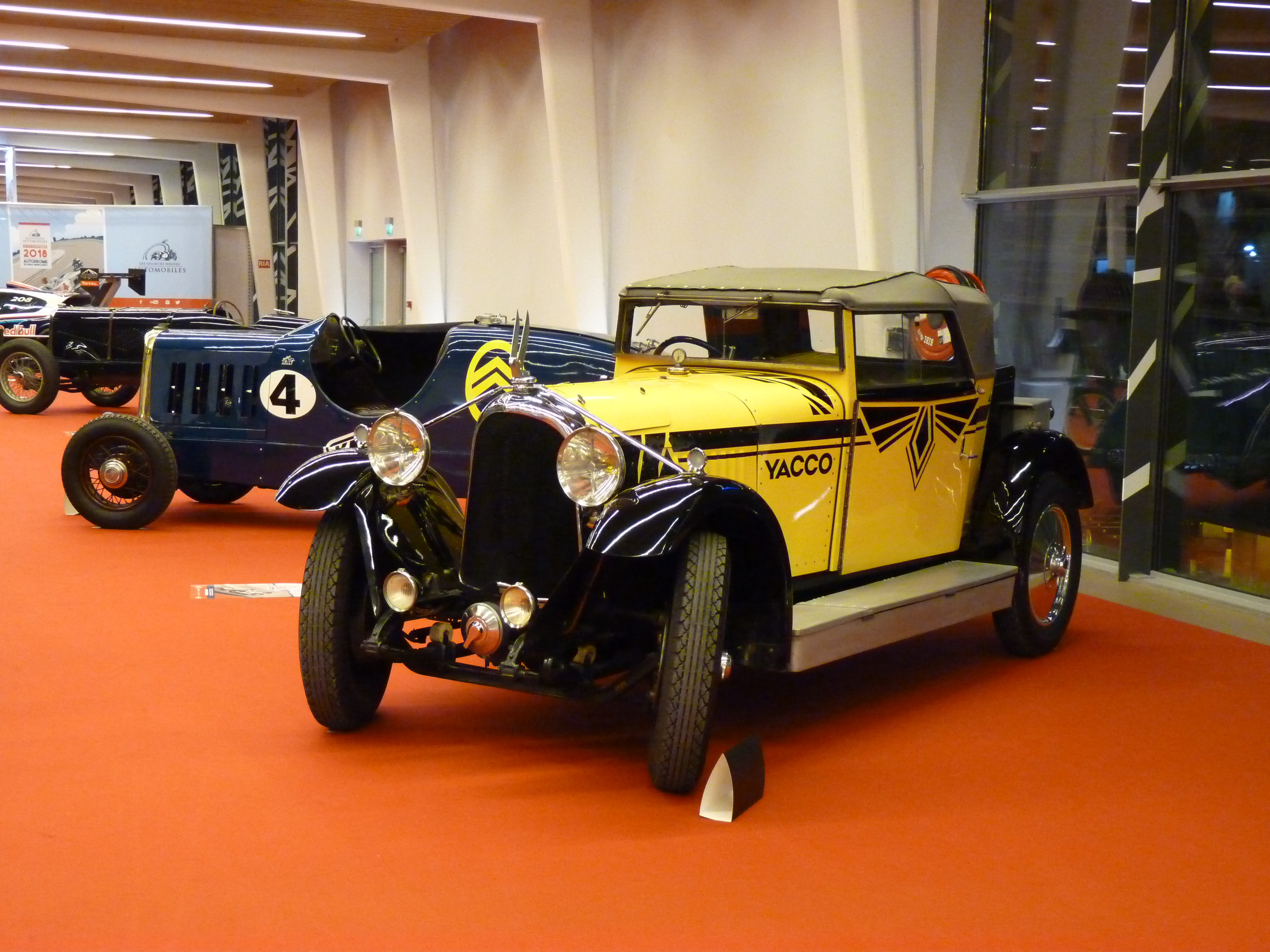
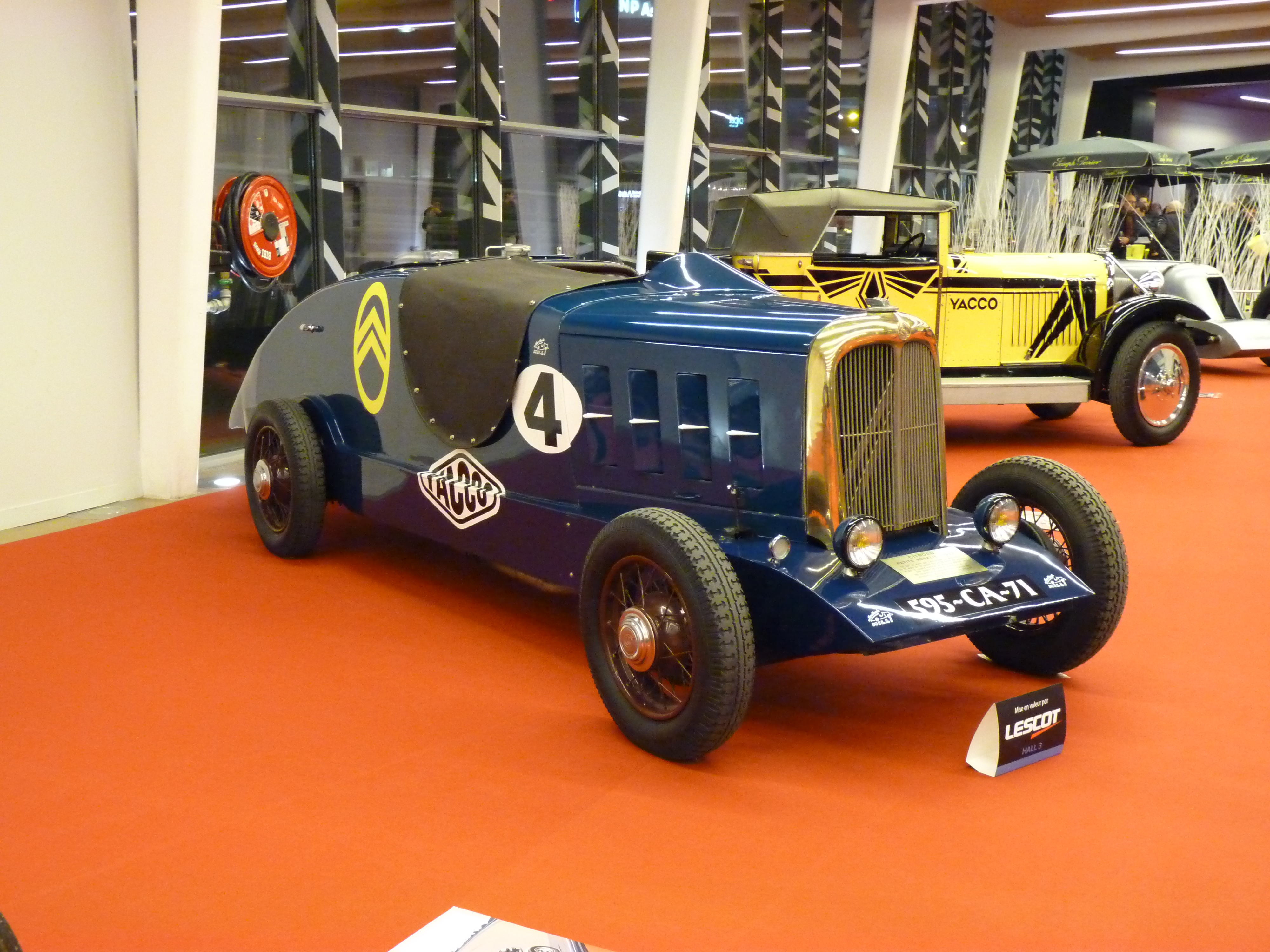

Le salon s'agrandit encore avec 69 000 m2 d'espace d'exposition pour près de 600 exposants, dont un nouvel espace destiné à la vente de voitures dont le prix est inférieur à 25 000 euros.

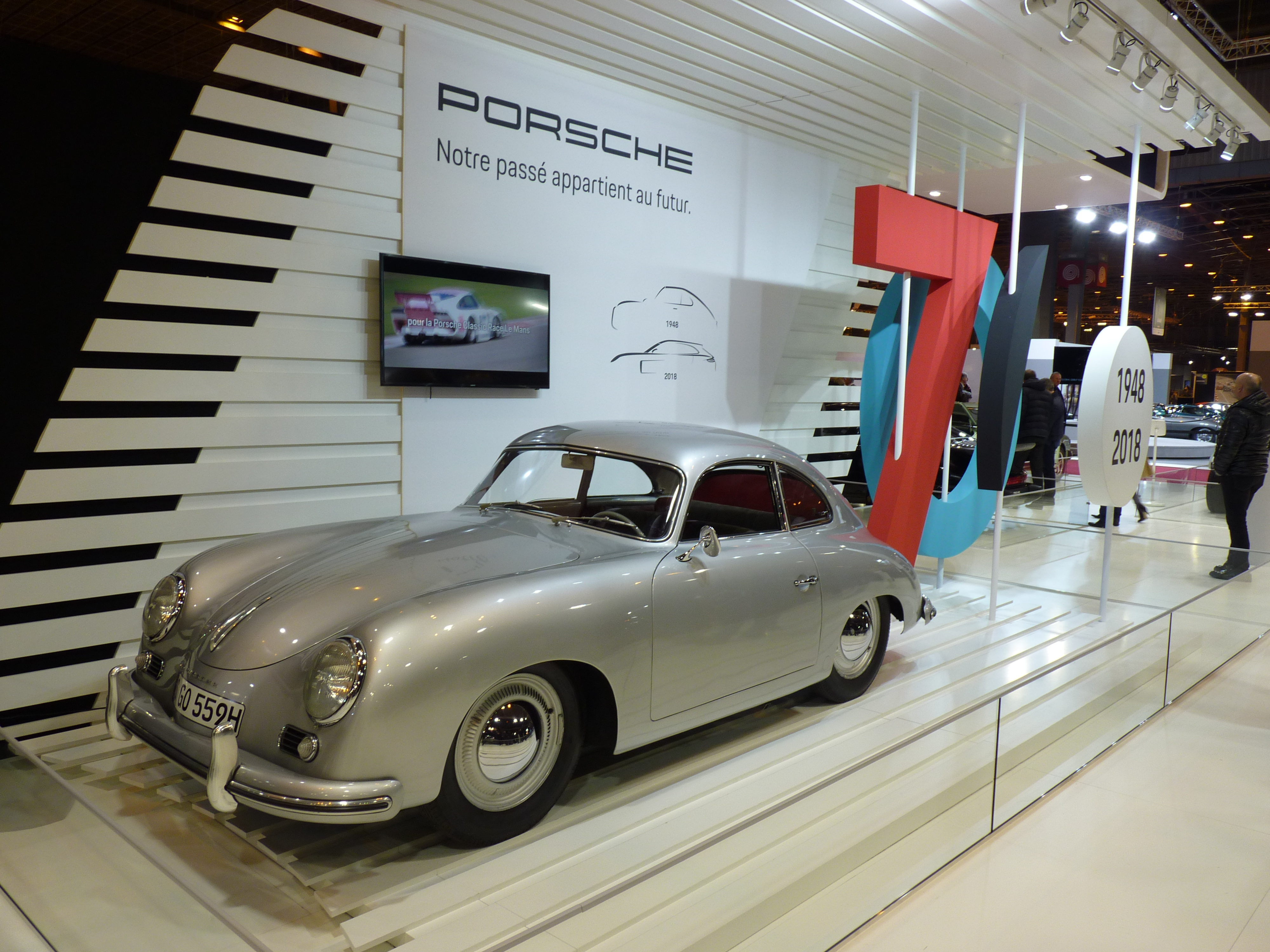
70 ans de la Porsche 356.

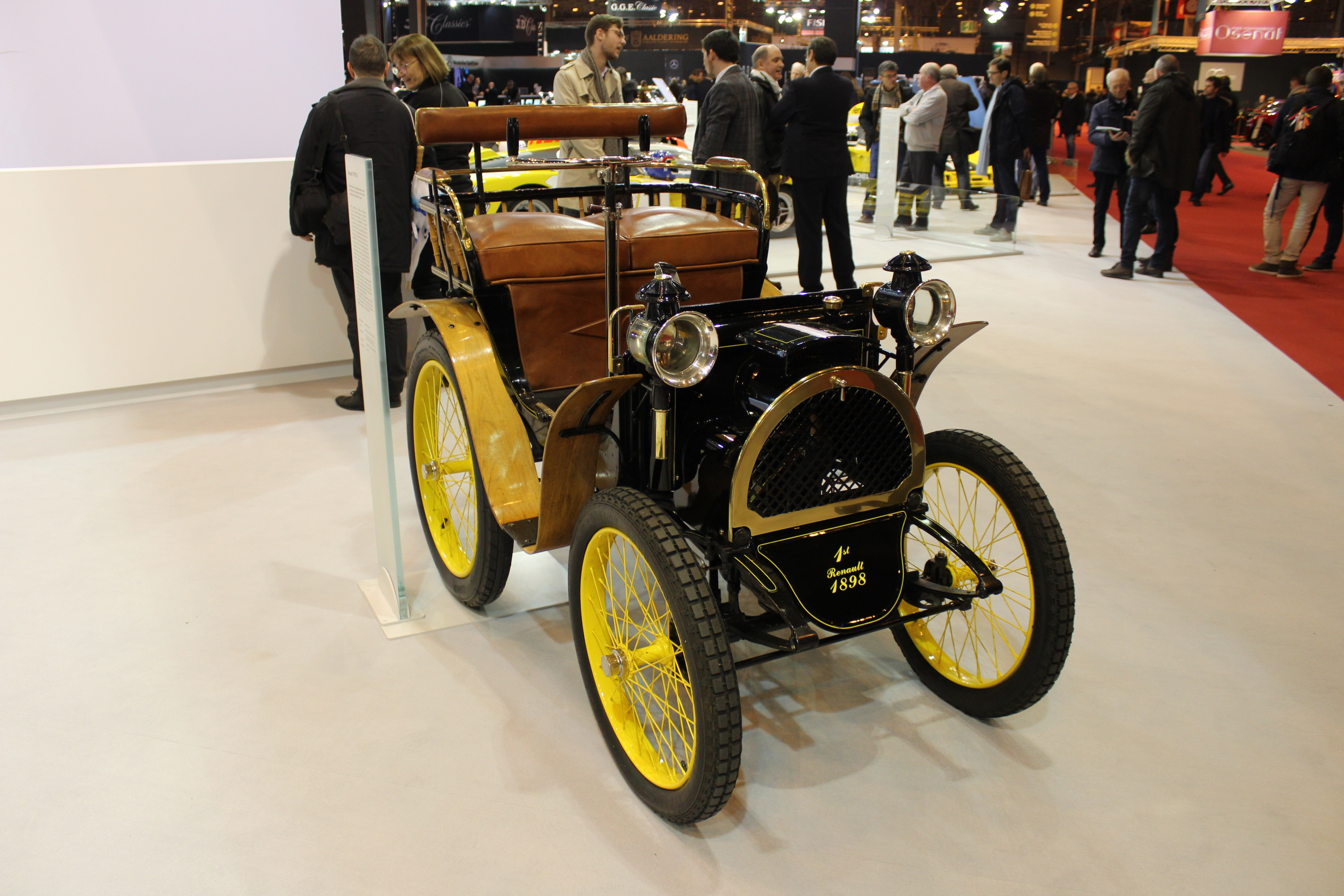
Première Renault de l'histoire : Type A 1898.

Rétromobile fête quelques anniversaires :
- les 70 ans de la marque japonaise Honda créée en 1948 avec la production de sa motocyclette Type A ;
- les 70 ans de la Porsche 356 ;
- les 70 ans de la Peugeot 203 et les 50 ans de la Peugeot 504[76] ;
- les 80 ans de la victoire du constructeur automobile français Delahaye aux 24 Heures du Mans 1938 (135 spécial avec Eugène Chaboud et Jean Trémoulet), avec deux Delahaye type 135 exposées ;
- les 110 ans de Carlo Abarth, fondateur de la marque Abarth, avec l'exposition de vingt voitures issues d'une collection privée (collection de Engelbert Möll) ;
- les 120 ans de la marque Renault, avec la participation du « Musée national de la Voiture et du Tourisme » de Compiègne qui expose la première Renault, la voiturette Type A[77] ainsi que les Type B et Type D[78], et le « Musée des Blindés » présente des chars Renault (FT, B1 bis, R35, AMR 33), avec pour thème « Renault sous les drapeaux »[79], dont certains en mouvement à l'extérieur du salon, et le tout accompagné d'une vingtaine de modèles mythiques de l'histoire du constructeur au losange dont une R8 Gordini (1964), une Juvaquatre (1937) ou une plus récente Twingo de 1992.

Musée national de la Voiture et du Tourisme de Compiègne
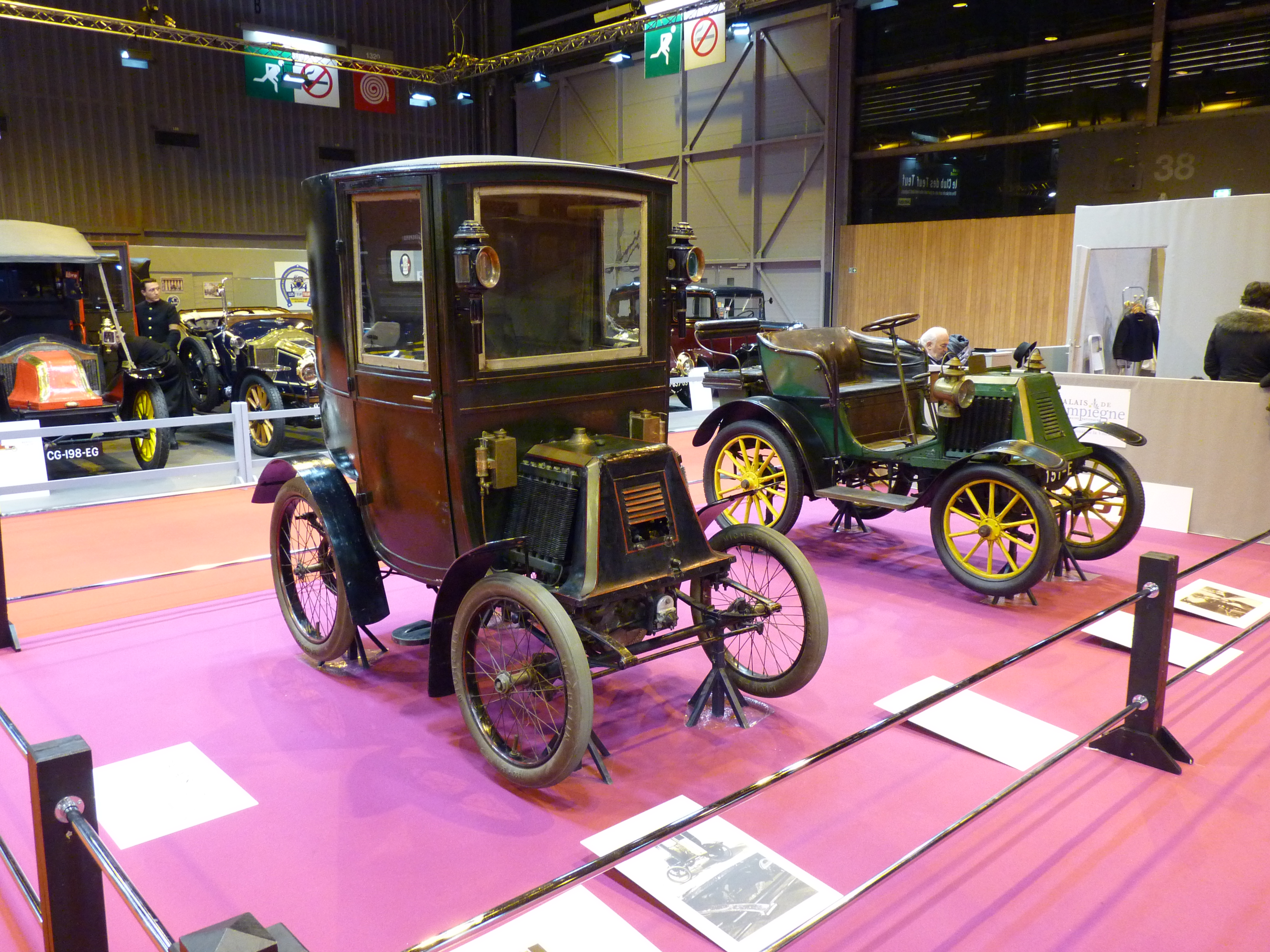
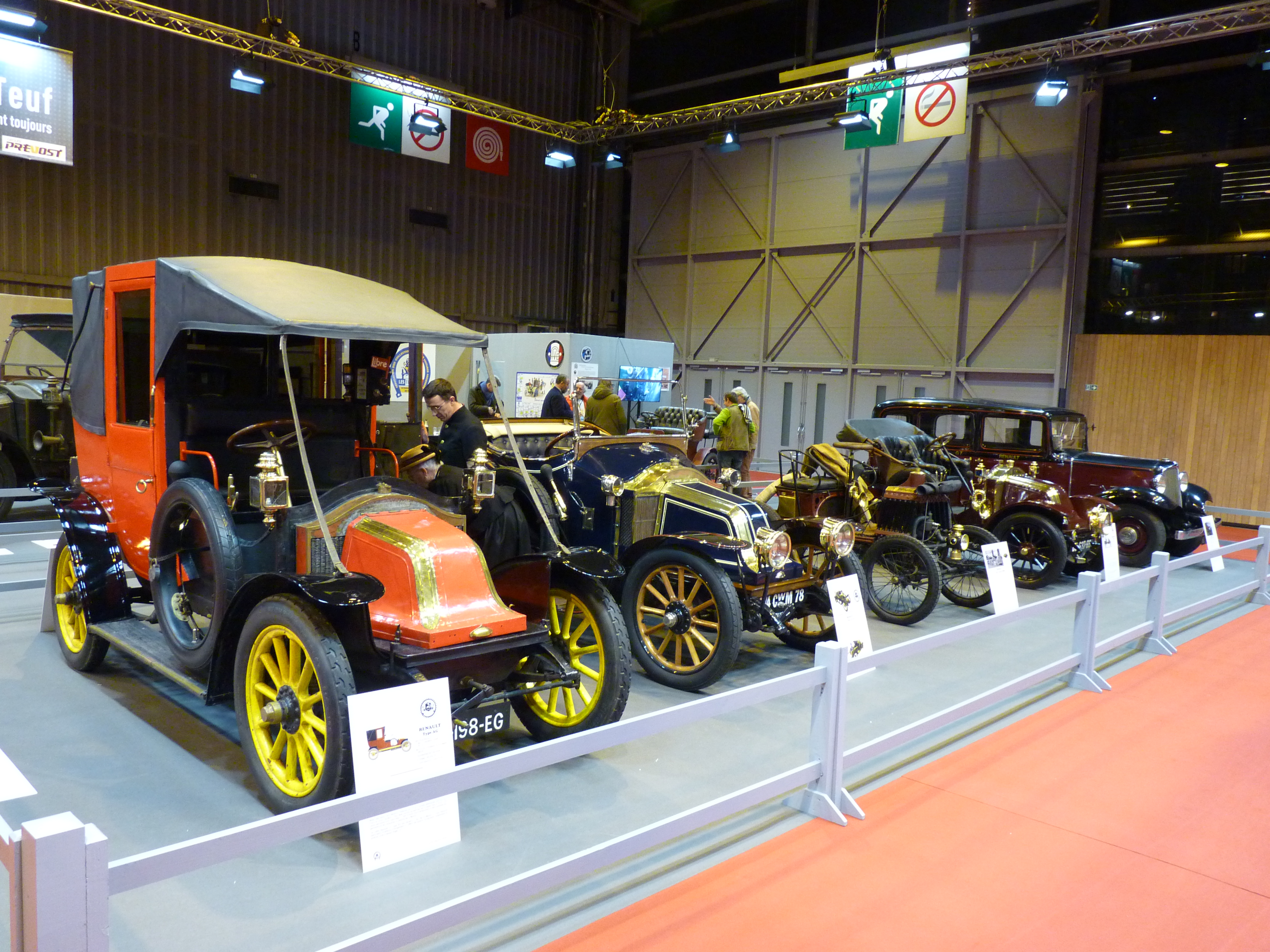
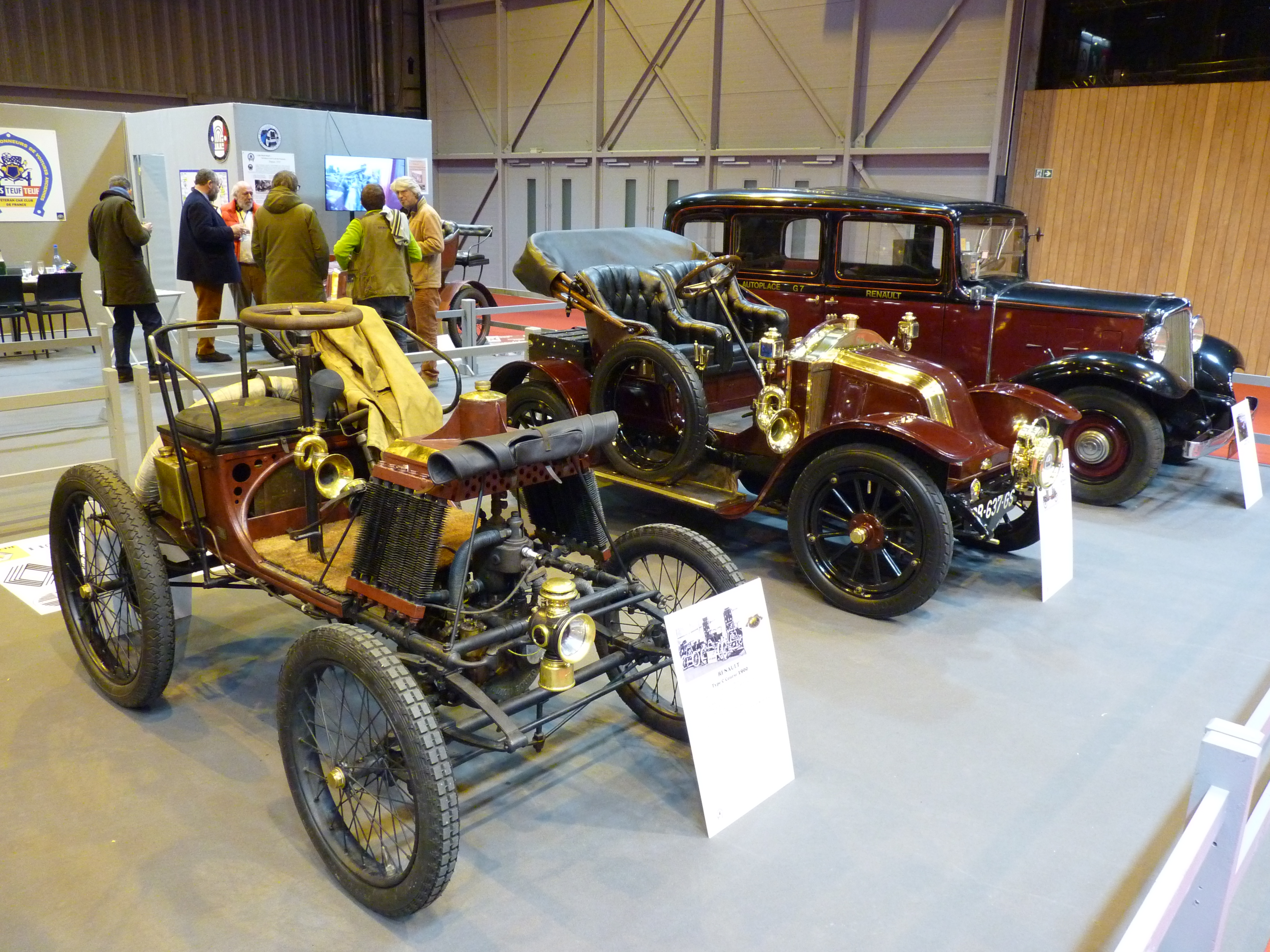

Musée des Blindés
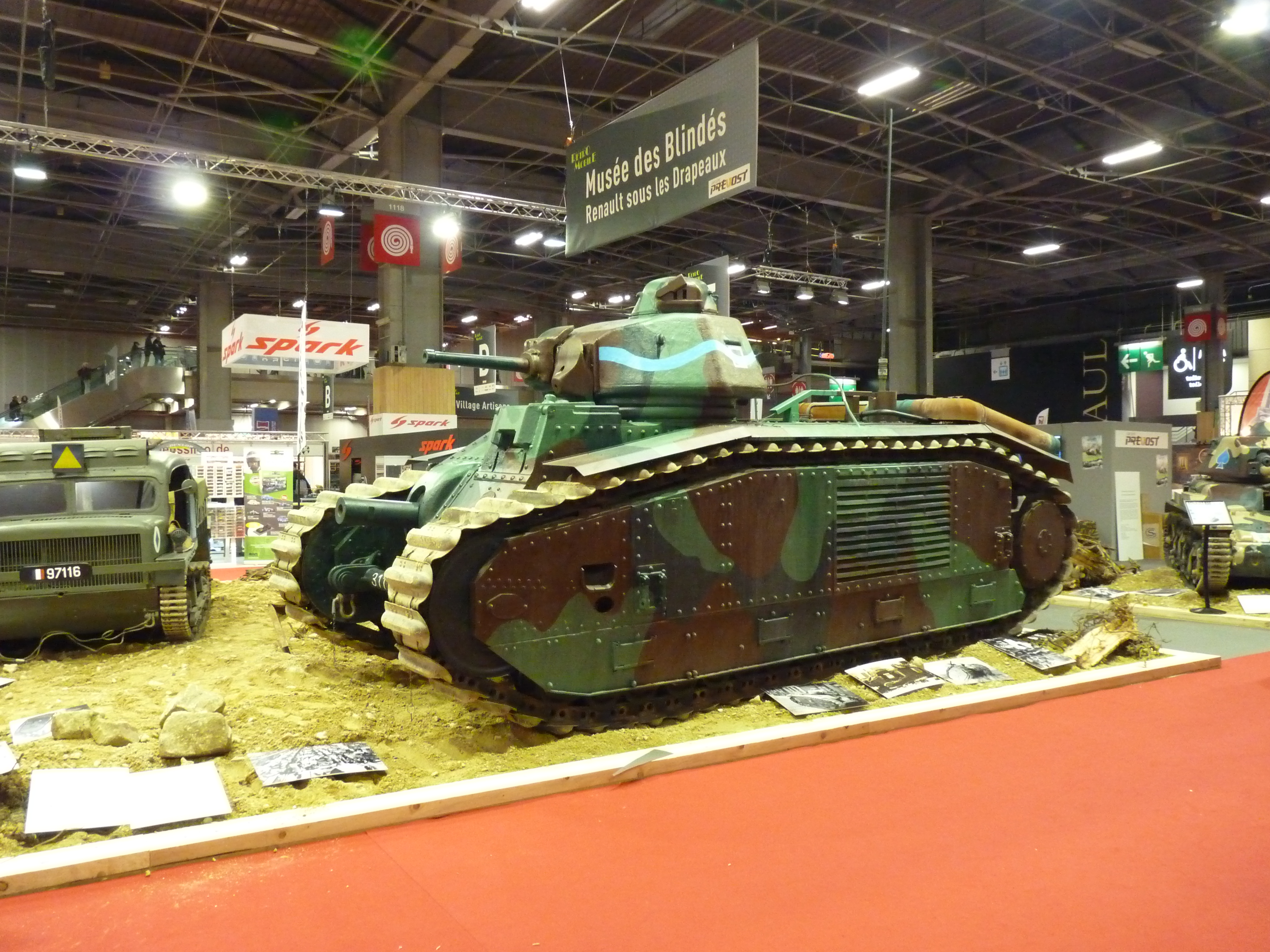
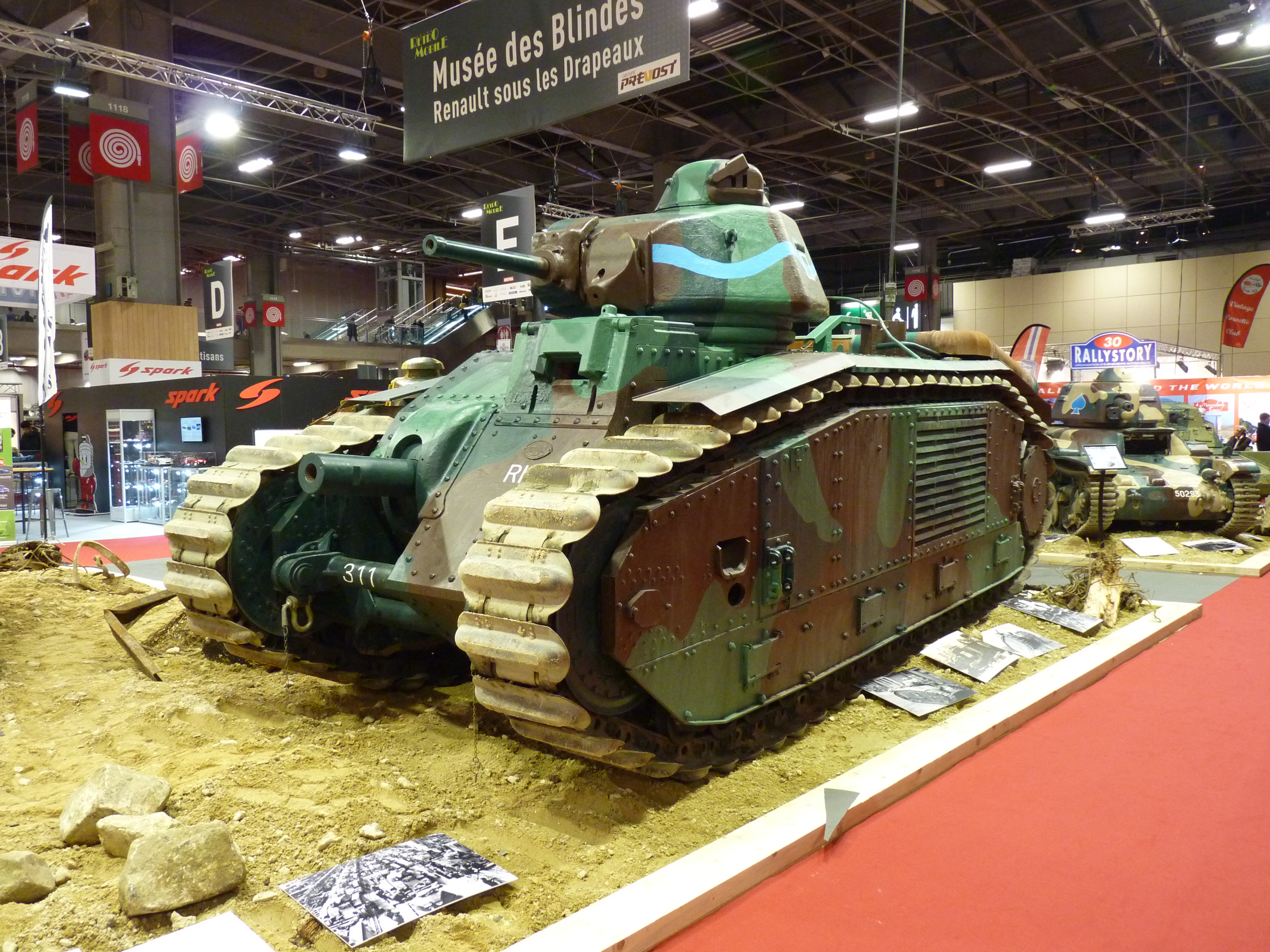
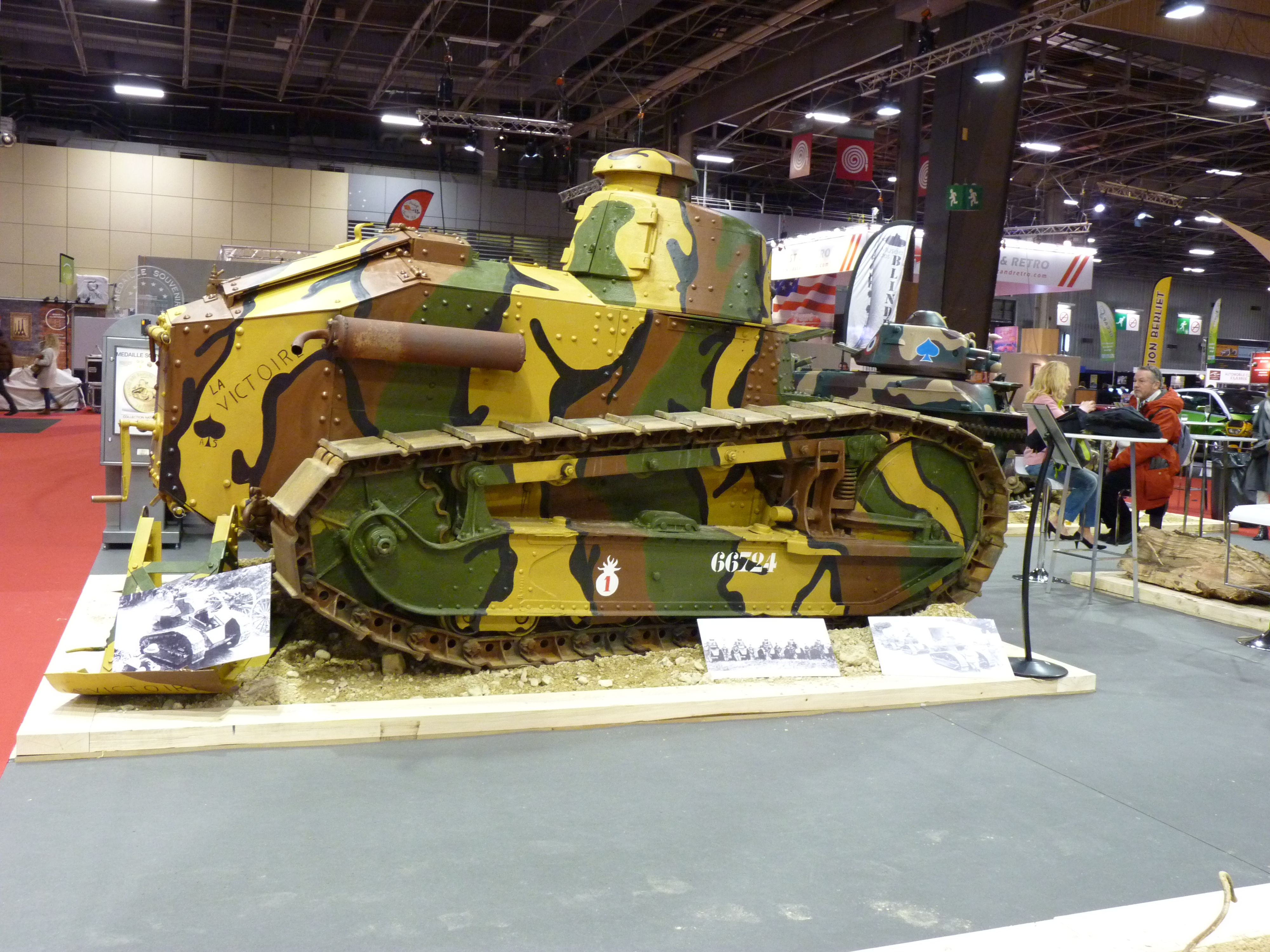
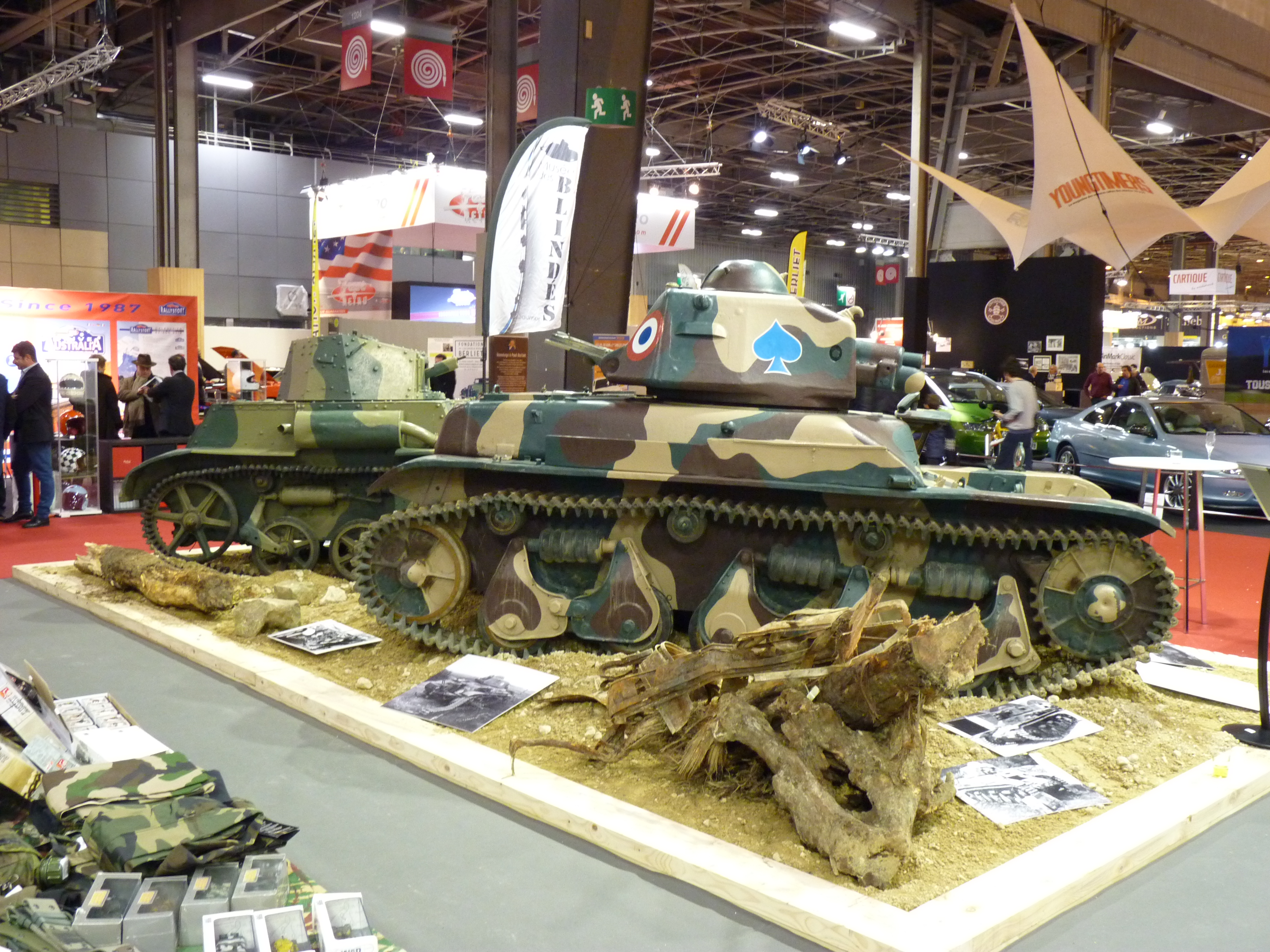

Renault Classic
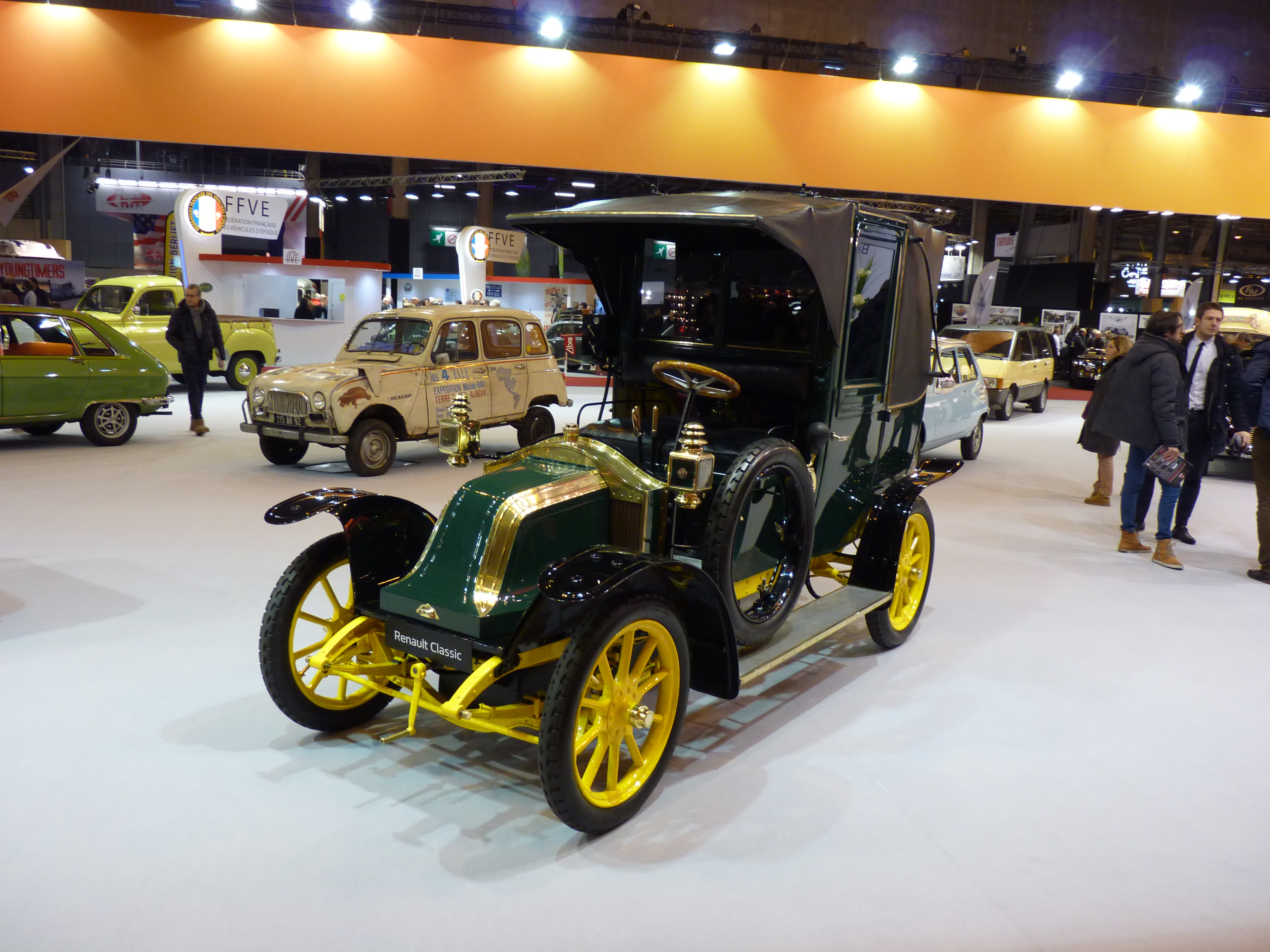
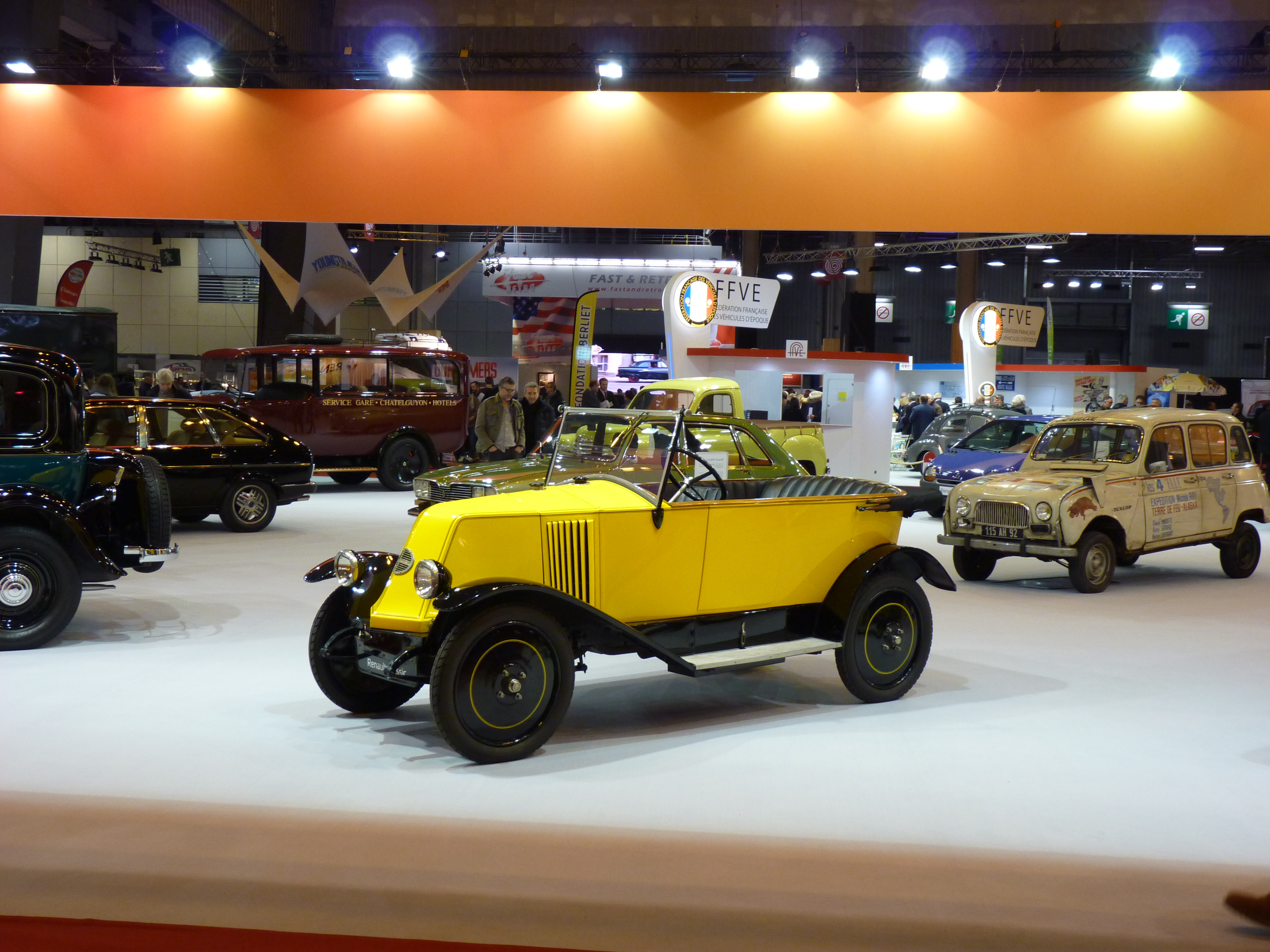
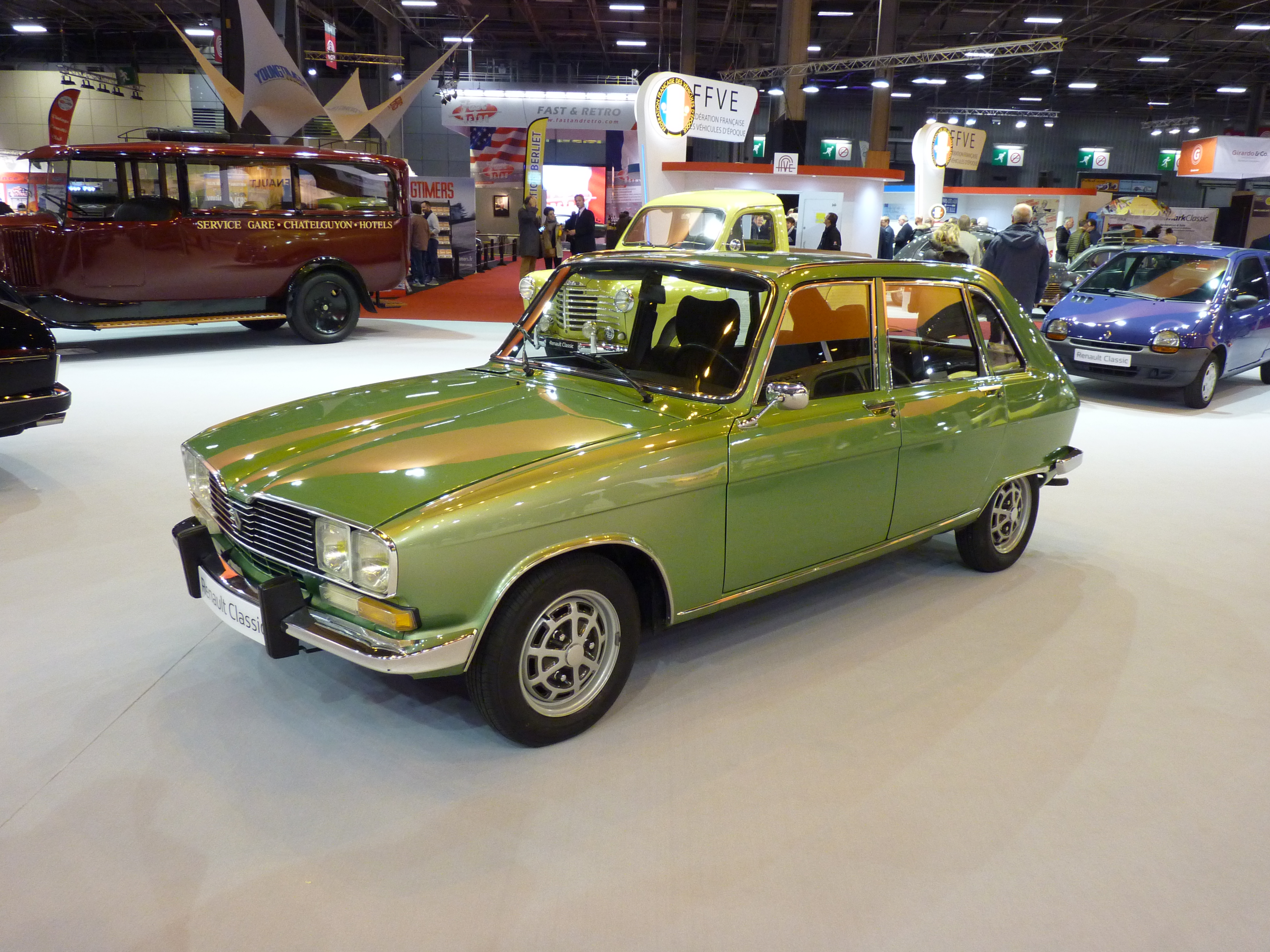
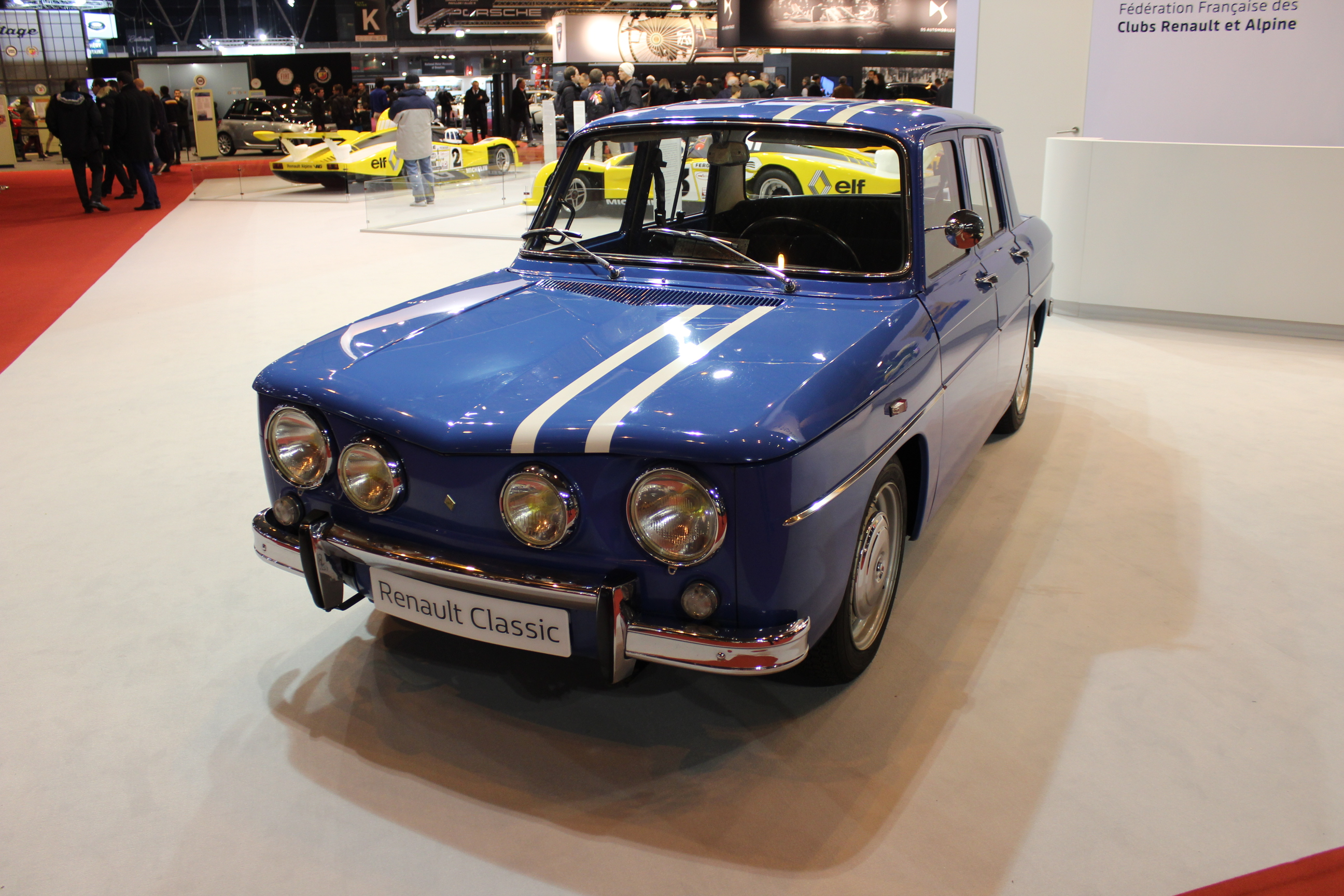
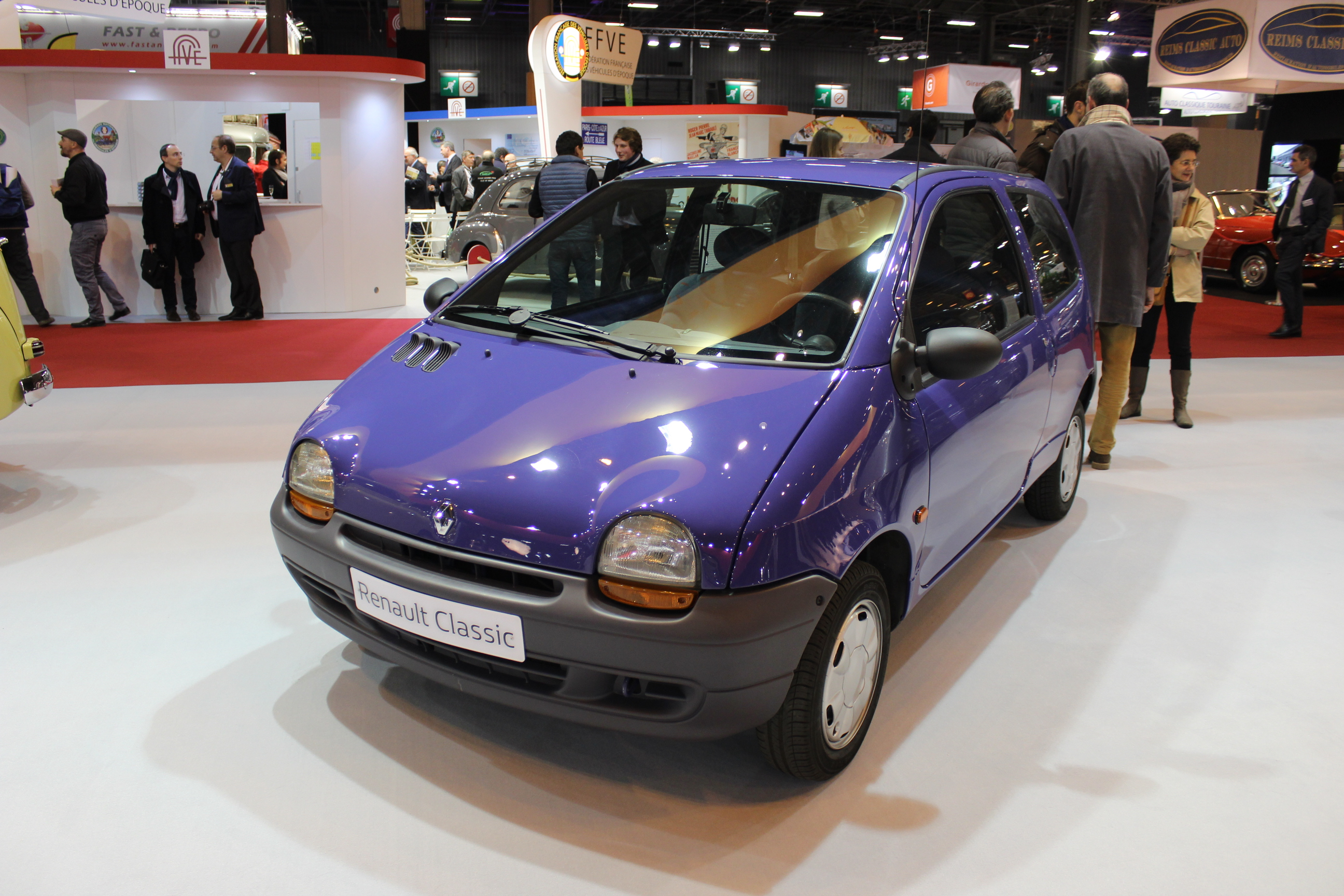

La maison de vente Artcurial devait proposer à la vente, parmi 200 véhicules venant de grandes collections privées, une Ferrari 275P (châssis no 0816), qui est la dernière Ferrari d'usine de l'histoire à avoir remporté les 24 Heures du Mans en 1964, provenant de la collection de l'industriel Pierre Bardinon, président de la Maison Chapal jusqu'en 1982, et l'un des plus grands collectionneurs de Ferrari au monde. Mais au dernier moment celle-ci a dû être retirée à la suite d'un différend sur une succession. Tandis que la maison de ventes aux enchères Osenat expose une Ferrari 512 TR ayant appartenu à Johnny Hallyday, décédé deux mois plus tôt, qu'il avait revendue en 1997.

### 44eédition (2019)

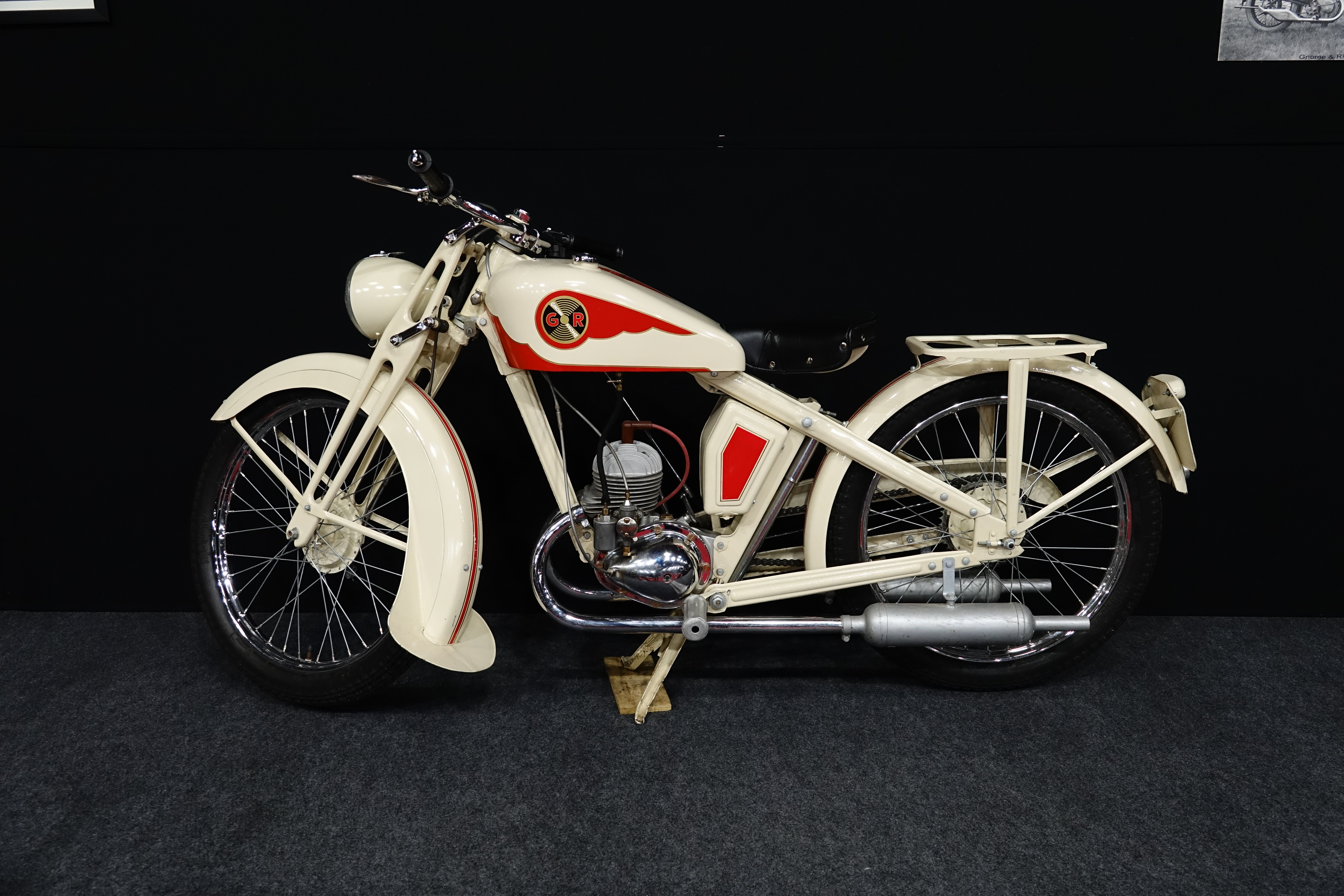
100 ans des motocyclettes Gnome et Rhône.

L'édition 2019 du salon Rétromobile se déroule du mercredi 6 au dimanche 10 février 2019. Ce salon Rétromobile 2019 est le premier pour Jean-Sébastien Guichaoua comme directeur de la manifestation parisienne, en remplacement de François Melcion, après 43 années aux commandes.
Cette année le salon fête les 60 ans de la Mini et deux « centenaire » français, celui des motocyclettes Gnome et Rhône et celui du constructeur automobile français Citroën. Celui-ci expose trente modèles sur son stand intitulé « Origins Since 1919 », comprenant dix modèles historiques , dix concept-cars et dix véhicules de compétition ornés des chevrons Citroën.

Les 100 ans de Citroën « Origins Since 1919 »
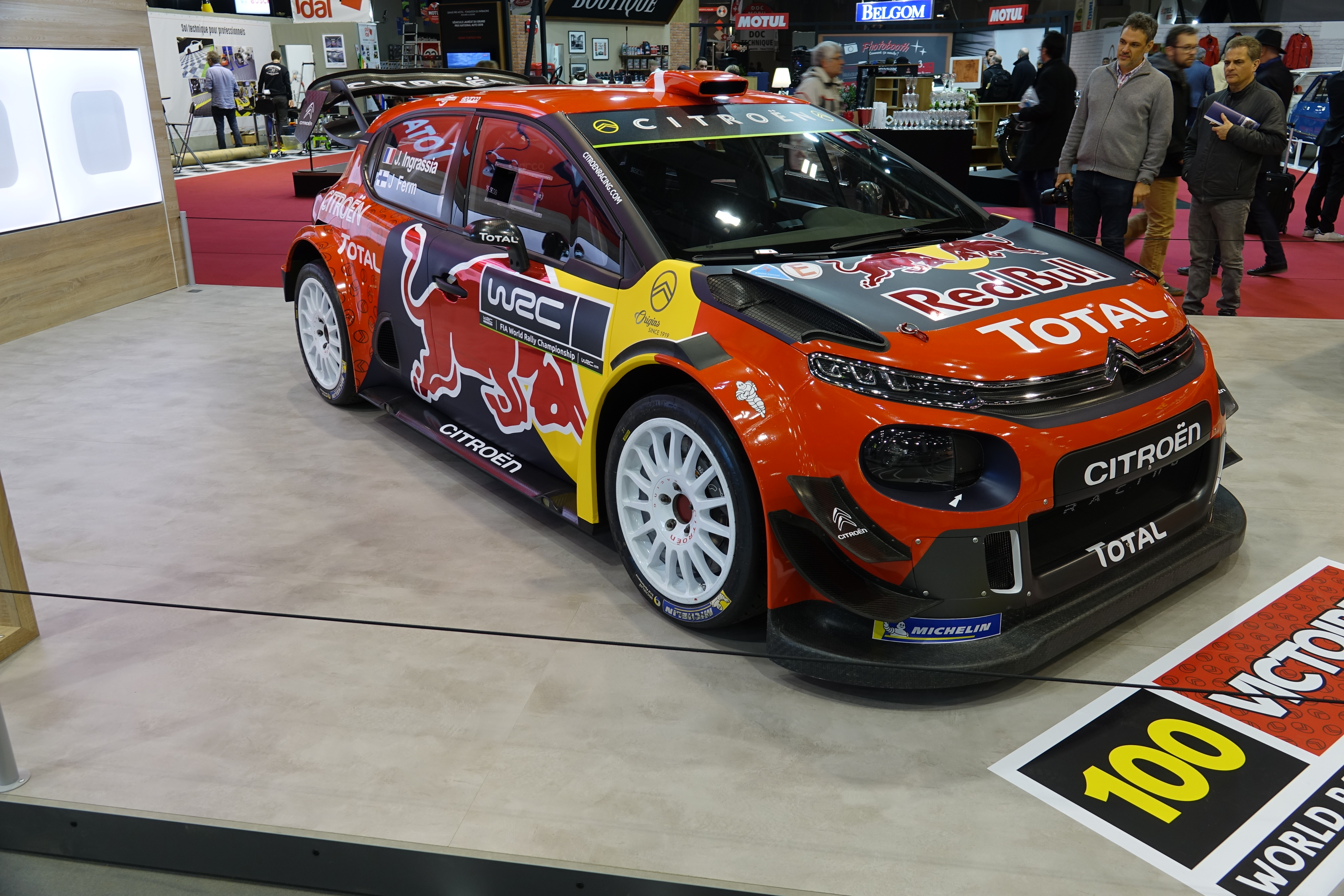
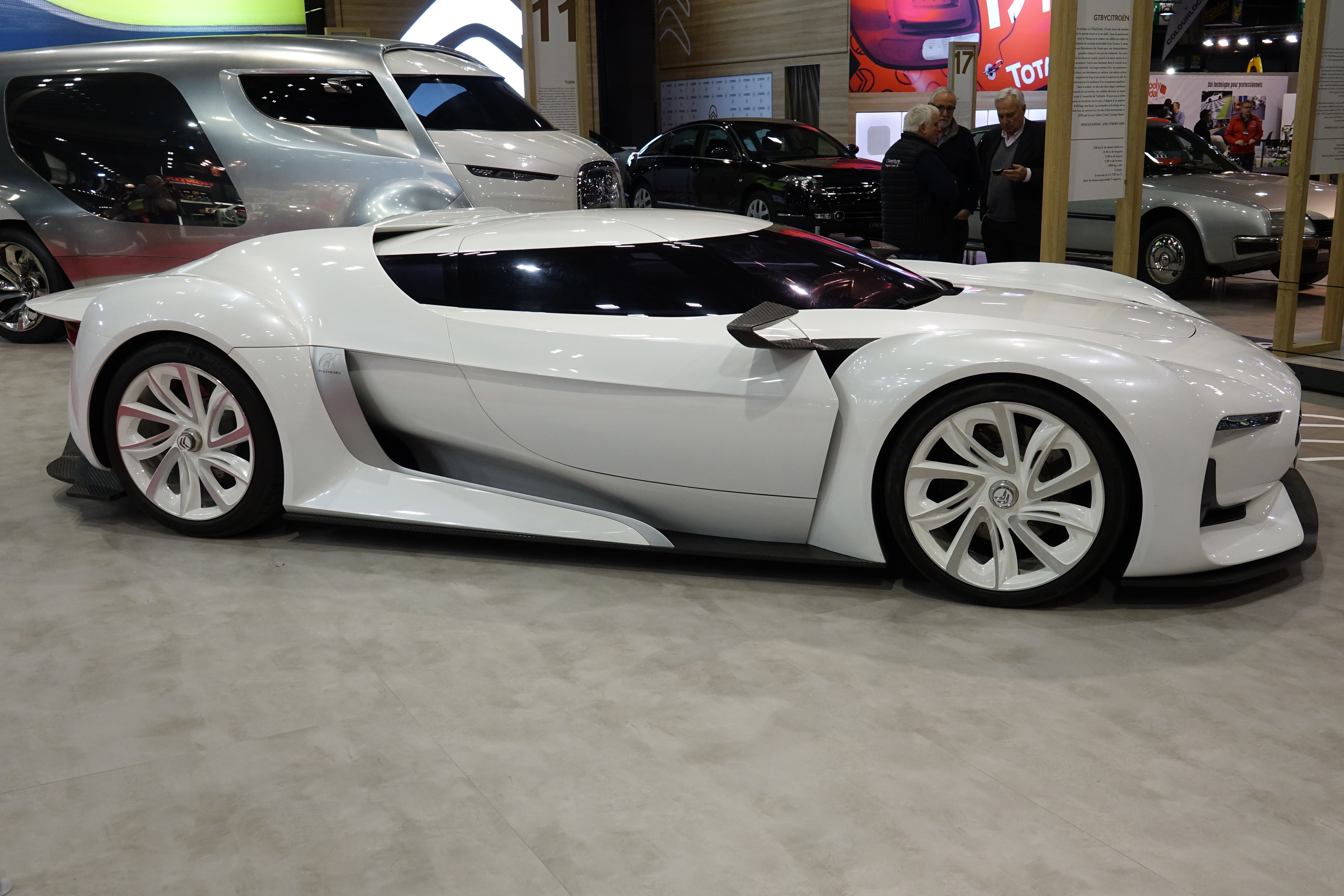
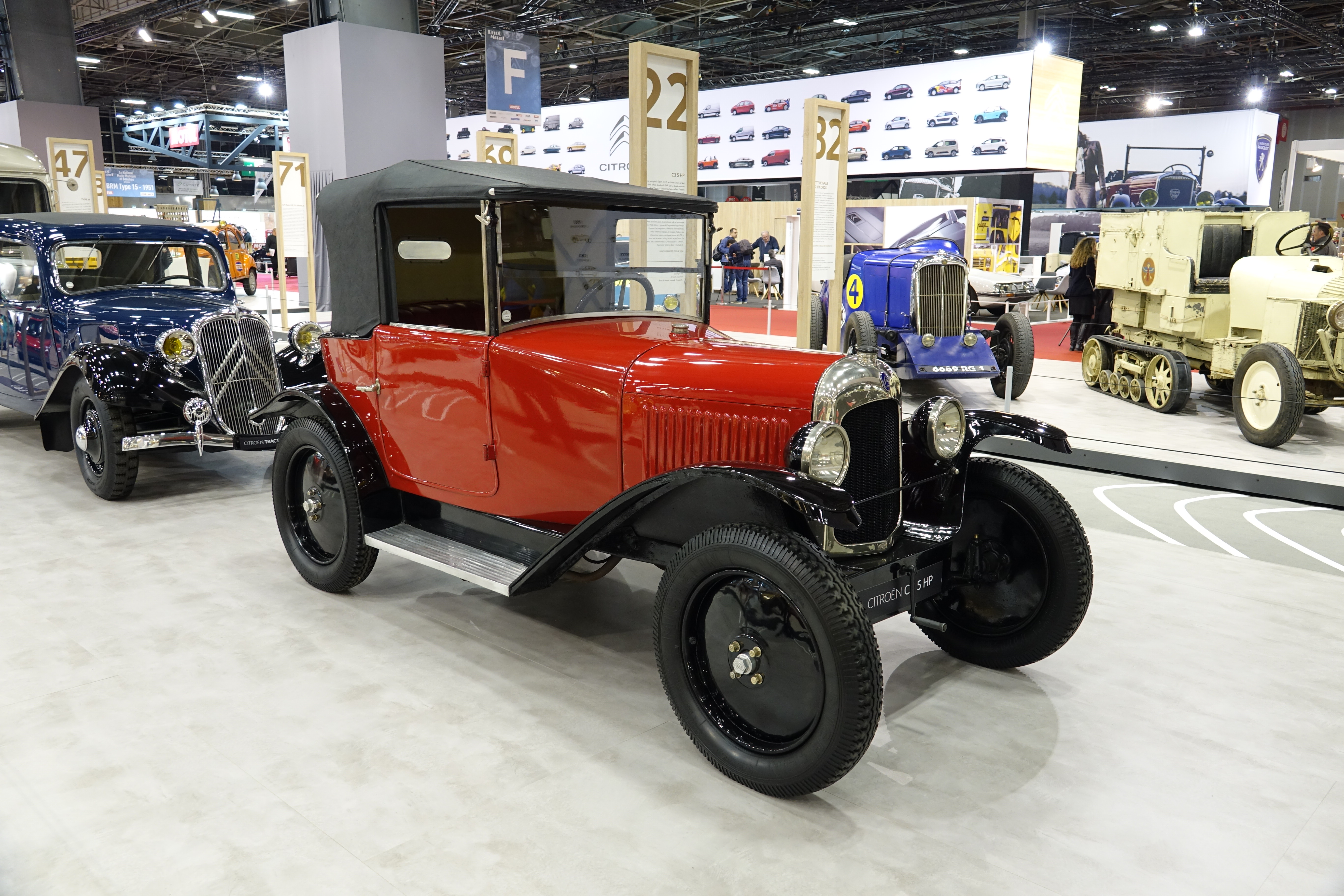
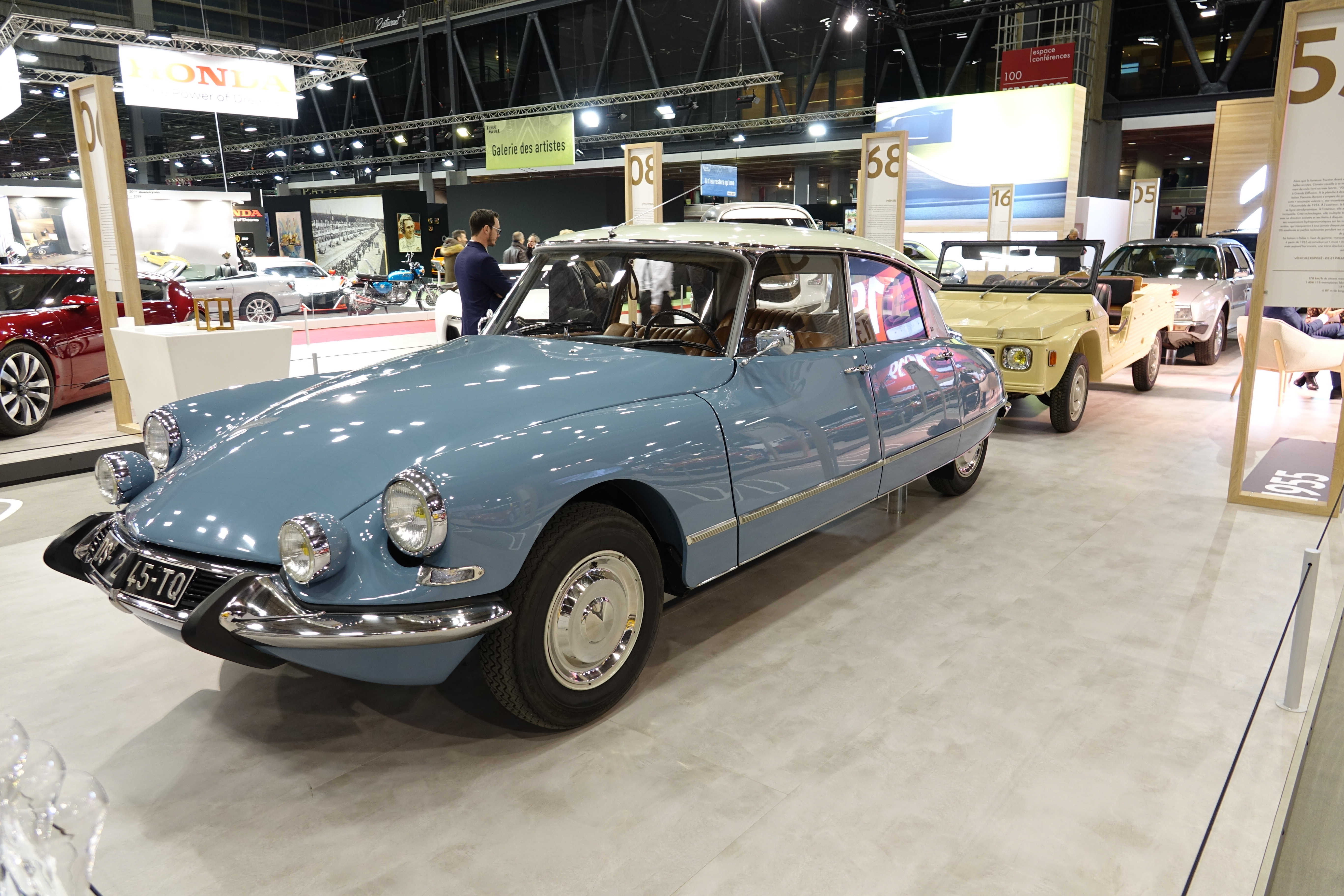
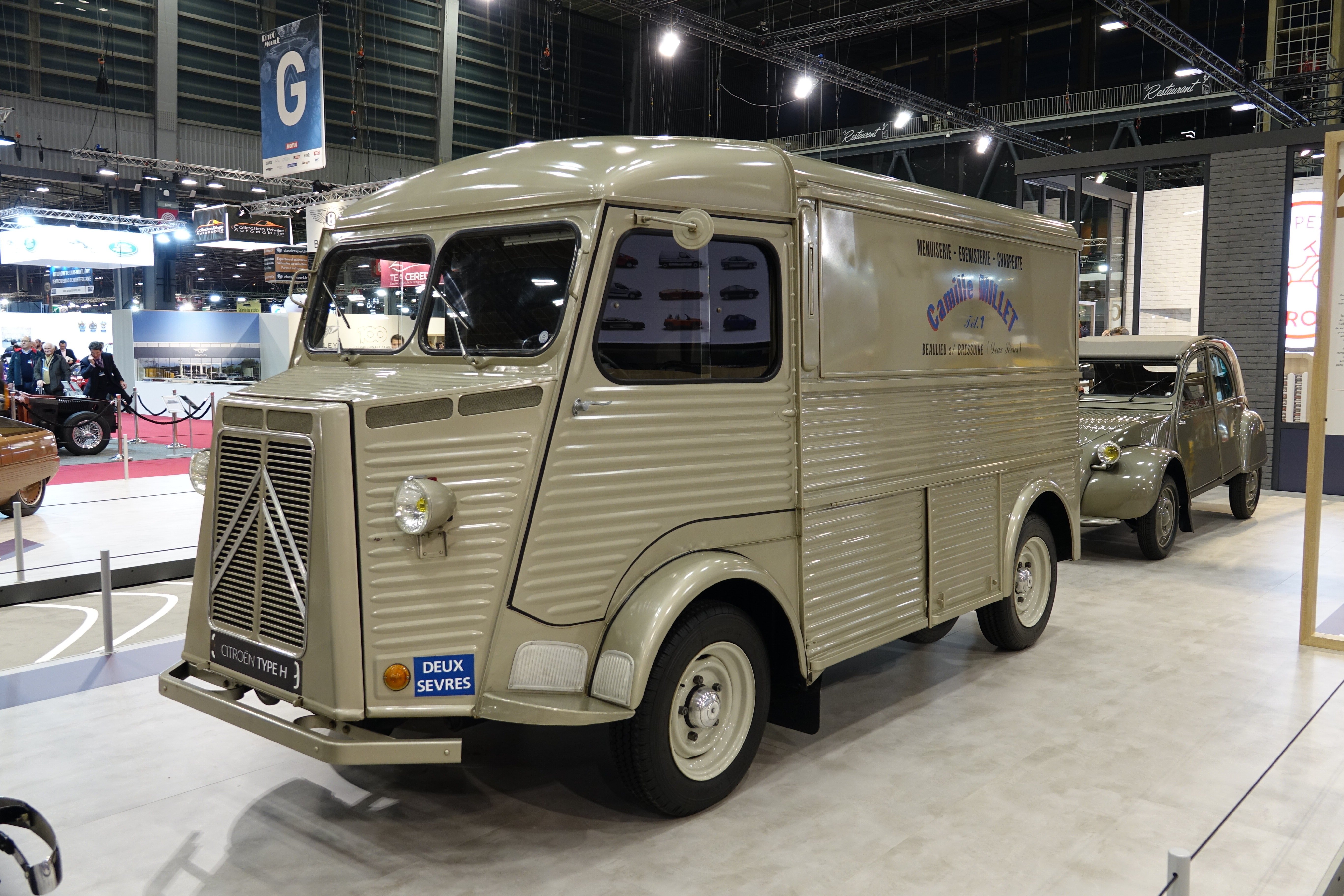

Exposition de 14 exemplaires sur les 18 modèles encore existants du constructeur automobile Bédélia, fondé en 1910.

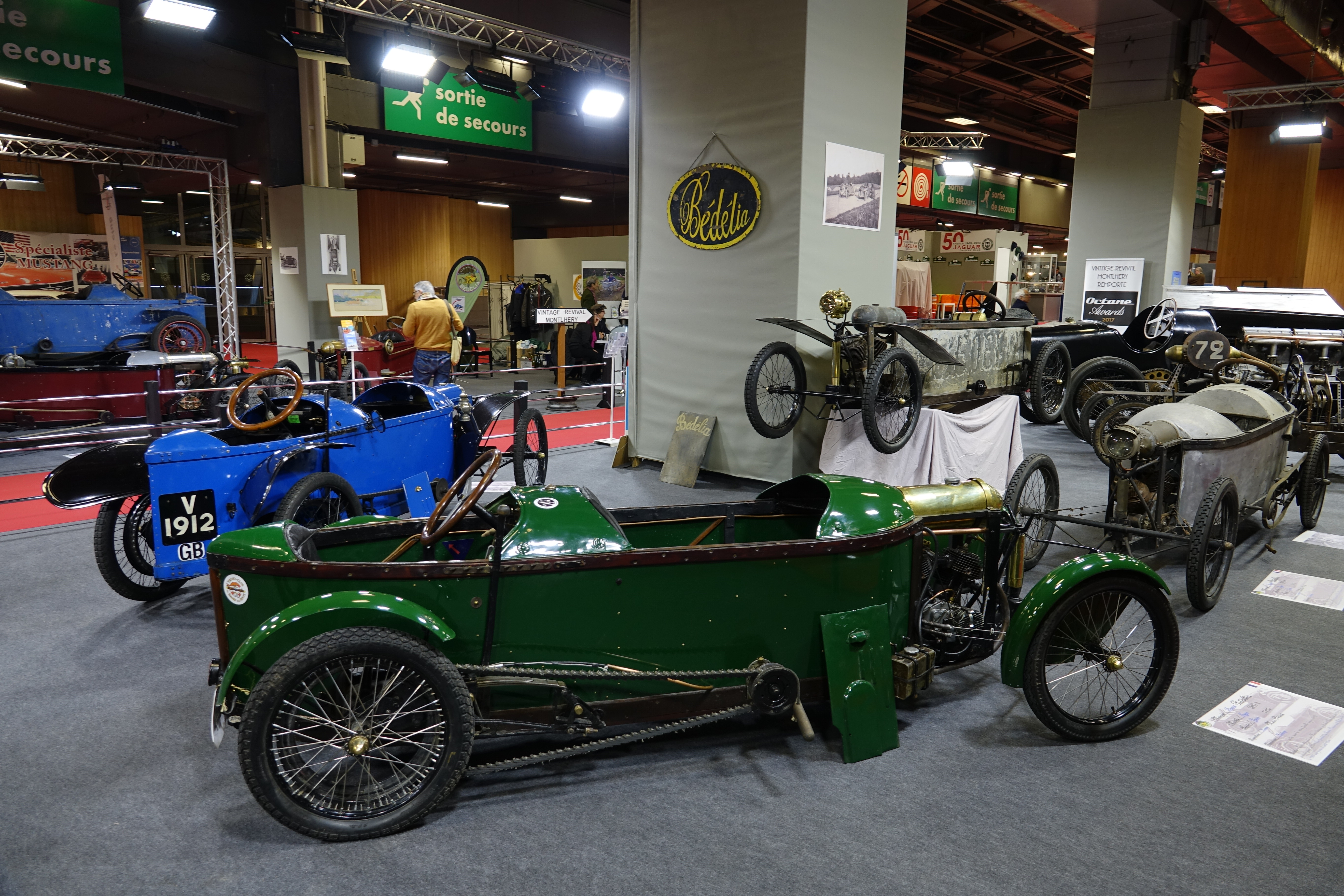
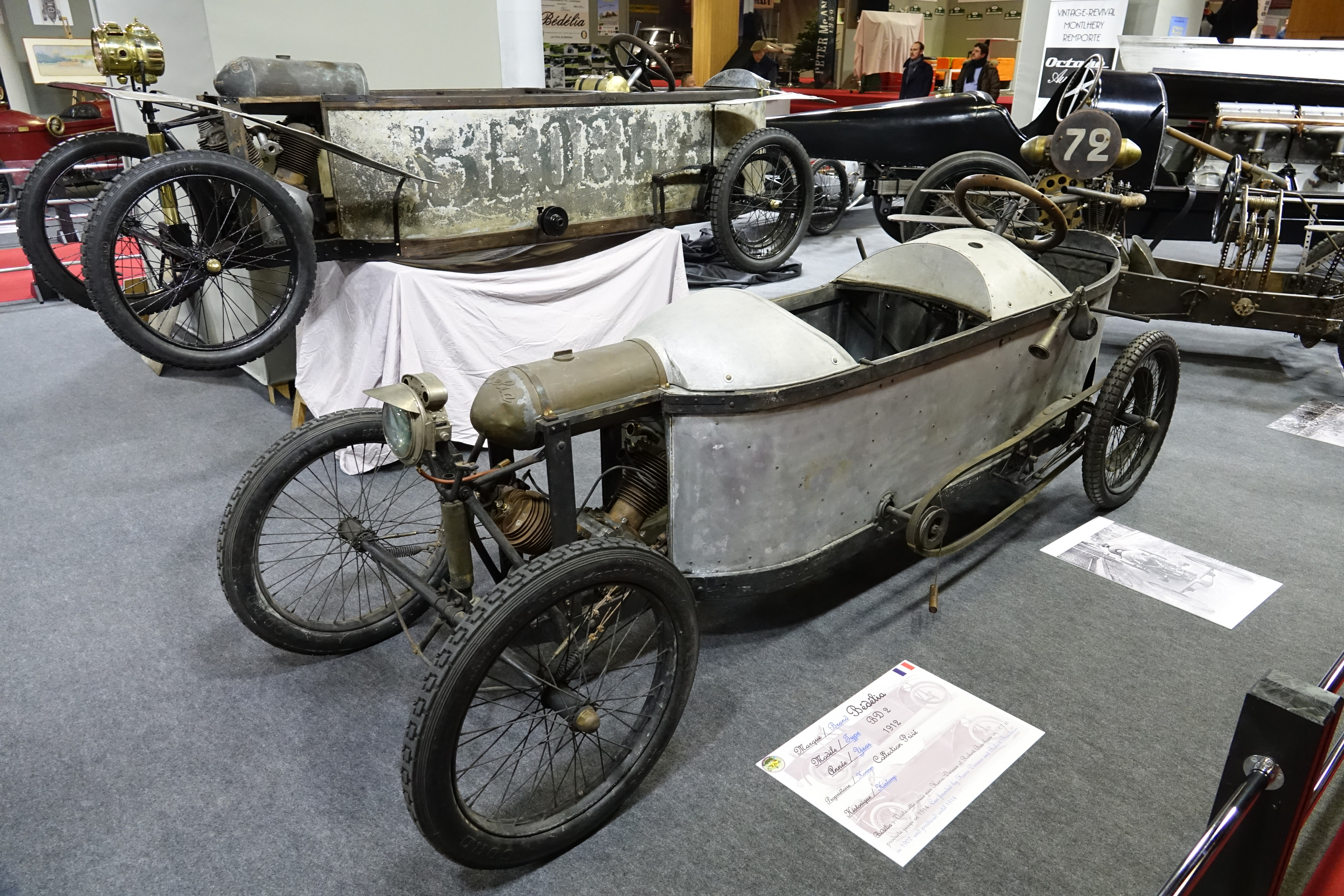
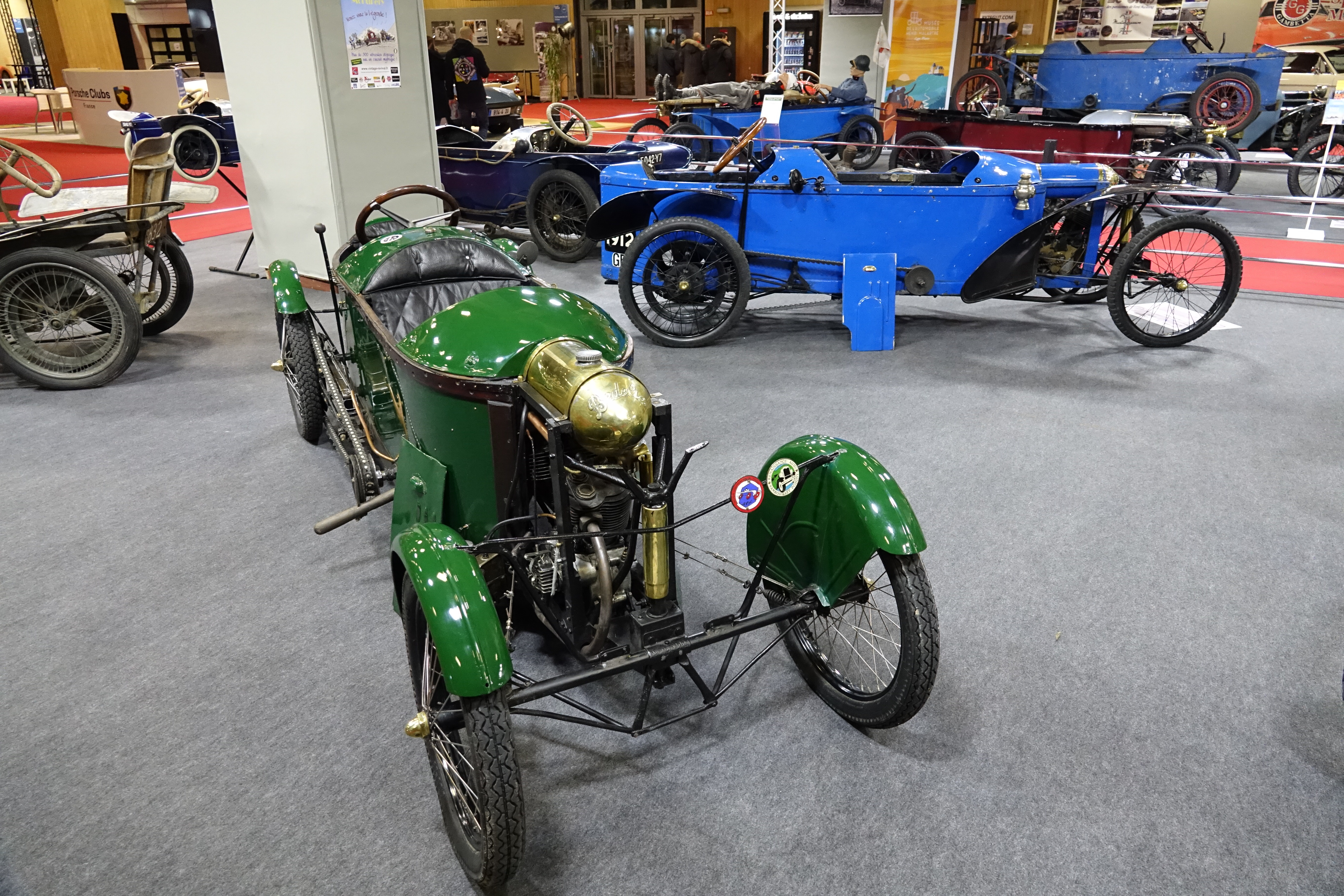
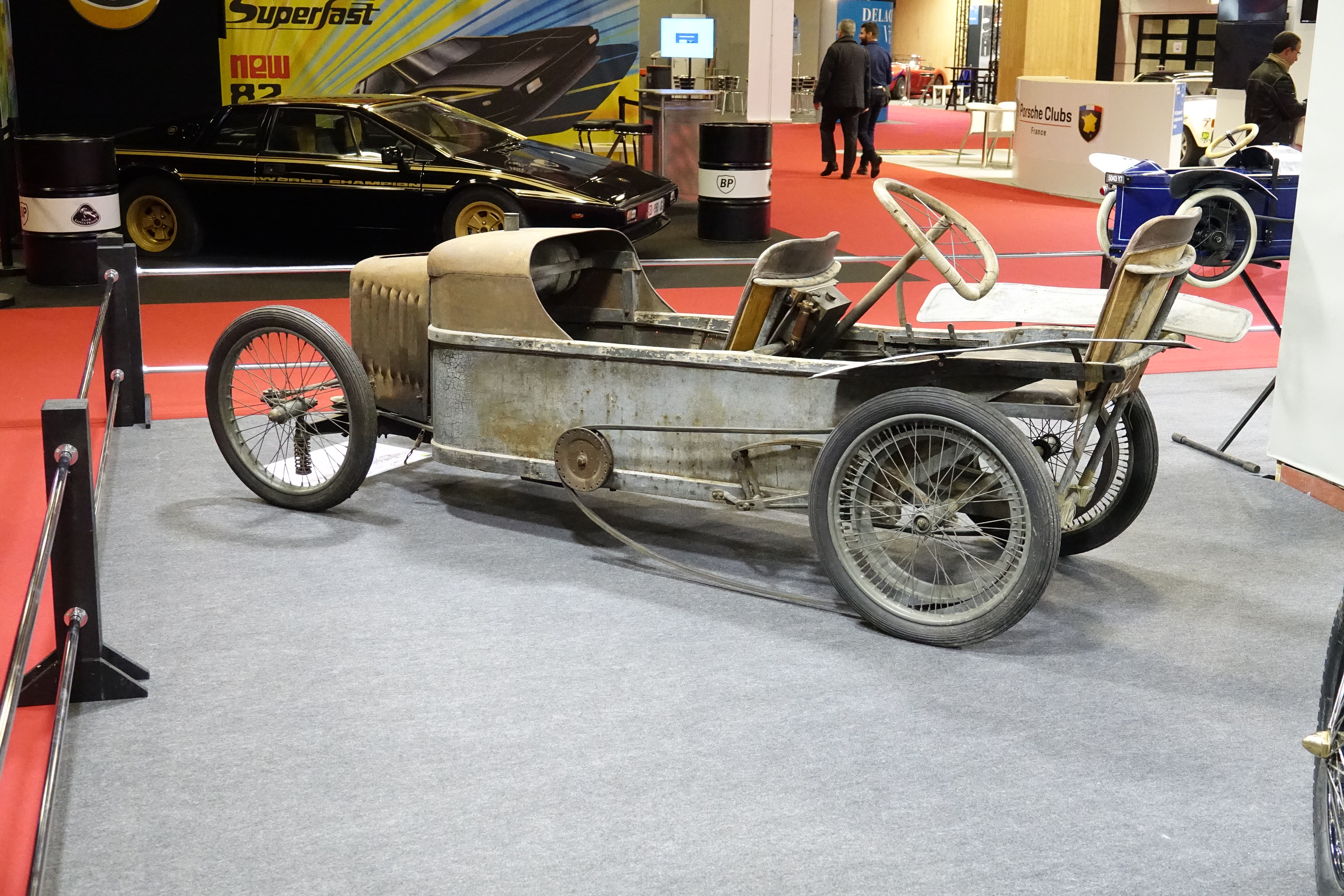

La star du salon, celui devant lequel le public se prend en photographie, est le Berliet T100 motorisé par un V12 Diesel de 700 ch qui, du haut de ses 5 mètres de hauteur, domine le salon.

Le Berliet T100
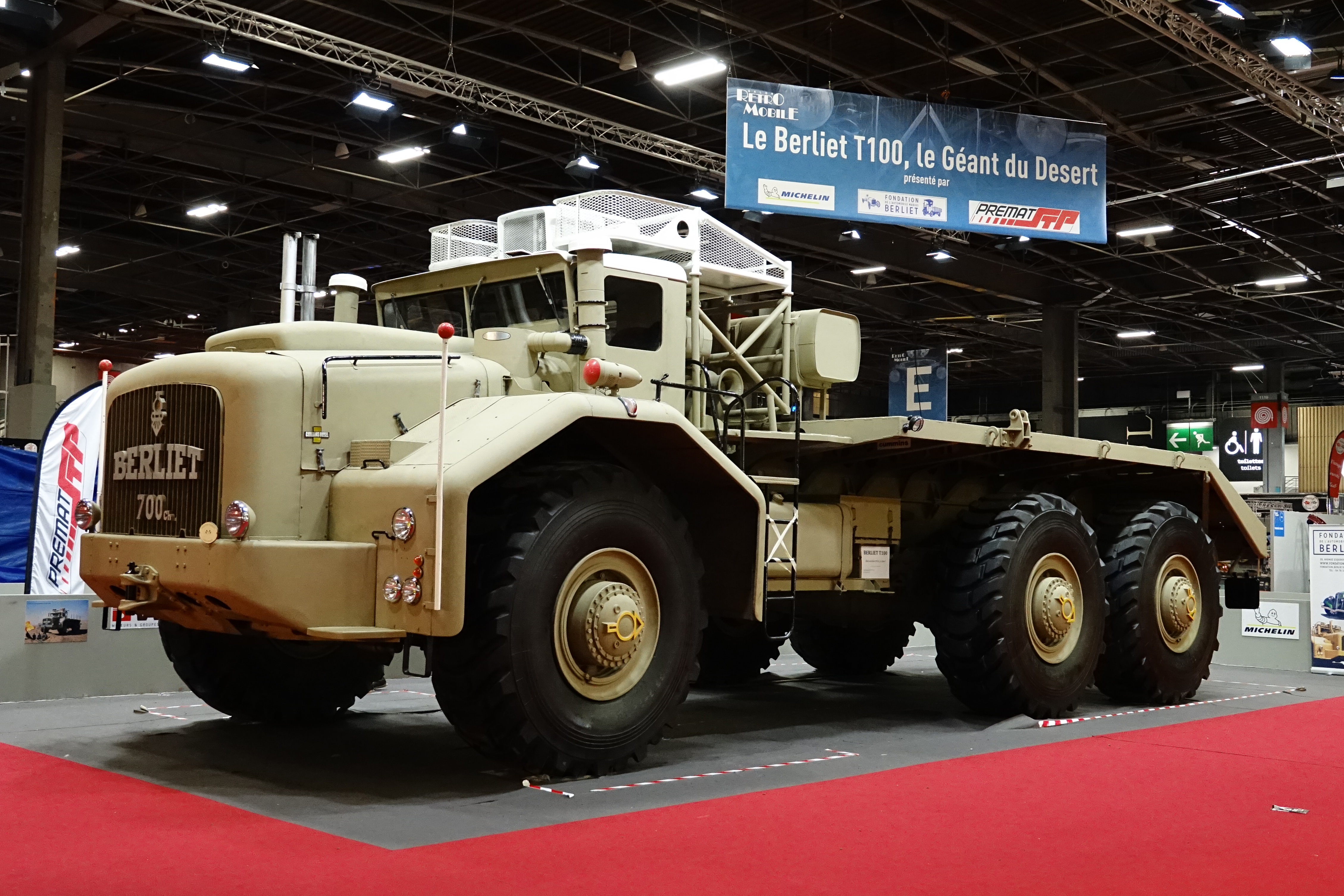
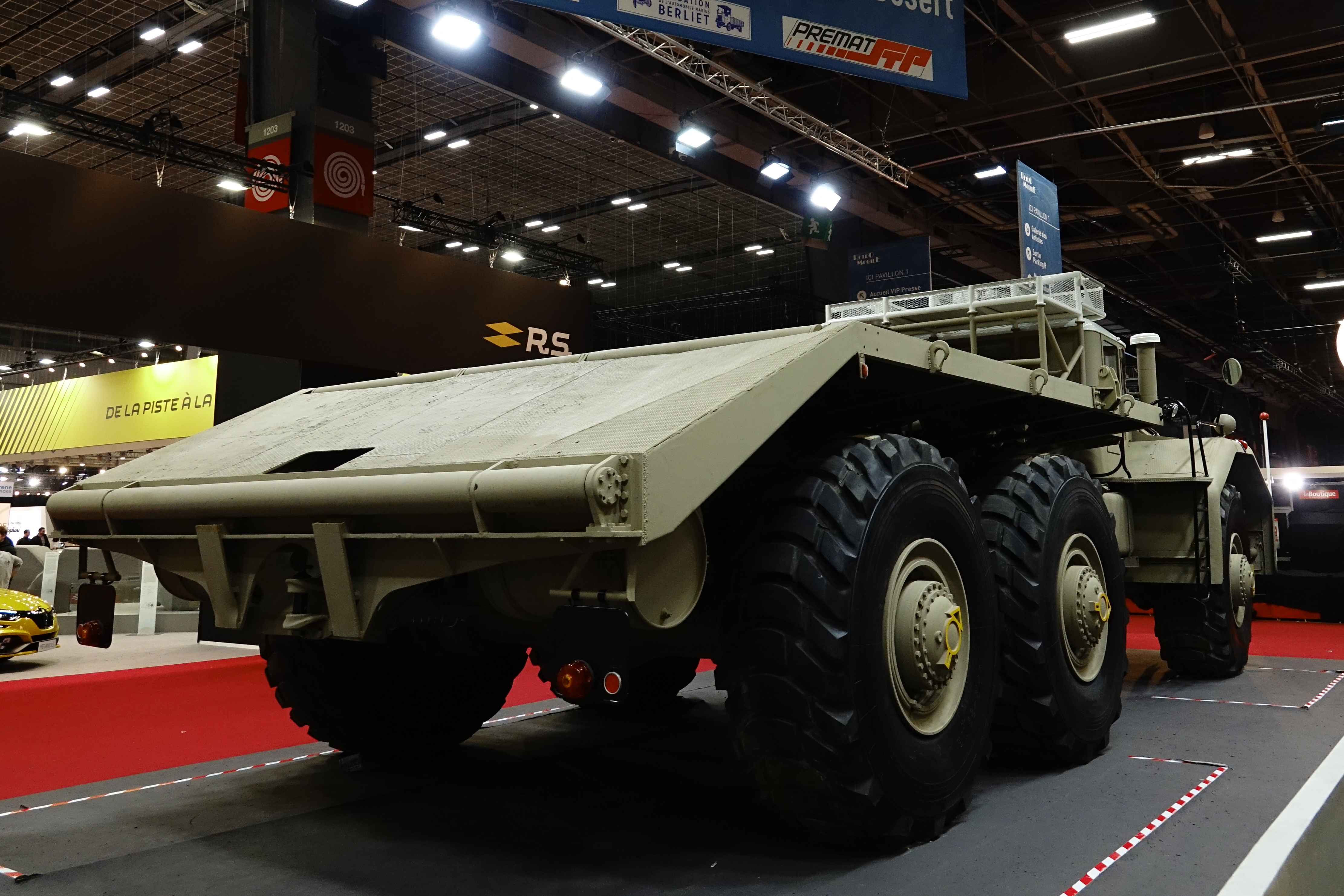

### 45eédition (2020)
La quarante-cinquième édition du salon Rétromobile est programmée du mercredi 5 au dimanche 9 février 2020. Cette 45e édition un peu spéciale rend hommage à Marc Nicolosi, fondateur du salon Rétromobile en 1976 et disparu en novembre 2019, qui a dirigé le salon jusqu'en 2003.
Le salon s'étend sur 72 000 m2 d'exposition du Palais d'exposition de Paris réparti sur trois pavillons (1, 2 et 3), et reçoit 620 exposants, plus de 1 000 véhicules et 120 clubs. La fréquentation baisse légèrement par rapport à l'édition 2019 avec 122 000 visiteurs sur les cinq jours d'exposition.

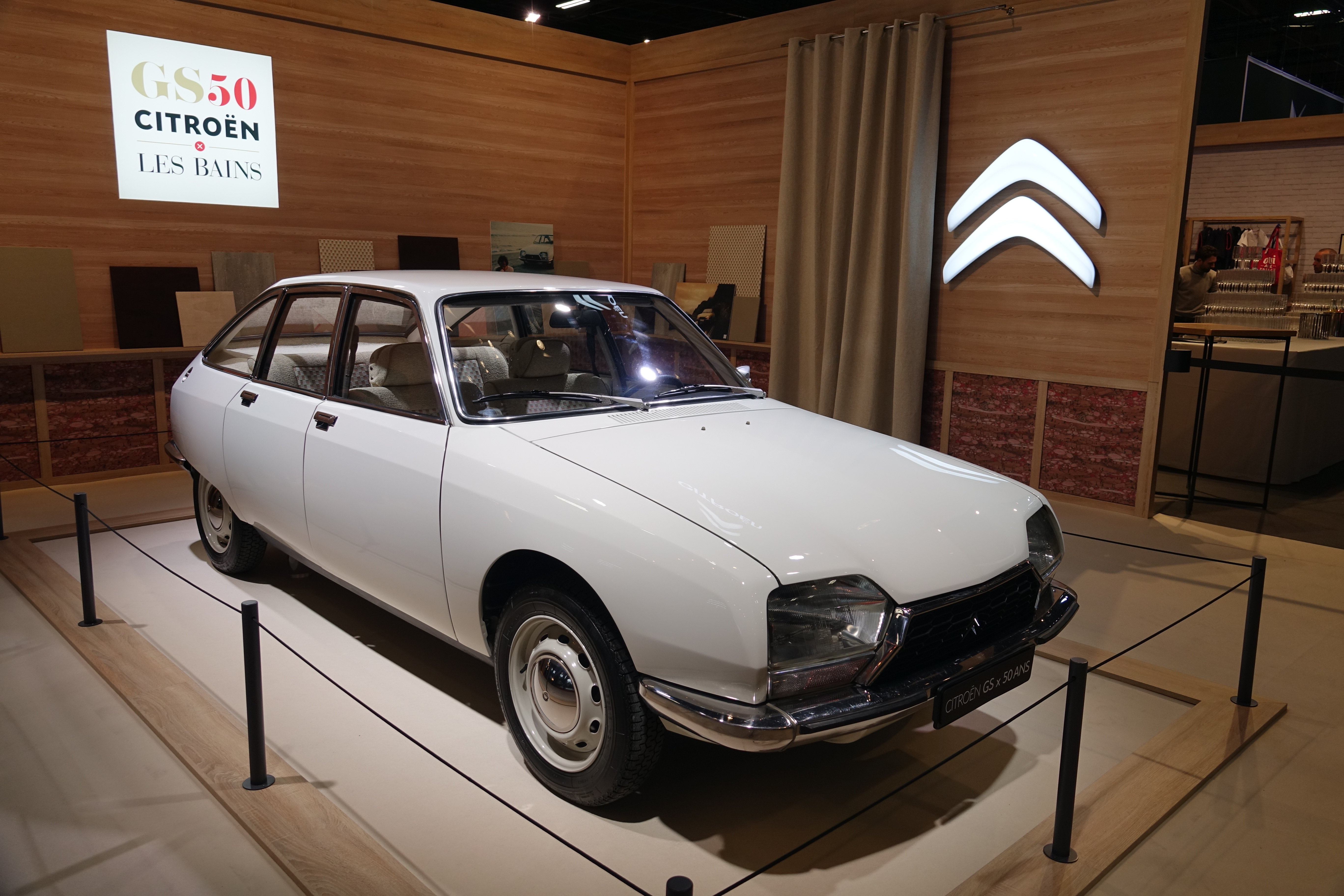
50 ans de la GS.

Comme chaque année, le salon célèbre des anniversaires avec en 2020 :
- les 125 ans de Škoda,
- les 110 ans d'Alfa Romeo,
- les 50 ans de la Citroën GS,
- les 60 ans de la Peugeot 404,
- les 40 ans de la Fiat Panda.

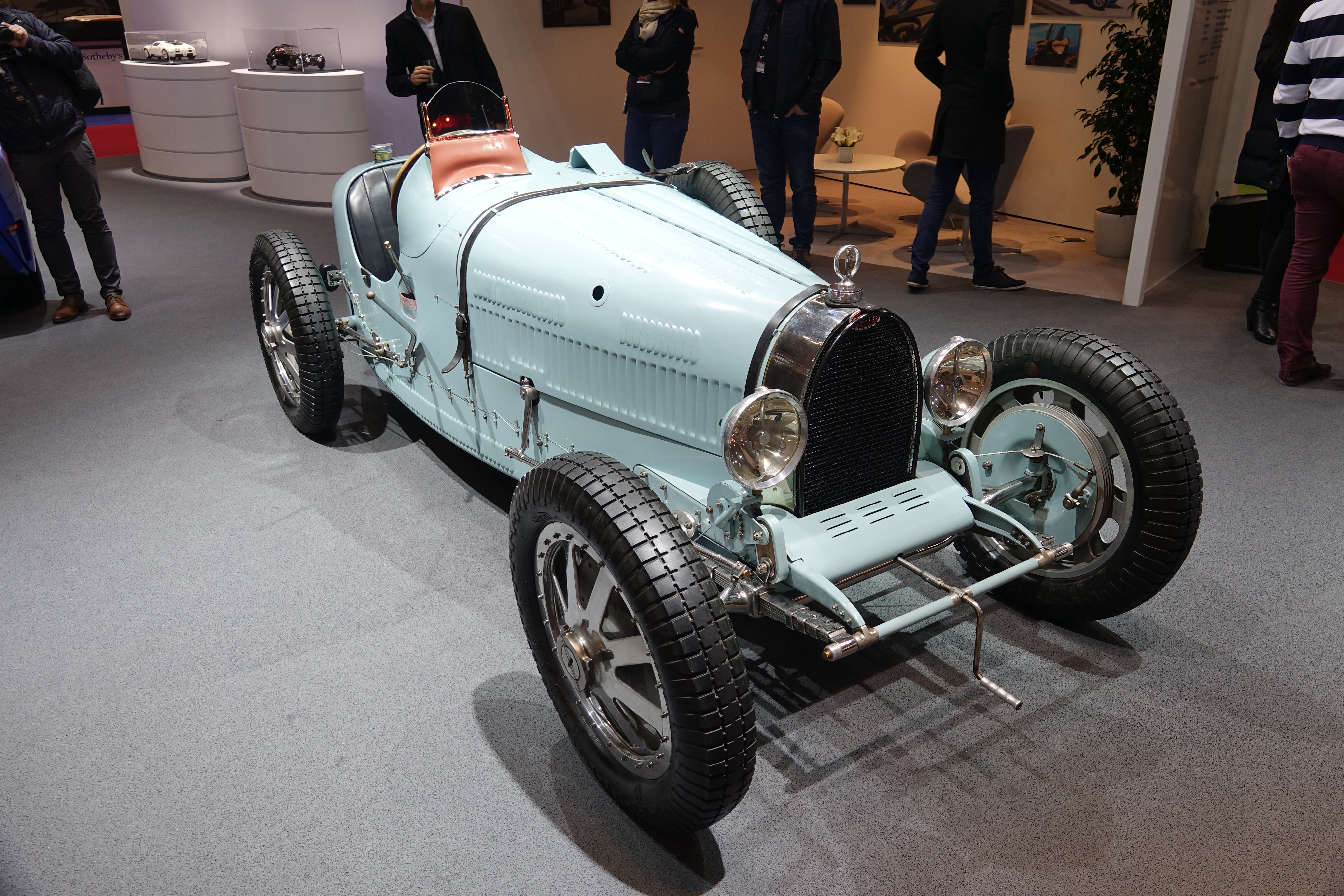
Bugatti Type 35C.

Les constructeurs français sont bien représentés cette année sur le salon avec :
- Renault, qui présente douze modèles historiques du constructeur au losange,
- Peugeot et ses modèles électriques,
- Citroën, avec la SM, la DS et la GS et ...
- Bugatti, qui a un stand avec trois modèles qui ont fait son histoire (Type 35, EB110, Veyron).

### Édition 2021 annulée
Initialement programmée du 3 au 7 février 2021, l'édition 2021 du salon est reportée du 2 au 6 juin en raison de la pandémie de Covid-19. Elle est finalement annulée en mars 2021 et reportée en 2022.

### 46eédition (2022)

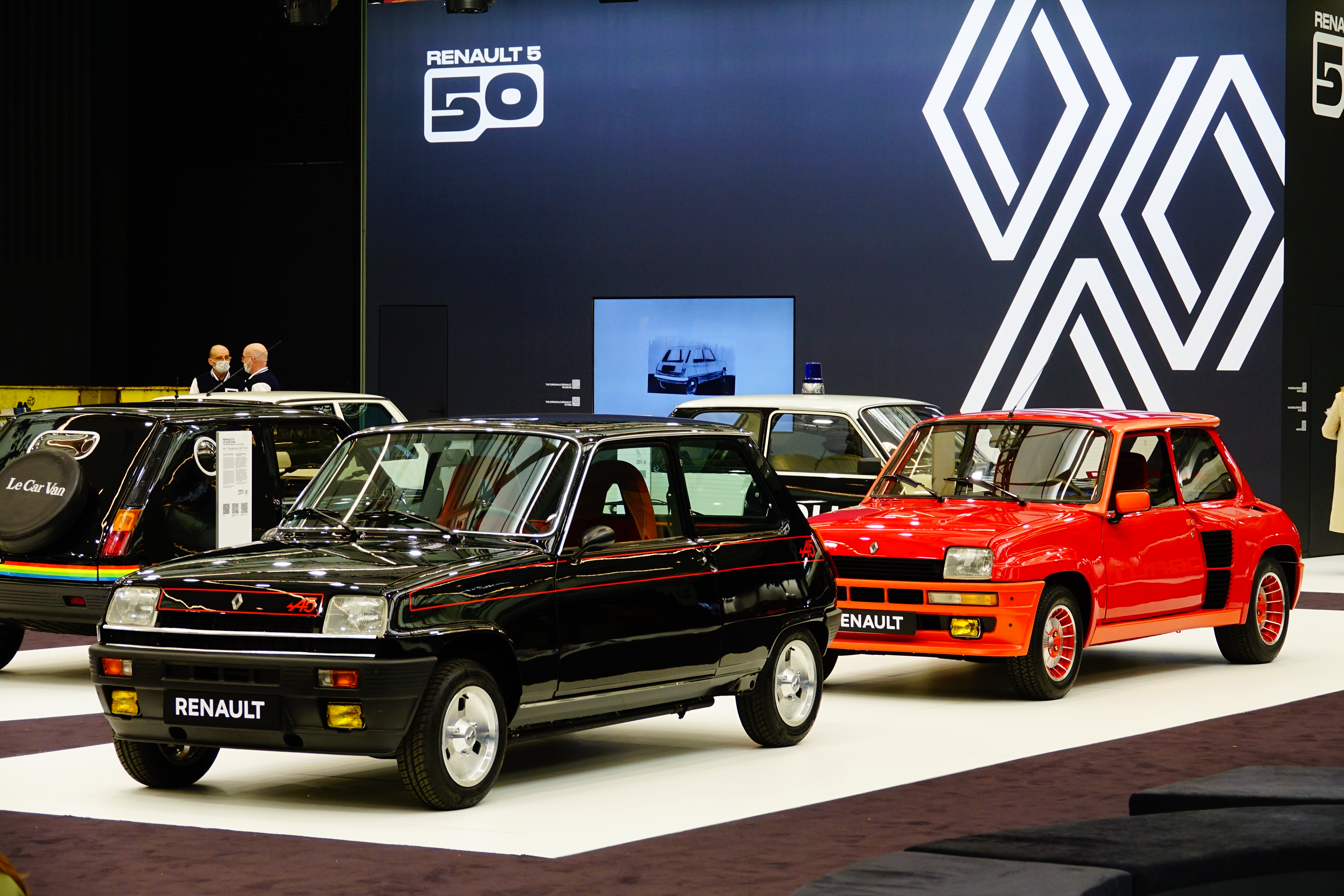
50 ans de la Renault 5.

La 46e édition du salon est initialement programmée du 2 au 6 février 2022, puis reportée du 16 au 20 mars 2022.
Cette année, le salon s'expose dans les pavillons 7.2 (au rez-de-chaussée) et 7.3 (étage) du Parc des expositions de Paris.
Outre Peugeot, absent cette année, les constructeurs français sont bien représentés avec Renault qui célèbre les 50 ans de la R5 avec plusieurs anciens modèles exposés sur son stand, et un concept car (Renault 5 Prototype) annonçant la future R5 E-Tech électrique. Tandis que Citroën expose une BX, une CX, une C5 X et un concept sur la base de l'Ami électrique, la Citroën My Ami Buggy Concept. Et un nouveau venu, Devalliet, qui présente sa Mugello 375S.
Ils ne sont pas les seuls, une exposition hommage à Amédée Gordini présente ses plus beaux modèles dont une Type 24S de 1953, et, plus étonnant, un camion Lancia badgé « Gordini » pour le transport des équipes de course.

Hommage à Gordini
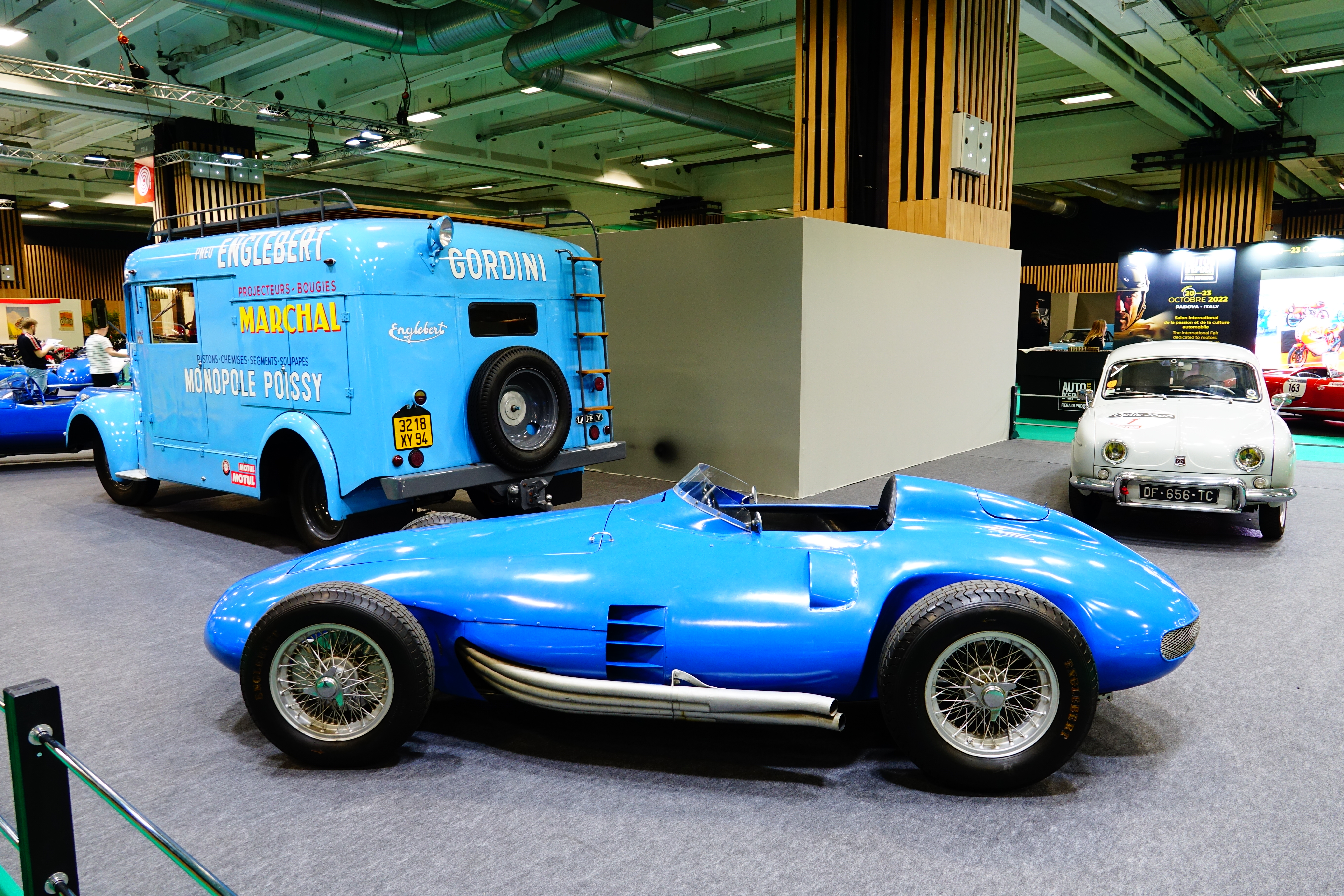
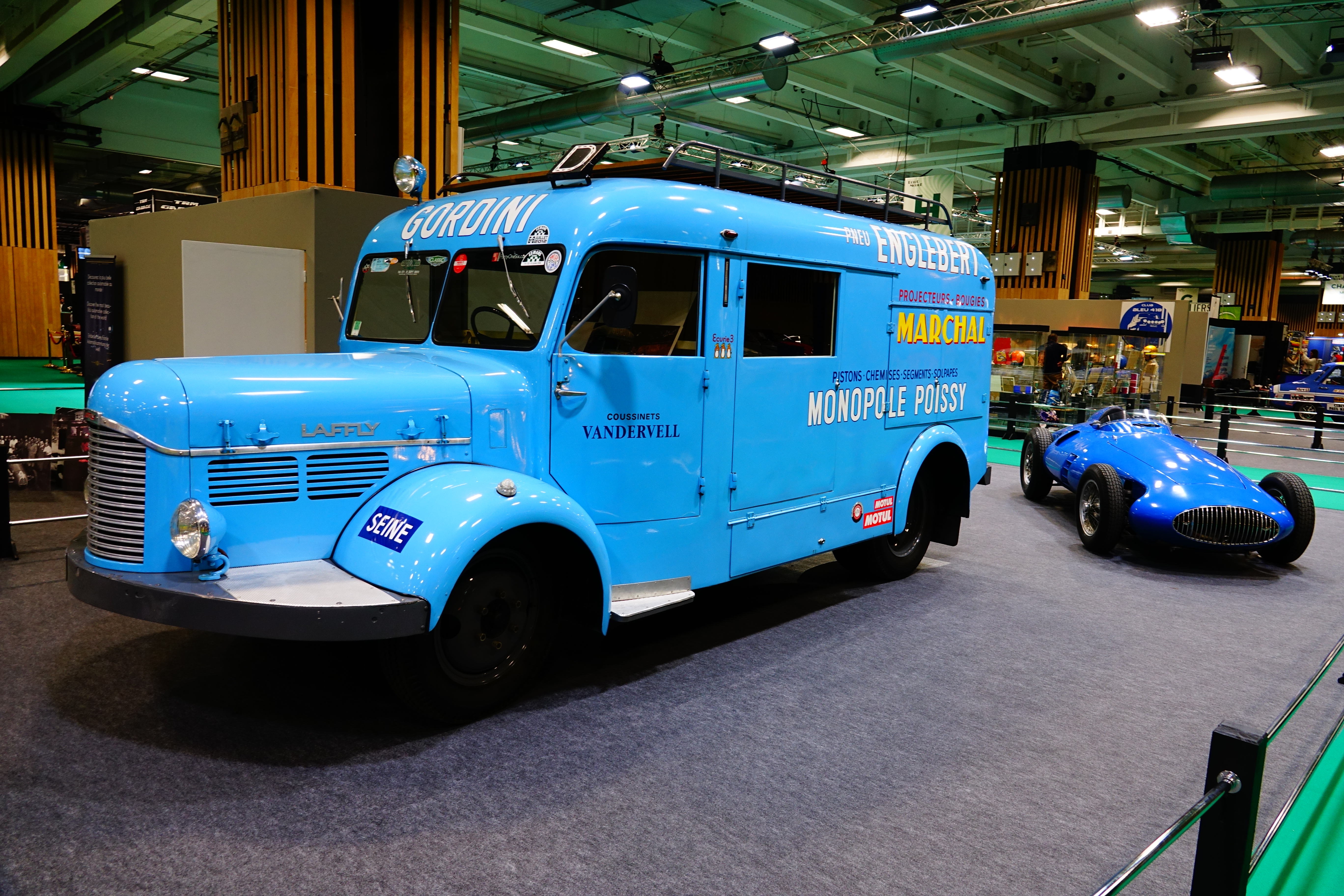
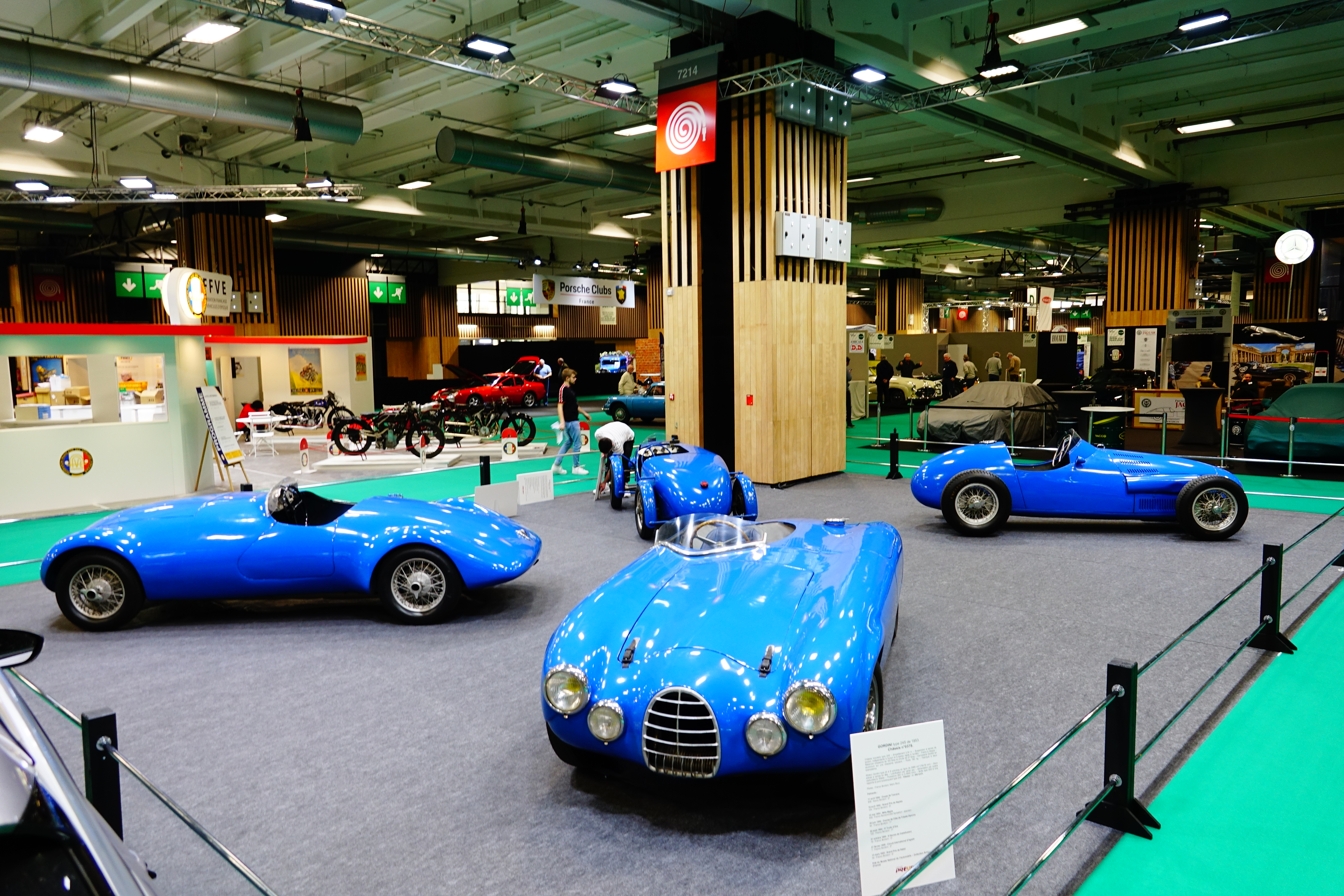

### 47eédition (2023)
La 47e édition du salon est programmée du 1er au 5 février 2023. Le salon change de direction avec l'arrivée de Romain Grabowski en remplacement de Jean-Sébastien Guichaoua.
Cette année, les constructeurs automobiles sont bien représentés avec Peugeot, Renault, Citroën, Porsche et Volkswagen qui présentent des modèles de collection aux côtés de voitures électriques contemporaines comme un Volkswagen Combi T1 de 1967 et l' ID. Buzz de 2022 ou sa version Cargo, voire de concept cars modernes à l'instar de la Renault R5 Turbo 3E ou de la Citroën Oli.

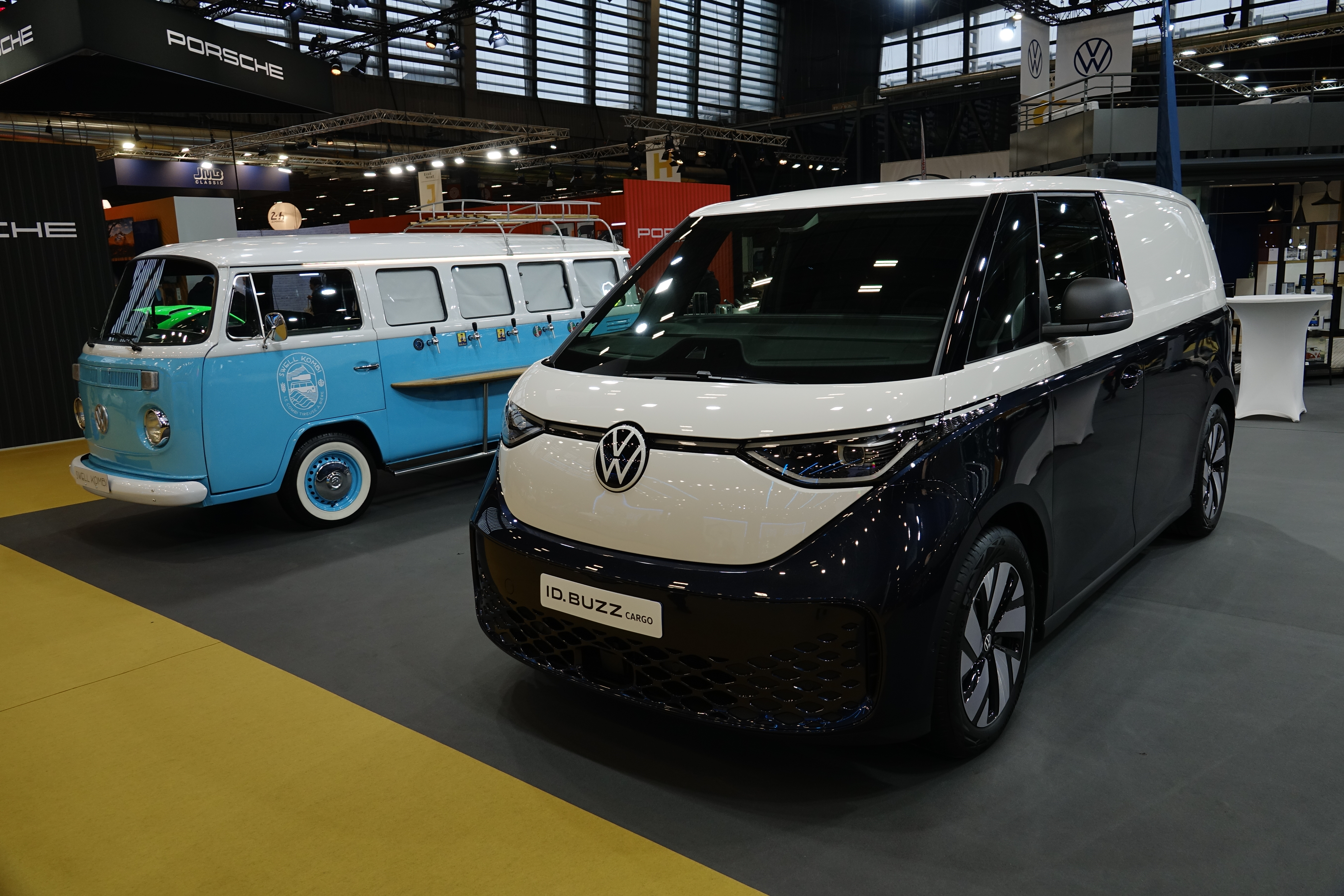
Volkswagen ID. Buzz Cargo.
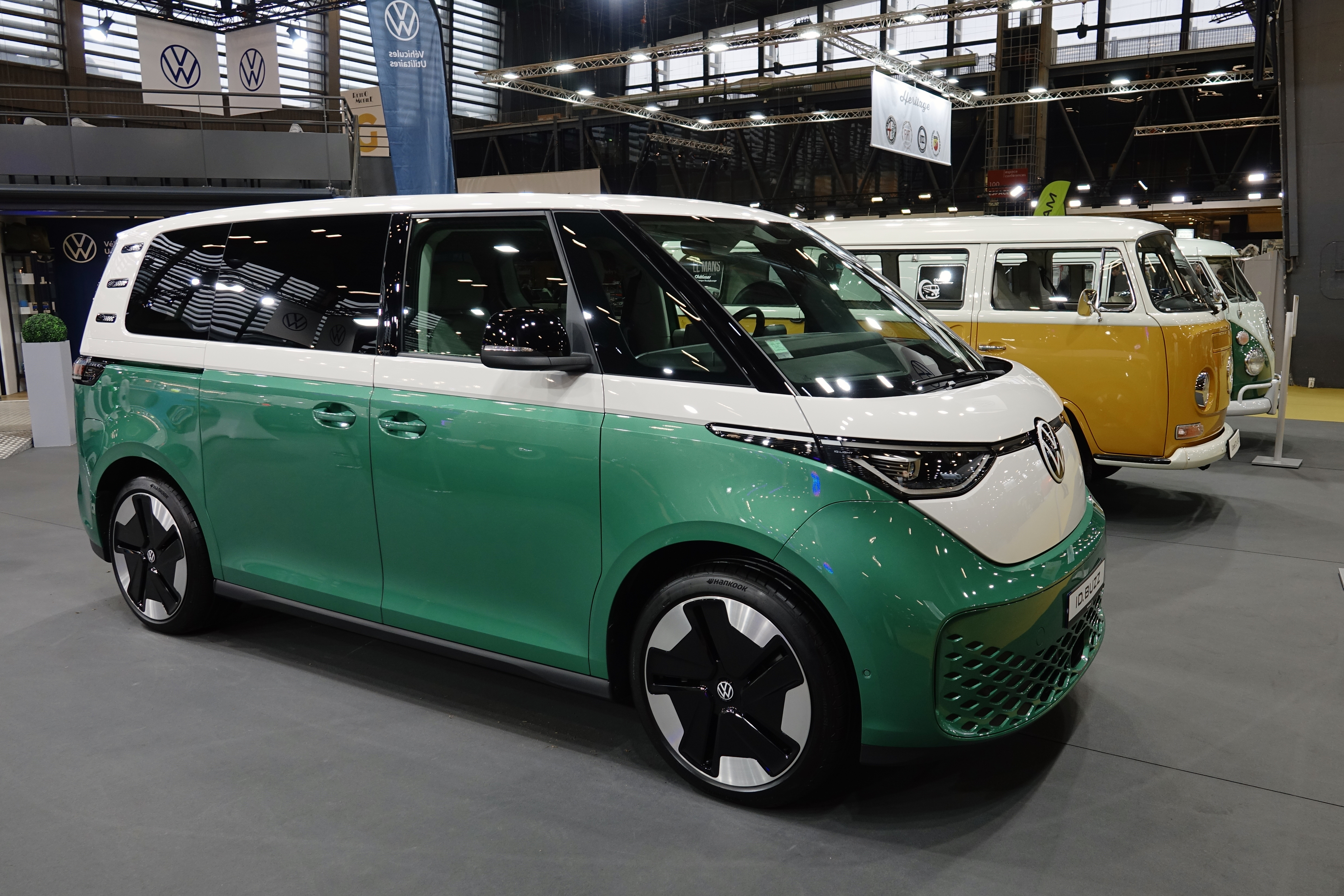
Volkswagen ID. Buzz.
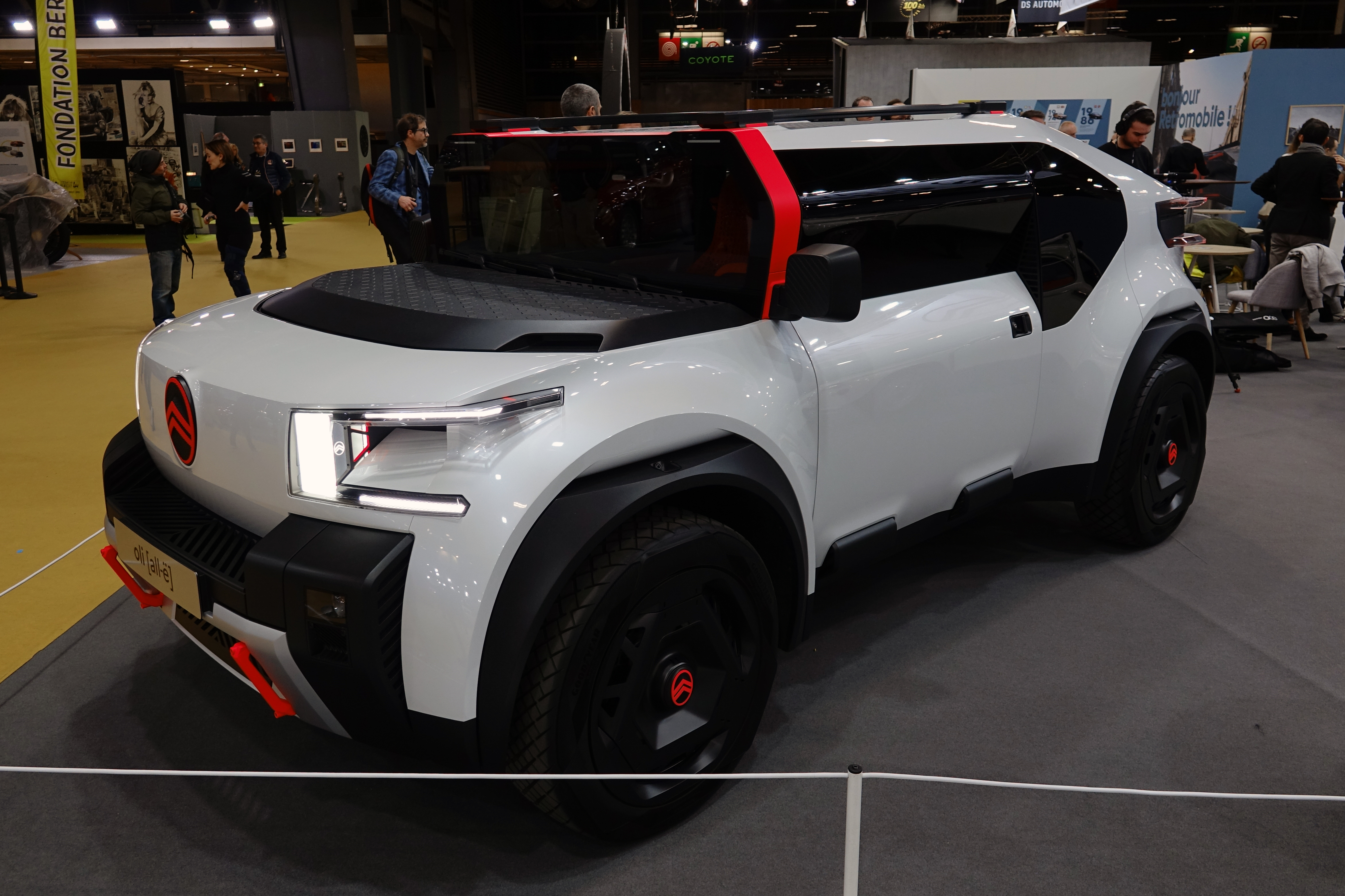
Citroën Oli.
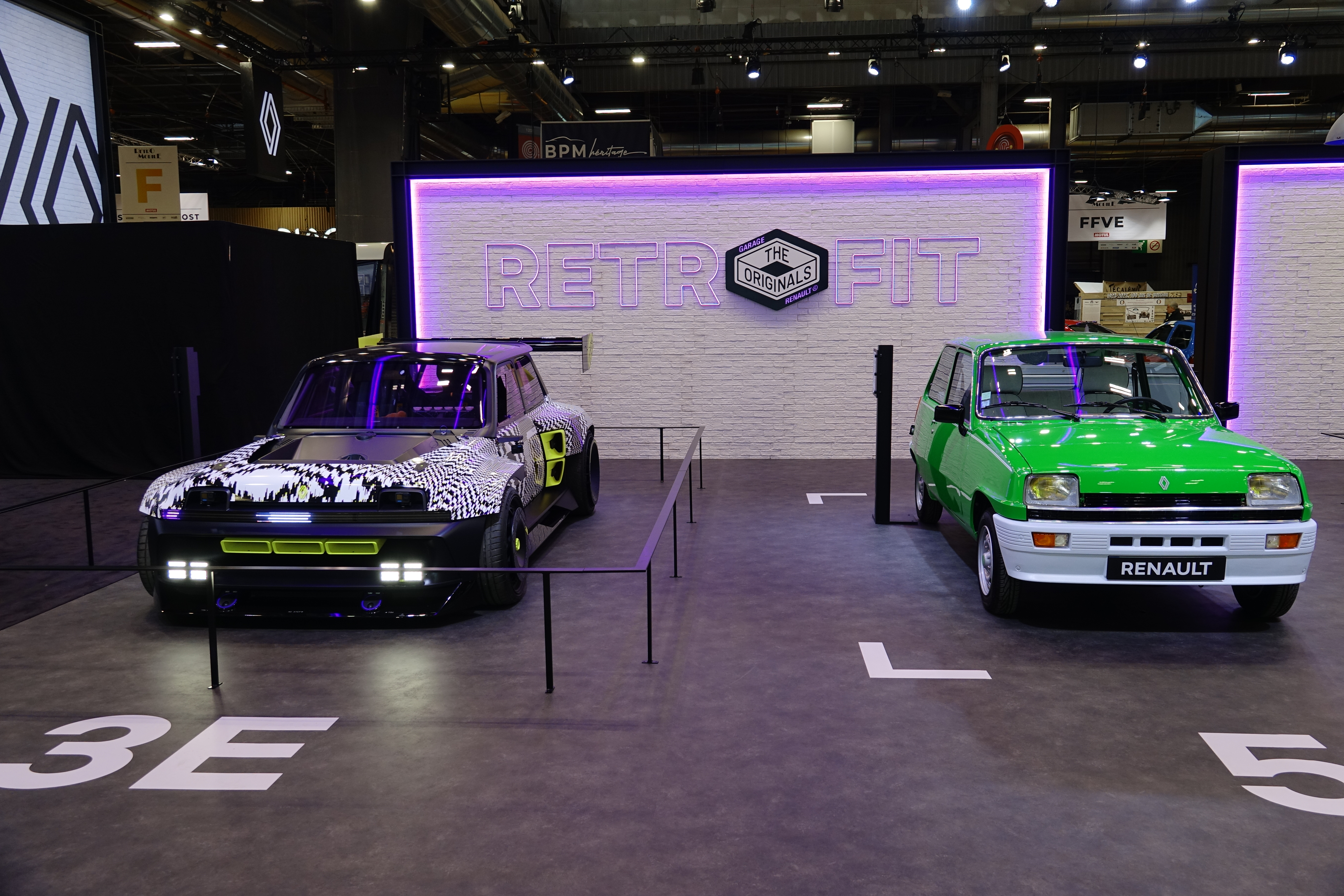
Renault R5 Turbo 3E.

### 48eédition (2024)
La 48e édition du salon est programmée du 31 janvier au 4 février 2024.
Cette édition célèbre deux centenaires avec les 100 ans du constructeur anglais MG Motor fondé en 1924 à Oxford (Angleterre), et les cent ans de l'autodrome de Linas-Montlhéry construit en 1924 et racheté en 1973 par l'UTAC.

### 49eédition (2025)
La 49e édition du salon s'est tenue du 5 février au 9 février 2025 au Parc des Expositions de la Porte de Versailles à Paris.
Cette édition a mis à l'honneur les 70 ans de la Citroën DS, célébrant son héritage avec une exposition dédiée, ainsi qu'un hommage à Adolphe Kégresse, ingénieur pionnier des véhicules à chenilles.

## Reconnaissance
En 2005, Marc Nicolosi, le fondateur du salon Rétromobile, a été nommé au grade de chevalier du ministère délégué au Commerce extérieur.

## Récompense
- Prix du Motoring Event of the year 2019 aux International Historic Motoring Awards.